# Königreich Preußen

Die Flagge des Staates Preußen war die Flagge des namensgebenden Königreichs Preußen mit dem Monogramm für Friedericus Rex

Der Staat Preußen war seit der Königskrönung Friedrichs III. von Brandenburg 1701 bis zur Abdankung von König Wilhelm II. während der Novemberrevolution 1918 ein Königreich. Die Hauptstadt war Berlin.
Da es sich um die bedeutendste Zeit in der Geschichte Preußens handelt, wird der Hinweis auf seine Staatsform Monarchie meistens weggelassen und nur von Preußen gesprochen. Vor 1701 existierte Preußen als Deutschordensstaat und anschließend als Herzogtum Preußen nur am Südrand des Baltikums, welches seinen Namen von den baltischen Prußen (Altpreußen) hatte. Nach 1918 entstand aus dem inzwischen monarchischen Groß- bzw. größtem Teilstaat im Deutschen Reich die parlamentarische Demokratie Freistaat Preußen.
Die Krönung von Friedrich I. fand 1701 im 1618 geerbten Herzogtum Preußen statt. In Brandenburg war dieses nicht möglich, weil der Kurfürst dort der Lehnshoheit des Kaisers des Heiligen Römischen Reiches Deutscher Nation unterworfen war. Das Herzogtum lag außerhalb der Reichsgrenzen, und die Brandenburger hatten in ihm auch die volle Souveränität, nachdem es der Große Kurfürst 1660 von der Lehnshoheit des polnischen Königs befreit hatte. Friedrich I. durfte sich daher nur König in Preußen nennen; erst seit 1772 trugen die Monarchen den Titel König von Preußen.

## Staat

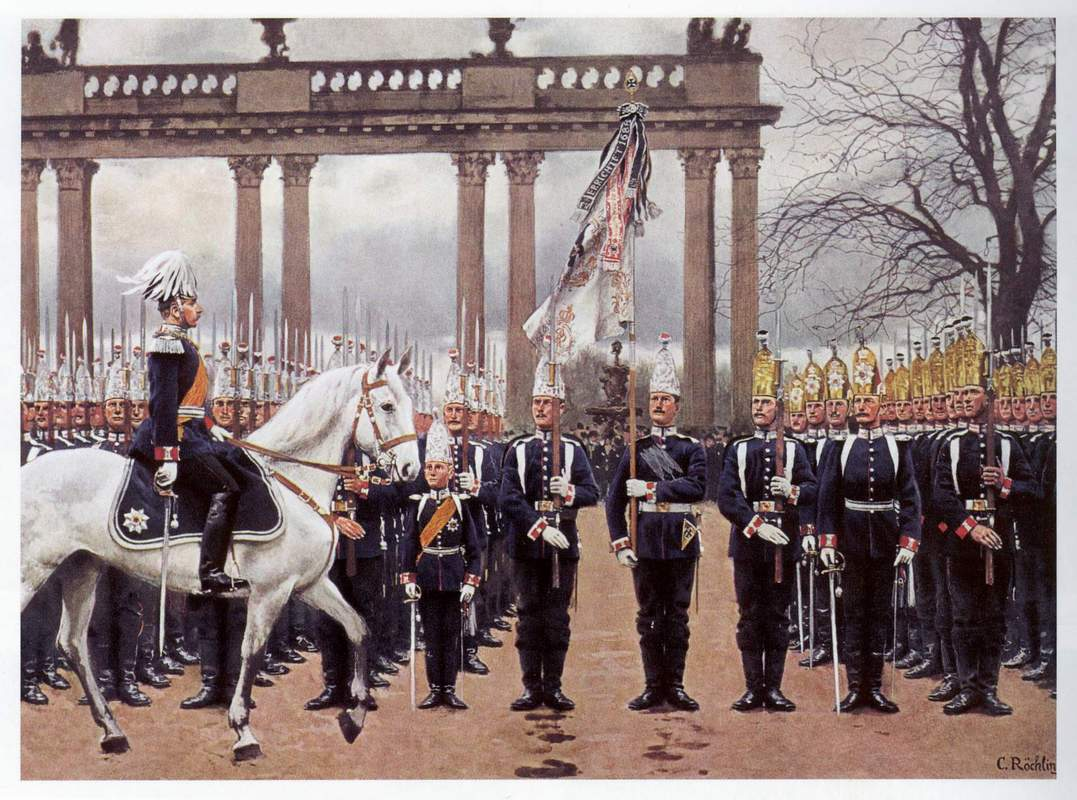
Kaiser Wilhelm II. bei einer Militärparade am 9. Februar 1894 im Lustgarten in Potsdam.
Farblithografie von Carl Röchling (1855–1920);
Redeauszug des Deutschen Kaisers Wilhelm II. in Potsdam am 23. November 1891 bei einer Rekrutenvereidigung: Rekruten! Ihr habt jetzt vor dem geweihten Diener Gottes und angesichts dieses Altars Mir die Treue geschworen. Ihr seid noch zu jung, um die wahre Bedeutung des eben Gesprochenen zu verstehen, aber befleißigt euch zunächst, dass ihr die gegebenen Vorschriften und Lehren immer befolgt. Ihr habt Mir die Treue geschworen, das – Kinder Meiner Garde – heisst, ihr seid jetzt Meine Soldaten, ihr habt euch Mir mit Leib und Seele ergeben. Es gibt für euch nur einen Feind, und das ist Mein Feind. Bei den jetzigen sozialistischen Umtrieben kann es vorkommen, dass ich euch befehle, eure eigenen Verwandten, Brüder, ja Eltern niederzuschießen – was ja Gott verhüten möge –, aber auch dann müsst ihr Meine Befehle ohne Murren befolgen. Erläuterung: Den Oberbefehl über das Heer hatte nach der Verfassung der König.

„Rekruten! Ihr habt jetzt vor dem geweihten Diener Gottes und angesichts dieses Altars Mir die Treue geschworen. Ihr seid noch zu jung, um die wahre Bedeutung des eben Gesprochenen zu verstehen, aber befleißigt euch zunächst, dass ihr die gegebenen Vorschriften und Lehren immer befolgt. Ihr habt Mir die Treue geschworen, das – Kinder Meiner Garde – heisst, ihr seid jetzt Meine Soldaten, ihr habt euch Mir mit Leib und Seele ergeben. Es gibt für euch nur einen Feind, und das ist Mein Feind. Bei den jetzigen sozialistischen Umtrieben kann es vorkommen, dass ich euch befehle, eure eigenen Verwandten, Brüder, ja Eltern niederzuschießen – was ja Gott verhüten möge –, aber auch dann müsst ihr Meine Befehle ohne Murren befolgen.“

### Charakteristiken und Merkmale
Die Entwicklung des preußischen Staats war eingebettet in die europäische Gesellschaftsentwicklung. Das bedeutet, dass jede Entwicklung, die sich in Preußen vollzog, stets zeitgleich oder zumindest verzögert die Strömungen von außen aufnahm und auf die spezifisch preußischen Bedürfnisse anpasste. Eine autonome Eigenentwicklung aus sich heraus fand folglich nicht statt, sondern der Staat und die Gesellschaft wandelte sich nach isomorphischen Gesichtspunkten nach den Vorgaben der gesellschaftlichen Vorreiter aus den Niederlanden, Frankreich und England.
Der Beginn der modernen europäischen Staatenentwicklung in der Frühen Neuzeit führte zunächst über die Säkularisierung öffentlicher Macht unter Hinausdrängung der Katholischen Kirche aus allen weltlichen Machtbereichen im Zeitalter der Renaissance. Nachdem dieser Prozess abgeschlossen war, gingen die so gestärkten weltlichen Territorialfürsten daran, sich einen eigenen Unterbau zu schaffen, der die vorhandenen ständisch geprägten Verwaltungsstrukturen überformte. Dieser Prozess begann im 17. Jahrhundert, maßgeblich programmatisch definiert im Leviathan und war um 1750 in Preußen abgeschlossen. Bis zu diesem Zeitpunkt war der preußische Staat ein Schwacher Staat. Die schwach entwickelte Staatlichkeit galt gleichermaßen für alle damaligen Staaten weltweit. Bereits zu dieser Zeit entwickelte sich in Preußen eine prägnante Ausformung eines Rechtsstaats, die zu dieser Zeit als vorbildlich galt (vgl. Müller-Arnold-Fall). Getragen wurde der Staat vornehmlich von seiner professionalisierten Beamtenschaft. Der preußische Staat trug daher Züge eines typisierten Beamtenstaats mit ausgeprägter Bürokratie, was eine geregelte Aktenführung, Schriftlichkeit, Unbestechlichkeit und weitere Merkmale nach Max Webers Modell einbezog. Da die Amtsträger ihr Handeln unzureichend legitimieren mussten, galt der preußische Staat zeitwährend auch als Obrigkeitsstaat.
Danach führte das Wirken neuer geistiger Strömungen dazu, dass weitere bürgerliche Einflussgruppen in das Zentrum der Macht drängten und Mitsprache forderten. Daraus ergab sich nach langwierigen innenpolitischen Kämpfen zwischen den monarchischen Kräften und Reformern im Zeitraum von 1790 bis 1850 der preußische Verfassungsstaat.
Der Staatscharakter wandelte sich in dem Zeitraum nicht nur politisch, sondern auch durch seinen stetigen Aufgaben-, Ausgaben- und Personalaufwuchs institutionell. Zunächst war der Staat aber nicht viel mehr als ein Privatinstrument des Landesfürsten zur Sicherung seiner Machtstellung nach innen und außen. In Preußen wurden zeitweise 90 Prozent der Staatsmittel nur für die Armee verwendet. Während bereits mehr als 100.000 Mitglieder als quasi-öffentliche Mitarbeiter im Armeedienst ihren Dienst verrichteten, bestand die Verwaltung um 1750 aus weniger als 1000 Personen. Dieses Missverhältnis bedingte, dass der preußische Staat zeitwährend und auch in der Nachbetrachtung als Militärstaat oder auch Militärmonarchie eingestuft wurde.
Später erweiterten sich die Funktionen dieses Ordnungsstaats, je stärker die Gesellschaft sich entwickelte. Neue Standards, Technologien bedingten neue Aufgabenfelder, die vom Staat unter Leitung der Administration erschlossen wurden.
Der Staat im Sinne eines heute üblichen Sozialstaats oder auch Wohlfahrtsstaats begann sich erst in den letzten Dekaden um 1900 in Ansätzen zu entwickeln. Bis dahin waren ordoliberale Vorstellungen im Staatsbereich vorherrschend.
Ausgehend von einem angesammelten monarchischen Territorienkonglomerat (Composite Monarchy), entwickelte sich der Zentralstaat erst nach und nach. Die preußischen Staaten des 18. Jahrhunderts hatten sämtlich eigene überkommene innere Verwaltungsstrukturen gebildet, die seit dem Spätmittelalter und der Ausbildung des Ständewesens entstanden waren. Die lokalen und regionalen (ständischen) Akteure dieser Strukturen wie zum Beispiel die Kreisorganisationen, Kreisausschüsse oder Kreistage innerhalb eigener Landschaften bestanden bis zu Beginn der preußischen Reformen fort. Auch die immediatären Städte, die Güter des landsässigen Adels mit allen darauf befindlichen Dörfern, Vorwerken und Menschen sowie die Ämter der Domänengüter des Königs bildeten zusammen die örtliche und überörtliche Verwaltungsebene unter dem sich ausprägenden Gesamtstaat und seinen eigenen Provinzialinstitutionen. Die häufige Kleinteiligkeit dieser organisch verwachsenen Strukturen und auch deren tradierte und fortwährende Erhaltungsbestrebungen durch ihre Mitglieder im Austausch mit den zentralen Staatsstrukturen lähmten den politischen Prozess. Neuerungen und Veränderungen vollzogen sich langsam und mühselig. Um 1800 führte dies zu allmählichen fundamentalen Veränderungbestrebungen, die von der Staatsspitze aus angeschoben wurden.
Die preußischen Landesteile wurden 1815–1818 im Zuge der Verwaltungsreformen nach den gewonnenen Freiheitskriegen gegen Napoleon und den Territorialgewinnen im Zuge des Wiener Kongresses 1815 in eine moderne Organisation aus Provinzen, Regierungsbezirken und Landkreisen überführt.
Der Staat Preußen gliederte sich ähnlich wie die Staaten heute auch in eine Gesamtstaatliche Ebene, eine Länderebene (Provinzen) und eine kommunale Ebene mit örtlichen und überörtlichen Aufgabenbezügen.

### Staatsform und Staatsoberhaupt

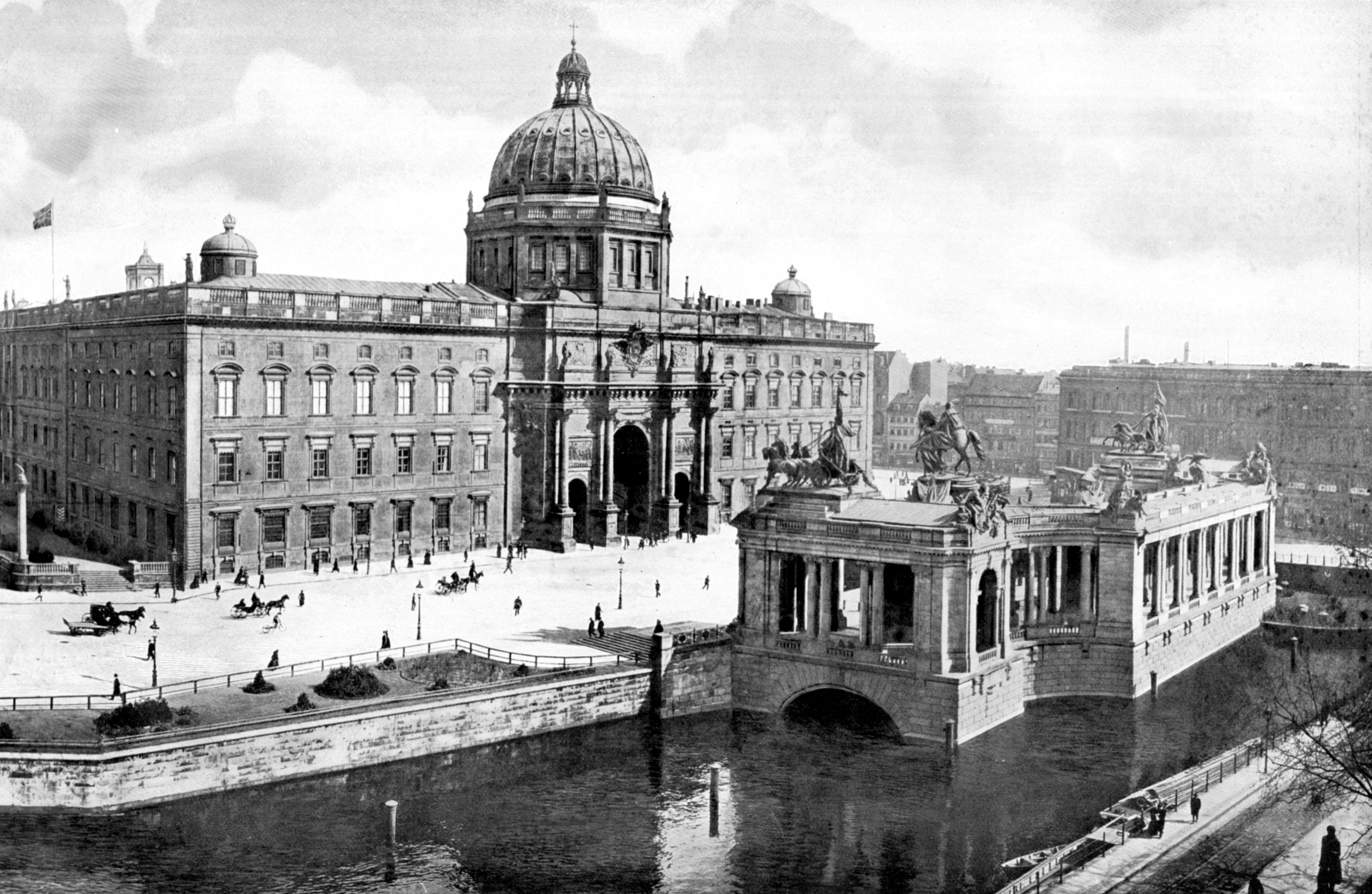
Berliner Stadtschloss, Hauptresidenz der Hohenzollern

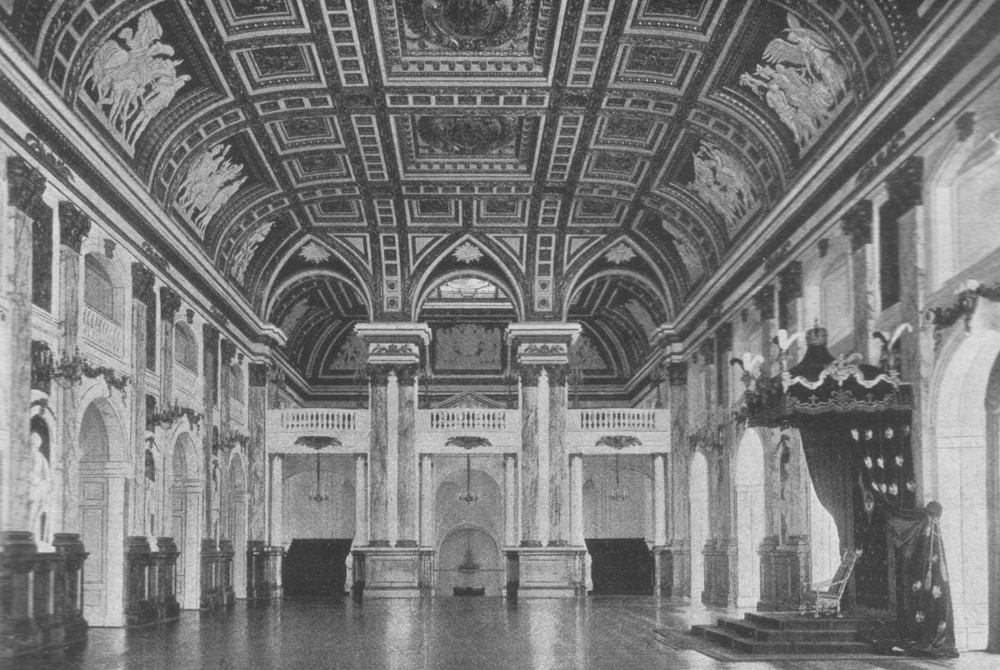
Der preußische Thron, ein formelles verortetes Zentrum der Monarchie, befand sich im Weißen Saal des Berliner Stadtschlosses

Die Preußische Monarchie war von 1701 bis 1848 eine absolute Monarchie. Staatsoberhaupt war der preußische König, der seinen Anspruch auf das Königsamt als Erbrecht der Dynastie der Hohenzollern von Geburt an durch Gottesgnadentum innehatte. Das fürstliche Haus bildete den Kern der Staatlichkeit, ehe im Bürgerlichen Zeitalter europaweit der moderne Anstaltstaat die Monarchie aus dem Zentrum des Staats verdrängte. Die auffälligste Abweichung der Monarchie zu einem modernen Staat war die Rolle die der preußische Hofstaat im Regierungsgefüge innehatte. Das dort angesiedelte Kabinett des Königs, von dem aus dieser mittels Ministervorträgen und schriftlichen Berichten regierte, hatte aufgrund seiner Machtfülle eine Sonderstellung inne, die zwischen öffentlichem und privaten Raum stand und damit noch aus staatsrechtlicher Perspektive als vormodern gilt.
Der eigentliche Verdrängungsprozess der Monarchie aus den staatlichen Institutionen begann in Preußen mit den erfolglosen Abwehrversuchen gegen die Auswüchse der Französischen Revolution, die mit der Pillnitzer Deklaration begann und in der Schlacht bei Jena und Auerstedt einen für die Monarchie ersten negativen Höhepunkt erlebte. Der Restaurierung absoluter Königsmacht nach 1815 folgten Vormärz und die 1848er Revolution, die der Königsmacht nun auch konstitutionell verankert die Schranken wies.
Von 1848 bis 1918 war der Staat eine konstitutionelle Monarchie (siehe Preußische Verfassung (1848/1850)). Formell blieb der König im Staat ranghöchste Institution. Spätestens mit Bismarcks Regierung lag die staatliche und politische Kontrolle jedoch bei der Ministerregierung und nicht mehr beim König. Im 19. Jahrhundert nahm hier die Bedeutung des Königs im gleichen Maß ab, wie die Größe und der Aufgabenumfang des bürokratischen Staats zunahm. Das Amt entwickelte in der Ausgestaltung eine repräsentativere Bedeutung, was einem Bedeutungsverlust gleichkommt.

### Symbole und Leitsätze

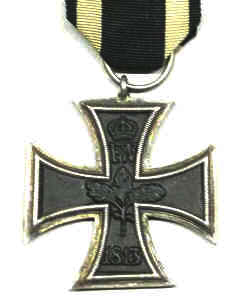
Ein Eisernes Kreuz aus dem Jahr 1813 – Revers, das Avers ist glatt

Das Preußenlied, Borussia und Heil dir im Siegerkranz waren Volks- beziehungsweise Nationalhymnen Preußens. Die Flagge Preußens zeigte einen schwarzen Adler auf weißem Grund, der auch auf dem preußischen Wappen zu sehen war. In einer Reihe von Abzeichen wurde das Eiserne Kreuz zu einem identitären Symbol in Bezug zu Preußen.
Die Monarchie wurde durch die Preußischen Kronjuwelen symbolisiert.
Der preußische Wahlspruch Suum cuique war die Hausordensdevise des 1701 von Friedrich I. gestifteten Schwarzen Adlerordens. Der Spruch machte das Bestreben der preußischen Könige deutlich, Recht und Gerechtigkeit zu üben. Auf den Koppelschlössern der Soldaten stand der gebräuchliche Schlachtruf Gott mit uns.
Da es sich bei dem Staat Preußen um einen Monarchie und nicht um einen Volksstaat handelte, spielten die politischen Ideen von Volk, Freiheit oder materiellem Wohlstand für das Selbstverständnis des Staates keine Rolle.
Die Landesfarben Preußens, Schwarz und Weiß, sind schon im Stammwappen der Hohenzollern enthalten. Das Wappentier Preußens ist der schwarze Preußische Adler. Der Wappenspruch lautet seit der Reformation Suum cuique – „Jedem das Seine“. Das Preußenlied galt zeitweilig als inoffizielle Nationalhymne Preußens.

Stammwappen der Hohenzollern

### Gesetze und Verordnungen
Schriftliches Regierungshandeln mündete zur Umsetzung von Programmen oder Handlungen final in die Erstellung eines Dokuments, das die Regeln oder Handlungsanweisungen fest bestimmte. Deren Publikation und Verbreitung bildete den Grundstock für die erfolgreiche Umsetzung der getroffenen Maßnahmen.
Die preußischen Gesetze und Verordnungen wurden in der Preußischen Gesetzessammlung veröffentlicht und damit vergegenwärtigt. Diese wurden ab 1810 fortlaufend nummeriert. Während die so genannten Kabinettsordren als Verwaltungsanordnung mit Gesetzstatut aufzufassen sind, hatten Verordnungen einen allgemeinbestimmenden Charakter.
Die Schriftdokumente hatten einen Anordnungscharakter, die in einzelnen Artikeln und Abschnitten untergliedert wurden und darin Einzelbestimmungen mit teilweisen Erläuterungs- und Beschreibungscharakter aufwiesen. Die Länge eines Gesetzes differierte je nach Subjekt von wenigen Seiten bis zu mehreren Dutzend. Die Schriftform des Dokuments eröffnete bei den nach außen gerichteten Staatsgesetzen in der Regel mit einer persönlichen Bezugnahme des Königs (Wir Name des Königs, von Gottes Gnaden, König von Preußen thun kund und fügen hiermit zu wissen Inhalt). Der Schluss eines Gesetzesdokuments bildete die Nennung des Königsnamens samt Orts- und Datumsangabe.
Die Dokumentenbezeichnungen im 19. Jahrhundert unterlagen einem Wandel der Nomenklatur und waren abhängig vom Bestimmungskreis (nach innen oder an das Volk) und gliederten sich hauptsächlich nach:
- Allerhöchste Kabinettsordre (Staatsinterner Bestimmungskreis)
- Allerhöchste Verordnung, Staatsvertrag mit einem anderen Rechtsobjekt

Nicht als Gesetz wurden im 19. Jahrhundert Privilegien oder Allerhöchste Erlasse bezeichnet, die Regelungen mit Einzelfallcharakter trafen.
Im 18. Jahrhundert waren die Gesetzesdokumente als Reskript, Reglement, Circulare, Edikt, Patent, Declaration benannt.
Die Zahl der Gesetze nahm bis 1870 bedingt durch eine allgemeine Zunahme der staatlichen Aufgaben zu. Mehr und mehr Teilaspekte von Gesellschaft und Lebensverhältnissen mussten normiert und geregelt werden. Danach wandelte sich die Formenstruktur der Anordnungen in eine striktere Aufteilung von Dokumenten mit Gesetzescharakter und Normenblätter unterhalb der Gesetzesebene, so dass die Zahl der Gesetze abnahm, nicht aber die Regelungsdichte als solche.
- vom 1. Januar 1800 bis 31. Dezember 1809 wurden 0567 Gesetze erlassen
- vom 1. Januar 1810 bis 31. Dezember 1819 wurden 0613 Gesetze erlassen
- vom 1. Januar 1820 bis 31. Dezember 1829 wurden 0661 Gesetze erlassen
- vom 1. Januar 1830 bis 31. Dezember 1839 wurden 0842 Gesetze erlassen
- vom 1. Januar 1840 bis 31. Dezember 1849 wurden 1124 Gesetze erlassen
- vom 1. Januar 1850 bis 31. Dezember 1859 wurden 1960 Gesetze erlassen
- vom 1. Januar 1860 bis 31. Dezember 1869 wurden 2404 Gesetze erlassen
- vom 1. Januar 1870 bis 31. Dezember 1879 wurden 1103 Gesetze erlassen
- vom 1. Januar 1880 bis 31. Dezember 1889 wurden 0696 Gesetze erlassen
- vom 1. Januar 1890 bis 31. Dezember 1899 wurden 0795 Gesetze erlassen

### Kampf um die Verfassung
Die politischen Auseinandersetzungen um die Einführung einer Verfassung knüpften an einen politischen Evolutionsprozess an, der in der Mitte des 18. Jahrhunderts an Fahrt aufnahm. Das zu der Zeit etablierte frideridzianische Herrschaftssystem des aufgeklärten Absolutismus trug den Anspruch in sich, als Monarch nur „ein erster Diener des Staates zu sein“, womit dieser sich gegenüber der Institution Staat zunächst trennte und dann in einem zweiten Schritt sich selbst im Verhältnis zueinander herabsetzte, womit der Monarch nicht mehr allumfassende Verfügungshoheit gegenüber den Staat stellen konnte. Um 1740 war dies noch ein bedeutender gesellschaftlicher Fortschritt, galt bis dahin der monarchische Ausspruch, L’état, c’est moi in Kontinentaleuropa als weiterhin zulässig. Der Ausspruch Ludwigs XIV. bedeutete die Selbsterhöhung des Königs über den Staat, in sich vereint. Im Ergebnis dieses in Europa zwischen 1650 und 1750 real existierenden politischen Systemanspruchs war der Staat eine rechtlich unselbständige Organisation ohne Rechtspersönlichkeit, die als Privatschatulle als quasi-überdimensioniertes Privatgrundstück des Königs fungierte. Diese erste in Preußen in den 1740er Jahren vollzogene Systemtransformation sollte in einem allgemeinen Gesetzeswerk festgehalten und verbindlich gemacht werden.
Entsprechend der Kräfteverteilung im preußischen politisch-administrativen System überwogen lange Zeit die reaktionären Kräfte gegenüber den progressiven Fraktionen. Zwar wurde seit den 1780er Jahren das Gesetzeswerk erarbeitet und es gewann einen Grundgesetzcharakter. Nach Verabschiedung des fertigen Allgemeinen Landrechts war dieses aber schon wieder veraltet. Es kodifizierte lediglich die bereits bestehenden Verhältnisse, war also folglich nur eine Abbildung des Status quo der herrschenden Machtverhältnisse ohne einen neuen Systemansatz zu verwirklichen. Aufgrund seiner veralteten Systemkonstruktion blieben von dem Gesetzeswerk letztlich für eine echte Verfassung unzureichend, nur Nebenaspekte bedeutend. Dazu gehörte, das es als oberstes Gesetzeswerk des Absoluten Monarchenstaates diesem eine umfassende Rechtsordnung verlieh, die für alle Provinzen gleichermaßen galt. An eine Beteiligung der Staatsbürger am politischen Prozess war dagegen nicht gedacht worden. In der Historiografie wurde das noch lange fortbestehende Gesetzeswerk als wichtige Grundvoraussetzung für die nachfolgenden Reformansätze gewertet.
Mit dem Erstarken der bürgerlichen Kräfte in den letzten Jahrzehnten des 18. Jahrhunderts und den zeitgleichen globalen Entwicklungen (Erklärung der Virginia Declaration of Rights 1776 und die französische Revolution von 1789), dem Wirken der aufklärerischen Schriften Rousseaus und Montesquieus, die die Bildung einer Volkssouveränität auf Basis einer verankerten Gewaltenteilung forderten, gewannen nach 1800 die politischen Auseinandersetzungen im preußischen Staat zwischen den verschiedenen Strömungen an Kontur und Intensität.
Die monarchische Gewalt geriet dabei erheblich unter Druck und versuchte unter dem Einsatz von taktischen Verzögerungen, Lavieren, Hinhalten und losen Versprechungen dem Druck der vornehmlich bürgerlichen und idealistisch denkenden Staatsreformern auszuweichen. Dies gelang dem Königtum letztlich mit Erfolg. Mehrfach, einmal nach 1815 und auch 1848 gelang es den Monarchen, ihre politische Stellung im politischen System zu restaurieren und sich im Zentrum des Staates als oberste politische Instanz zu halten.
Das änderte auch (noch) nicht die letztlich am 6. Februar 1850 eingeführte Verfassung Preußens. Zumindest mit dem in Artikel 3 bis 42 verfassten Grundrechtskatalog fanden Begriffe und Ziele der liberalen Bewegung und der 1848er Revolution Eingang in den Text. Mit der deklarierten Gleichheit aller Staatsbürger vor dem Gesetz (§ 4) waren die Rechtsinstitutionen der geburtsständischen Gesellschaftsordnung aufgehoben. Damit war das Grundprinzip der modernen bürgerlichen Gesellschaft deklariert worden. Persönliche Freiheit des religiösen Bekenntnisses, der Wissenschaft und der Presse, Unverletzlichkeit von Wohnung und Eigentum, Vereins- und Versammlungsfreiheit waren ebenso festgelegt. Allgemeine Schulpflicht und Allgemeine Wehrpflicht bildeten weitere Säulen des Staates.
Der Monarch blieb aber Herrscher aus eigenem Recht, während Volk und Volksvertreter ihre Rechte aus der Verfassungsurkunde ableiteten. Infolgedessen war der Monarch unverletzlich und trug für die Regierung keine Verantwortung. Dem König allein lag die vollziehende Gewalt zu. Er führte den Oberbefehl über das Heer, erklärte Krieg und Frieden und schloss völkerrechtliche Verträge.
Mit der Einführung der Verfassung glich sich das politische System Preußens den internationalen Entwicklungen und Standards an, beziehungsweise folgte diesen nach. Diese Entwicklung bedeutete die Beendigung eines überlebten und aus verfassungsrechtlicher Perspektive gesehenen „quasi-despotischen“ Herrschaftsregime und die Nachfolge durch den Verfassungsstaat. Legitimation und Herrschaftsfolge standen damit auf einer breiteren Basis als zuvor.
Der erreichte Entwicklungsstand bildete allerdings nur die erste Hälfte des Weges zu einer echten demokratisch legitimierten Volkssouveränität, wie sie erstmals mit der Weimarer Republik Wirklichkeit werden sollte.

### Staatshaushalt
| Überschrift    | 1688      | 1713      | 1740      | 1786       | 1796       | 1800       | 1820      | 1830       | 1848       |
| -------------- | --------- | --------- | --------- | ---------- | ---------- | ---------- | --------- | ---------- | ---------- |
| Einnahmen      | 1.553.795 | 3.400.000 | 7.400.000 | 27.000.000 | 30.000.000 | 35.000.000 |           |            |            |
| Ausgaben       |           |           | 6.850.000 |            |            |            |           |            |            |
| Staatsschatz   | –         | –         | 8.700.000 | 60.000.000 | –          |            | 4.000.000 | 18.000.000 | 19.000.000 |
| Staatsschulden | –         | –         | –         | –          | 30.000.000 |            |           |            |            |

Die Staatseinnahmen setzten sich zu Anfang des Königreichs vor allem aus den (privaten königlichen) Dominaleinkommen zusammen. Dazu gehörten die Einnahmen aus den Domänenämtern bzw. -gütern, die Regalieneinnahmen aus Münze, Post, Zölle, Salzmonopol, sowie die Chargensteuer (eine Art Einkommenssteuer für Staatsbedienstete). Um 1700 betrugen diese Einnahmen rund 1,9 bis 2,0 Millionen RT. Davon gehörten 700.000 Rt zum Privatvermögen des Königs (Schatullkasse, vgl. Schatullrechnungen Friedrichs des Großen). Vom Rest wurde der Hofstaat und Löhne und Gehälter beglichen. Die Diskrepanzen in der Verwendung der Staatsmittel zeigten sich besonders im Pestjahr 1711, als für die gebeutelte Provinz in Ostpreußen mit vielen Tausenden Opfern lediglich 100.000 RT verwendet wurden.
Seit der Zeit des Großen Kurfürsten wurde eine indirekte Verbrauchssteuer auf Konsumwaren, die Akzise an den Stadtein- und Ausgängen erhoben. Diese wurde von den Steuer- und Kriegskommissaren erhoben.
Durch stetige Reformmaßnahmen stiegen die Einnahmen aus den Domänengütern zwischen 1713 und 1740 von 1,8 Millionen RT auf 3,3 Millionen RT an. Auch die Einnahmen aus den Grundsteuern erhöhten sich in dem Zeitraum. Dazu gehörte der zwischen 1716 und 1720 eingeführte Generalhufenschoß auf Bodenbesitz, der erstmals auch den Grundbesitzenden Adel miteinbezog. Die Einführung einer Ablöseabgabe für den überkommenen Lehnskanon führte zu erbitterten Auseinandersetzungen mit dem einheimischen Adel, wurde aber vom König durchgesetzt. Bauern hatten Kontributionen (Grundsteuer) an den Staat zu leisten, der 40 Prozent des Reinertrags ausmachte. Danach waren von den verbliebenen 60 Prozent noch die Ansprüche der Gutsbesitzers zu bedienen.
Die Staatseinnahmen setzten sich 1740 aus folgenden Einnahmequellen zusammen: Domänengüter 2,6 Millionen RT, Kontributionen 2,4 Millionen RT, Akzise 1,4 Millionen RT, Postregal 0,5 Millionen RT, Salzregal 0,2 Millionen RT. Davon wurden sechs Millionen RT für den Unterhalt des Heeres verwendet. 0,65 Millionen RT wurden dem Staatsschatz zugeführt. Der Aufbau eines Staatsschatzes in Form von Münz- und Silberwaren die in Truhen im Berliner Stadtschloss lagerten, führte zu wirtschaftlich schädlichen Deflationstendenzen, da diese volkswirtschaftlich bedeutenden Mittel dem Geldumlauf entzogen wurden und nicht in neue Aktivitäten gebunden wurden. Der Wirtschaftskreislauf wurde durch das staatliche Horten geschädigt. Der Hof erhielt 740.000 RT für seine Ausgaben. Von den höfischen Ausgaben entfielen die meisten Ausgaben auf Lohnkosten, Handwerker- und Manufakturaufträge.
Im Zeitraum von 1713 bis 1740 entstanden folgende Investitionsaufwendungen:
- 5 Millionen RT für den Erwerb von Domänengütern
- 2,5 Millionen RT für den Festungsbau
- 2 Millionen RT für den zivilen Bau
- 6 Millionen RT für das Rétablissement in Ostpreußen
- 2 Millionen RT für die Erwerbung Schwedisch-Pommerns bis zur Peene
- 12 Millionen RT für die Soldatenwerbung im Ausland

1785, ein Jahr vor dem Tod Friedrichs II. betrugen die Einnahmen für den Staatshaushalt 27 Millionen RT. Der preußische Hofstaat kostete in dem Jahr 1,2 Millionen RT, die preußische Armee hatte ein Budget von 12,5 Millionen RT, das diplomatische Korps verfügte über 80.000 RT, Pensionen machten einen Etat von 130.000 RT aus, die sonstigen Ausgaben betrugen fünf Millionen RT. 1797 wurde vom Gesamthaushalt von 20,5 Millionen RT 14,6 Millionen RT für die preußische Armee, 4,3 Millionen RT für Hof- und Zivilverwaltung und 1,5 Millionen RT für Schuldentilgung und den Zinsdienst aufgewendet.
1740 im Jahr der Amtsübernahme Friedrichs II. hatte der Staatsschatz einen Umfang von sieben Millionen RT erreicht. 1786 betrugen die Staatsrücklagen 60 bis 70 Millionen RT. Der preußische Staat war durch seine finanzielle Autarkie machtpolitisch unabhängig geworden. In wenigen Jahren danach wurden diese Rücklagen unter der Ägide von Friedrich Wilhelm II. komplett aufgebraucht und Staatsschulden aufgenommen, und Preußen wieder auf dem Weg zur Schuldenwirtschaft und Subsidienabhängigkeit. Unter dem nachfolgenden König Friedrich Wilhelm III. wurden die Schulden wieder abgetragen.

### Staatliche Aufgaben

#### Innere Sicherheit
Bis weit in die zweite Hälfte des 18. Jahrhunderts lag die staatliche Gewalt beim besitzenden Landadel, der auf seinen Gütern über rund 75 bis 80 Prozent der ländlichen Bevölkerung verfügte. Neben der Gerichtsbarkeit beinhaltete das auch Polizeiaufgaben.
Reine Exekutivbeamte mit sicherheitspolitischen Aufgaben gab es zu Anfang des 18. Jahrhunderts noch nicht. Die Polizeigewalt lag bei den Magistraten und von ihnen beauftragten Stadtdienern; besondere Polizeiabteilungen gab es in den Stadtverwaltungen nicht.
Die ersten acht Polizisten mit Sicherheitsaufgaben wurden 1735 eingestellt. Berlin erhielt 1742 Polizeibezirke, denen jeweils ein Kommissar vorstand. Um die Jahrhundertmitte bestand die nichtmilitärische Sicherheitsinstitution in Berlin aus 18 Kommissaren, acht Polizisten und 40 Nachtwächtern. Auch von anderen Städten wurde das Berliner Polizeisystem übernommen. Das Militär besaß allerdings überall die beherrschende Stellung. In Berlin kamen noch 1848 auf gut 400.000 Einwohner nur 204 Polizisten.

#### Stadt- und Raumplanung und -ordnung

Das abgebildete Gemälde findet sich in vielen Büchern und Zeitschriften wieder. Es zeigt den Bau eines Straßenzugs in der Vorstadt Friedrichstadt in Berlin in der Phase der Pfahlgründung als Fundamentsetzung. Das Stadtgebiet Berlins wurde unter Friedrich Wilhelm I. erheblich vergrößert. Die südliche Friedrichstadt, der wichtigste neue Stadtteil Berlins, erhielt seit 1735 eine geschlossene Bebauung mit zwei(voll-)geschossigen Typenhäusern unter durchlaufenden Mansarddächern. Überwacht wurde der Ausbau von Oberst Christian Reinhold von Derschau. Die meisten Bauten entstanden erst, nachdem preußische Offizielle oder der König selbst entsprechenden Druck auf die (unfreiwilligen) privaten Bauherren ausgeübt hatten. In der Friedrichstadt wurden von 1721 bis 1737 beinahe 1000 neue Häuser errichtet (Ganz Berlin 1711: 4100 Häuser, 1740: 5400 Häuser). Der schlechte Baugrund machte aufwendige Pfahlgründungen notwendig. Um die Fertigstellung des Viertels auf kostensparende Weise und in kürzester Zeit zu ermöglichen, wurde der Einsatz von Soldaten angeordnet.

Im 18. Jahrhundert setzten europaweit größere Stadtbauprojekte ein. Wesentlicher Treiber dieser zentralstaatlichen Ausbauprogramme waren auch verteidigungspolitische Aspekte. So dominierten zunächst militärische Funktionalbauten und Einrichtungen neben den Wohnbauprogrammen die staatlichen Aktivitäten.
In Preußen hingegen verzögerten sich im 18. Jahrhundert einige dieser raumplanerischen Entwicklungen. Dazu gehörte zunächst die erst spät durchgeführte Landesvermessung und die Erstellung von Landkarten. Auch der Verkehrswegeausbau und Wegeleitsysteme wurden in Preußen später als in anderen deutschen Staaten eingeführt. Oft behinderten verteidigungspolitische Erwägungen ambitionierte Vorhaben. Ein gut ausgebautes Wege- und Leitsystem oder auch öffentlich zugängliche exakte Kartenwerke hätten ja einem militärischen Gegner Vorteile ermöglichen können.
Erneuerungen in den Städten beschränkten sich darauf, Altes durch Neues in ähnlicher Größenordnung zu ersetzen. Anlässe dafür waren Stadtbrände (zwei von 100 Städten brannten jedes Jahr in Preußen ab), Kriegszerstörungen oder Naturgewalten. Stadt- und Raumplanung dienten hauptsächlich dem Erhalt und Wiederaufbau. Gebündelt wurden solche Aktivitäten im Oberbau-Departement des Generaldirektoriums.
Der Staat investierte seit dem 18. Jahrhundert in zunehmendem Maße in die Errichtung von zivilen und militärischen Bauten. Seit Mitte des 18. Jahrhunderts wurden Kasernen errichtet, so zwischen 1763 und 1767 zwei Artillerie- und fünf Infanteriekasernen mit Ställen und Magazinen, denen fortan weitere folgten. In Berlin wurden zwischen 1769 und 1777 149 Bürgerhäuser auf Staatskosten errichtet. Zwischen 1780 und 1785 wurden aus königlichen Mitteln insgesamt 1,2 Millionen RT für die Errichtung von Kasernen, Kirchen, die königliche Bibliothek, 91 große Wohnhäuser, das Palais des Prinzen Heinrich und zahlreichen Manufakturen ausgegeben. In und um Potsdam investierte der König zwischen 1740 und 1786 insgesamt 3,5 Millionen RT für die Errichtung von 720 Wohn- und Kolonistenhäusern. Zusätzlich kamen Ausgaben von 216.000 RT für Fabriken, 450.000 RT für Militärgebäude und 1,1 Millionen RT für das Große Militärwaisenhaus, Kirchen und Stadttore dazu. Insgesamt 10,5 Millionen RT investierte Friedrich II. für den Ausbau Potsdams. Für die sonstige Kurmark wurden in dem Zeitraum von 1740 bis 1786 9,2 Millionen RT für die Errichtung von Wohn- und Fabrikbauten und die Hebung der Landeskultur eingesetzt.

#### Währungspolitik und Münzregal

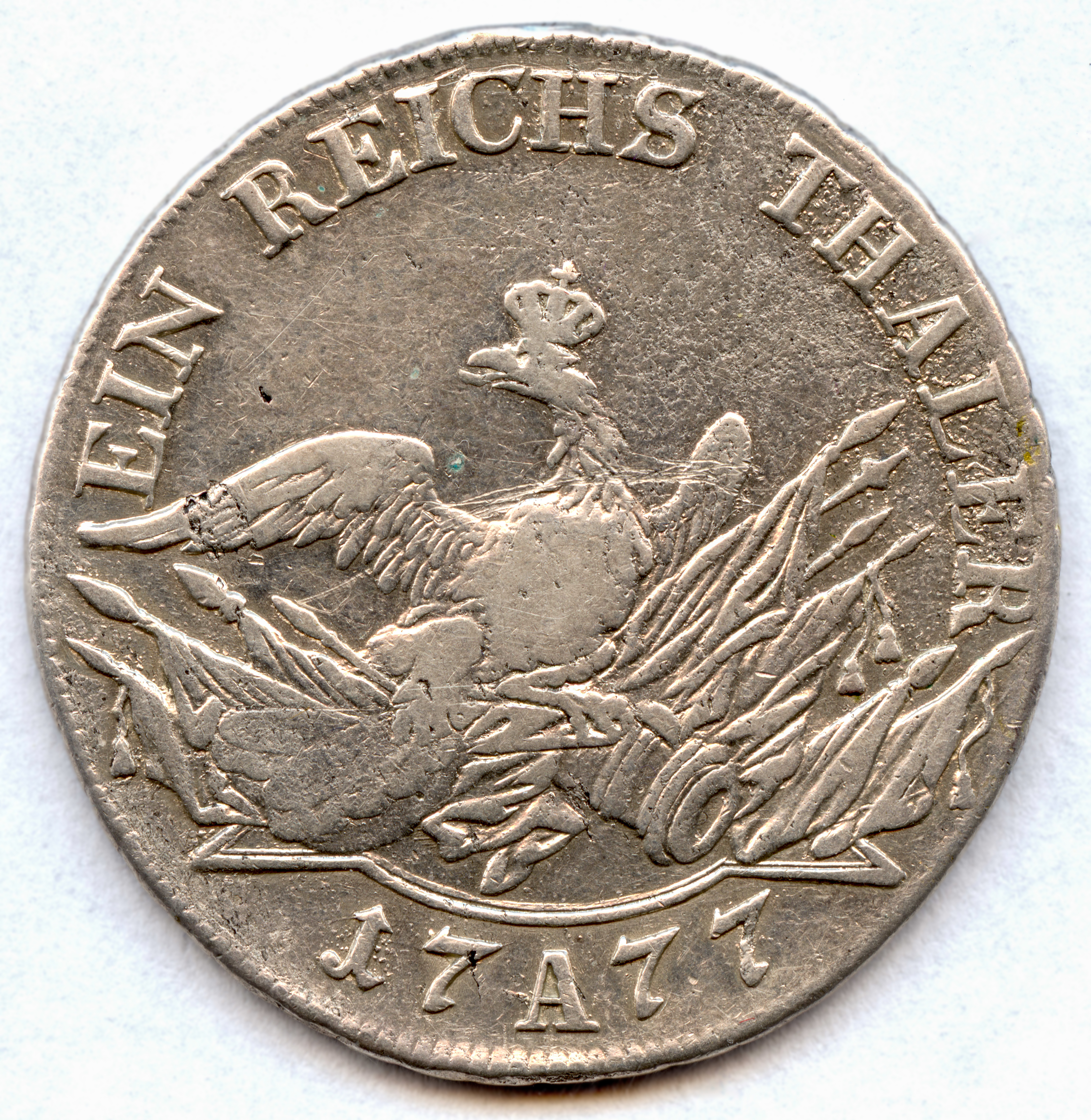
Ein Reichs Thaler Friedrich II 1777

Der Preußische Reichstaler war die Währung Preußens bis 1857.
Formell galt für das Heilige Römische Reich die in den Münzedikten von 1551, 1559 und 1566 geschaffene Reichsmünzordnung auch im 17. Jahrhundert bestehen. Die Normen wurden allerdings nicht beachtet, so dass der brandenburgische Kurfürst zusammen mit dem sächsischen Kurfürsten eine eigene Münzkonvention erließ. Seit 1667 galt für Brandenburg-Preußen die Münzkonvention von Zinna. Der preußisch-österreichische Dualismus führte zu währungspolitischen Umwälzungen, die das Gebiet des Heiligen Römischen Reiches in zwei Währungsgebiete aufteilte. 1750 führte Friedrich II. nach dem Plan seines Münzdirektors Johann Philipp Graumann eine Münzreform durch. Durch die Graumann’sche Münzreform wurde der 14-Talerfuß in Preußen eingeführt. Außerdem gab Preußen die etwas leichtere Reichstaler und Goldmünzen, die Friedrich d’or aus. Durch die Reform wurde Preußen währungspolitisch unabhängig vom Ausland. 1821 Im Rahmen einer Münzreform wurde der preußische Taler in 30 Silbergroschen zu je 12 Pfennigen eingeteilt.
Bis dahin wurde der Taler in 24 Groschen, die jeweils 12 Pfennige wert waren, unterteilt. Daneben existierten in den östlichen Landesprovinzen weitere Unterteilungen. Preußens Währung wurde im Jahre 1821 vereinheitlicht, wodurch diese Unterteilungen wegfielen. Im Jahr 1857 wurde der preußische Taler durch den Vereinstaler ersetzt.

#### Königliche Post

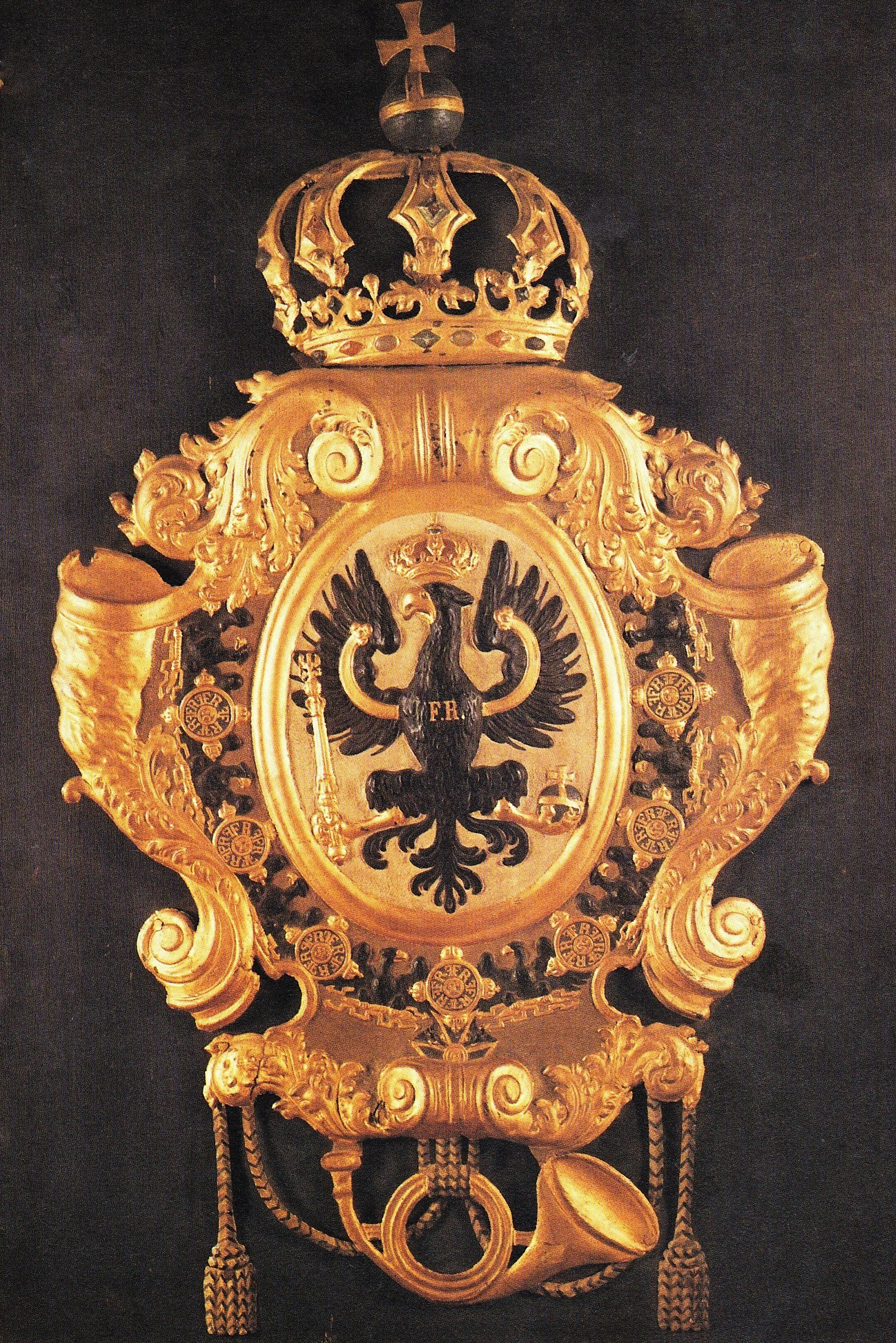
Preußisches Posthausschild

Die Königliche Preußische Post bildete bis zur Etablierung eines dichten Eisenbahnstreckennetzes das erste öffentlich betriebene Verkehrsnetz, das alle Provinzen und Landesteile Preußens verband und damit eine zentrale Integrationsfunktion für das Zusammenwachsen des preußischen Staates innehatte.
1786 gab es 760 Postanstalten in Preußen, vier Oberpostämter in Berlin, Breslau, Königsberg und Stolzenberg, 246 Postämter sowie 510 Postwärterämter, die als nicht eigenständige Postanstalten dem nächstgelegenen Postamt zugeteilt waren.
Oberste Dienststelle war das 1741 zur selbständigen Behörde erhobene Generalpostamt. Der Generalpostmeister bekleidete den Rang eines Staatsministers und stand zugleich dem Fabrik-, Handels- und Salzdepartement des Generaldirektoriums vor. Später folgte dann die Eingliederung in das neu geschaffene Innenministerium.
Im Jahre 1850 beschäftigte die preußische Post insgesamt 14.356 Bedienstete in 1.723 Postanstalten. Die Postverwaltung unterhielt 6.534 Postwagen und 12.551 Pferde. Über 2,1 Millionen Reisende wurden befördert.

### Föderale Gliederung bzw. Verwaltungsgliederung

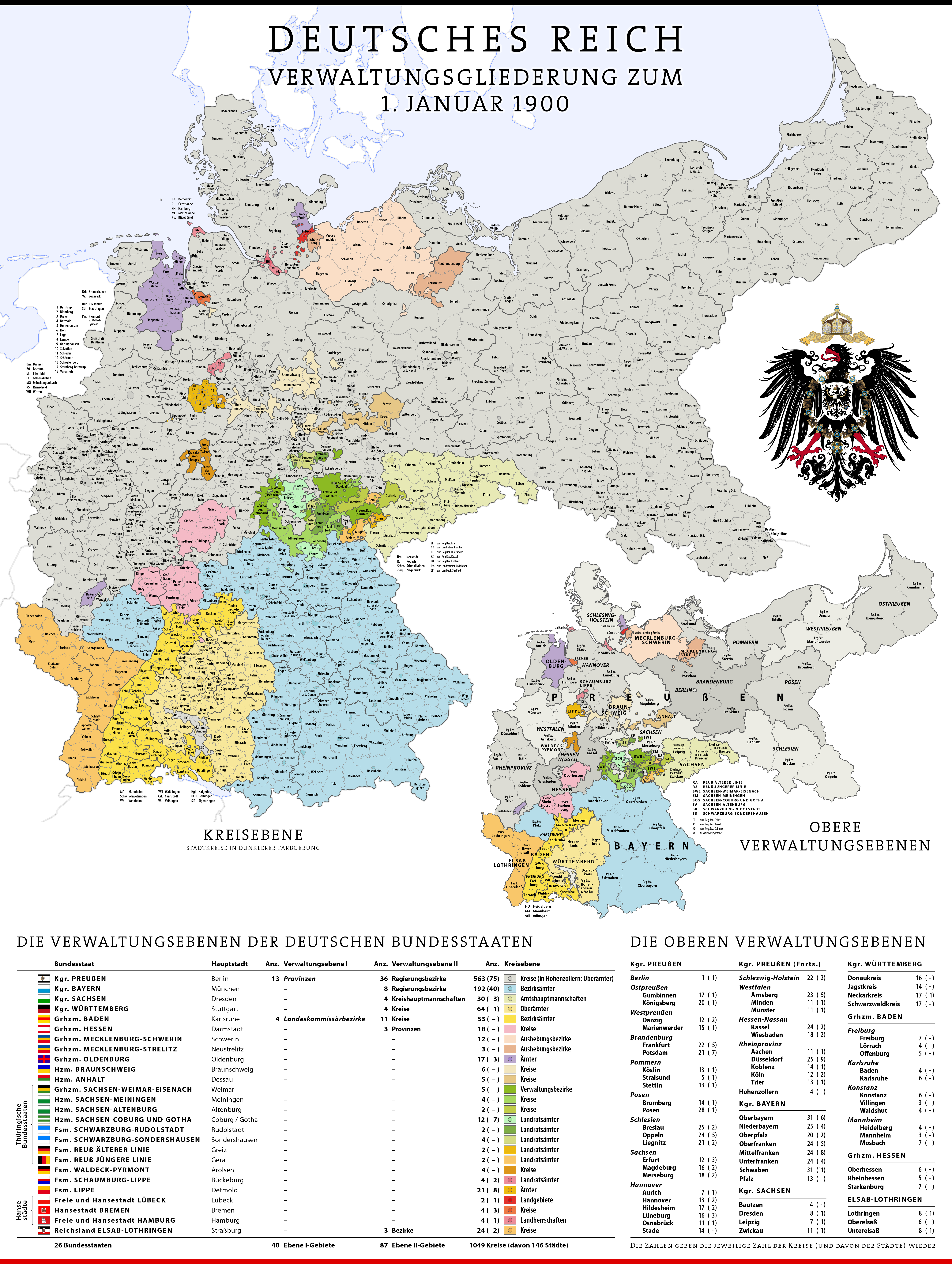
Verwaltungsgliederung am 1. Januar 1900

Die „Staaten des Königs von Preußen“, für deren Gesamtheit sich um die Mitte des 18. Jahrhunderts der Name „Preußen“ einbürgerte, bestanden Anfang des 18. Jahrhunderts aus den Landesteilen Königreich Preußen, Markgrafschaft Brandenburg, Herzogtum Pommern, Geldern, Kleve, Moers, Tecklenburg, Lingen, Minden, Mark, Ravensberg, Lippstadt, Herzogtum Magdeburg, Halberstadt, dem souveränen Fürstentum Neuenburg und der souveränen Grafschaft Valangin. 1713 wurden die Landesteile in folgende Provinzen gegliedert: Mittel-, Ucker- und Altmark, Neumark-Pommern-Kassuben, Preußen, Geldern-Kleve, Minden-Mark-Ravensberg, Magdeburg-Halberstadt, Neuenburg (Land) und Valangin (Land). 1740 wurden die Provinzialbehörden in Kriegs- und Domänenkammern überführt oder neu gegliedert. Auch deren Gestalt änderte sich im Laufe der folgenden Jahrzehnte mehrmals, als weitere Gebiete, darunter Schlesien als souveräner Besitz, zu Preußen kamen.
Nach dem Wiener Kongress 1815 wurde der Staat Preußen mit der Verordnung wegen verbesserter Einrichtung der Provinzialbehörden vom 30. April 1815 in zehn Provinzen eingeteilt, die mit Ausnahme von Ostpreußen, Westpreußen und Posen als Verwaltungseinheiten Preußens zum Territorium des Deutschen Bundes zählten. Nach der bereits 1822 erfolgten Fusion der beiden rheinischen Provinzen waren dies neun Provinzen (in Klammern die Hauptstadt):
1. Provinz Brandenburg (Potsdam)
2. Provinz Ostpreußen (Königsberg)
3. Provinz Westpreußen (Danzig)
4. Provinz Pommern (Stettin)
5. Provinz Schlesien (Breslau)
6. Provinz Posen (Posen)
7. Rheinprovinz (Koblenz), 1822 entstanden aus
  1. Provinz Jülich-Kleve-Berg (Köln)
  2. Provinz Großherzogtum Niederrhein (Koblenz)
8. Provinz Westfalen (Münster)
9. Provinz Sachsen (Magdeburg)

1829–1878 waren Ost- und Westpreußen zur Provinz Preußen (Hauptstadt Königsberg) vereinigt.
Nach dem Deutschen Krieg von 1866 annektierte Preußen das Königreich Hannover, das Kurfürstentum Hessen, das Herzogtum Nassau, die Herzogtümer Schleswig und Holstein sowie die Freie Stadt Frankfurt. Aus diesen Gebieten wurden drei Provinzen gebildet:
1. Provinz Hannover (Hannover)
2. Provinz Hessen-Nassau (Kassel)
3. Provinz Schleswig-Holstein (Kiel, 1879–1917 Schleswig)

Preußen umfasste damit zwölf Provinzen. Diese Einteilung blieb bis zum Inkrafttreten des Versailler Vertrags im Jahre 1920 bestehen.

### Oberste Staatsbehörden und Provinzverwaltung
Die preußischen Könige regierten „im Kabinett“, das zu Zeiten Friedrichs II. aus zwei bis drei Geheimen Kabinettsräten und mehreren Kabinettssekretären bestand, was bedeutete, dass der König vor allem schriftlich mit seinen Ministern kommunizierte. Seine Anweisungen, die berühmten Kabinettsordren, kamen Gesetzen gleich. Die Kabinetts-, Justiz- und Staatsminister sowie ranghohe Diplomaten gehörten zugleich dem ursprünglich zentralen Geheimen Rat an, der aber zunehmend an Bedeutung verlor. Die eigentliche Zentralverwaltung übernahmen im späten 18. Jahrhundert das Justiz- und das Kabinettsministerium sowie das Generaldirektorium. Das Kabinettsministerium, das den König außenpolitisch beriet, bestand aus ein bis zwei Ministern und fünf bis sechs Geheime Legationsräten. Seit 1723 war das Generaldirektorium zuständig für die Finanz-, innere und Militärverwaltung Preußens. In den Provinzen gab es im Jahr 1772 insgesamt 12 so genannte Kriegs- und Domänenkammern, die für die Finanz-, Polizei- und Militärverwaltung zuständig waren. Ihnen stand ein adeliger Kammerpräsident vor, dem ein bis zwei Direktoren assistierten. Sie verfügten über mehrere Oberforstmeister, einen Baudirektor sowie, je nach Größe und Bedeutung der Provinz, zwischen fünf und 20 Kriegsräte und auch Steuerräte, die mit lokaler Überwachung in Polizei-, Handels-, Gewerbe- und Akzisefragen betreut waren. Dazu kamen noch die adeligen Landräte, die den Landkreisen der Provinzen vorstanden; diese waren königliche Gefolgsleute und zugleich, als gewählte Repräsentanten der Kreistage, Vertreter der Landstände. Es gab auch eine Oberrechenkammer, die mit 25 Räten und 13 Sekretären eine Art Rechnungsprüfungskammer war. In enger Verbindung mit dem Generaldirektorium standen die Königliche Hauptbank, die Seehandlungssozietät und die General-Salz-Administration, die von jeweils einem eigenen Finanzminister geleitet wurden. Jeder Abteilung des Generaldirektoriums stand ein Minister vor. Bis 1806 erweiterte sich der Zuständigkeitsbereich dieses „Superministeriums“ durch Gründung neuer Abteilungen. 1806 gab es sieben Ressortchefs, die Zahl der Räte betrug 52, die Zahl der Sekretäre betrug 73. Neben dem Generaldirektorium stand das Schlesische Finanzdepartement mit Sitz in Breslau. Diese Behörde besaß eine eigene Zuständigkeit für die beiden Kriegs- und Domänenkammern in Breslau und Glogau. Damit nahmen im 18. Jahrhundert die Fürstentümer Schlesiens in Preußen eine Sonderstellung ein. Das Justizministerium wurde von vier Ministern und sieben Räten geführt. Es war zugleich zuständig für Religionsangelegenheiten. Ihm unterstanden die „Regierungen“ sowie Hof- und Obergerichte, die die Rechtsprechung vertraten; diese verwalteten zudem Hoheits-, Grenz-, Lehens-, Kirchen- und Schulangelegenheiten.
|                                 |                                 |                                 |                                 |                                 |                                 |                                         |                            |                            |                            |                            |                            |                                      |                                      |                                      |                                      |                                                                             |                                                                             | KURFÜRST VON BRANDENBURG KÖNIG VON/IN PREUSSEN                              |                                                                             |                                                                             |                                                                             |                        |                        |                        |                        |        |        |                           |                           |                           |                           |                                                   |                                                   |                                                   |                                                   |                                                   |                                                   |                                                  |                                                  |                                                  |                                                  |                                          |                                          |                                          |                                          |                        |                        |                          |                        |                          |                          |                             |                             |                             |                             |                             |                             |  |  |                        |                        |                        |                        |                        |                        |  |  |  |  |  |  |  |  |  |  |  |  |  |  |  |  |  |  |  |  |  |  |  |  |  |  |  |  |  |  |  |  |  |  |  |  |  |  |  |  |  |  |  |  |
|                                 |                                 |                                 |                                 |                                 |                                 |                                         |                            |                            |                            |                            |                            |                                      |                                      |                                      |                                      |                                                                             |                                                                             | Hofkanzlei ‘’Gerichtsbarkeit und Verwaltung’’                               |                                                                             |                                                                             |                                                                             |                        |                        |                        |                        |        |        |                           |                           |                           |                           |                                                   |                                                   |                                                   |                                                   |                                                   |                                                   |                                                  |                                                  |                                                  |                                                  |                                          |                                          |                                          |                                          |                        |                        |                          |                        |                          |                          |                             |                             |                             |                             |                             |                             |  |  |                        |                        |                        |                        |                        |                        |  |  |  |  |  |  |  |  |  |  |  |  |  |  |  |  |  |  |  |  |  |  |  |  |  |  |  |  |  |  |  |  |  |  |  |  |  |  |  |  |  |  |  |  |
|                                 |                                 |                                 |                                 |                                 |                                 |                                         |                            |                            |                            |                            |                            |                                      |                                      |                                      |                                      |                                                                             |                                                                             |                                                                             |                                                                             |                                                                             |                                                                             |                        |                        |                        |                        |        |        |                           |                           |                           |                           |                                                   |                                                   |                                                   |                                                   |                                                   |                                                   |                                                  |                                                  |                                                  |                                                  |                                          |                                          |                                          |                                          |                        |                        |                          |                        |                          |                          |                             |                             |                             |                             |                             |                             |  |  |                        |                        |                        |                        |                        |                        |  |  |  |  |  |  |  |  |  |  |  |  |  |  |  |  |  |  |  |  |  |  |  |  |  |  |  |  |  |  |  |  |  |  |  |  |  |  |  |  |  |  |  |  |
|                                 |                                 |                                 |                                 |                                 |                                 |                                         |                            |                            |                            |                            |                            |                                      |                                      |                                      |                                      |                                                                             |                                                                             |                                                                             |                                                                             |                                                                             |                                                                             |                        |                        |                        |                        |        |        |                           |                           |                           |                           |                                                   |                                                   |                                                   |                                                   |                                                   |                                                   |                                                  |                                                  |                                                  |                                                  |                                          |                                          |                                          |                                          |                        |                        |                          |                        |                          |                          |                             |                             |                             |                             |                             |                             |  |  |                        |                        |                        |                        |                        |                        |  |  |  |  |  |  |  |  |  |  |  |  |  |  |  |  |  |  |  |  |  |  |  |  |  |  |  |  |  |  |  |  |  |  |  |  |  |  |  |  |  |  |  |  |
|                                 |                                 |                                 |                                 |                                 |                                 |                                         |                            |                            |                            |                            |                            | 1516 Kammergericht                   |                                      |                                      |                                      |                                                                             |                                                                             |                                                                             |                                                                             |                                                                             |                                                                             |                        |                        |                        |                        |        |        |                           |                           |                           |                           |                                                   |                                                   |                                                   |                                                   |                                                   |                                                   |                                                  |                                                  |                                                  |                                                  |                                          |                                          |                                          |                                          |                        |                        |                          |                        |                          |                          |                             |                             |                             |                             |                             |                             |  |  |                        |                        |                        |                        |                        |                        |  |  |  |  |  |  |  |  |  |  |  |  |  |  |  |  |  |  |  |  |  |  |  |  |  |  |  |  |  |  |  |  |  |  |  |  |  |  |  |  |  |  |  |  |
|                                 |                                 |                                 |                                 |                                 |                                 |                                         |                            |                            |                            |                            |                            |                                      |                                      |                                      |                                      |                                                                             |                                                                             |                                                                             |                                                                             | 1537 Ratsstube                                                              | 1537 Ratsstube                                                              | 1537 Ratsstube         | 1537 Ratsstube         | 1537 Ratsstube         | 1537 Ratsstube         |        |        |                           |                           |                           |                           |                                                   |                                                   | Rentkammer                                        | Rentkammer                                        | Rentkammer                                        | Rentkammer                                        | Rentkammer                                       | Rentkammer                                       |                                                  |                                                  |                                          |                                          |                                          |                                          |                        |                        |                          |                        |                          |                          |                             |                             |                             |                             |                             |                             |  |  |                        |                        |                        |                        |                        |                        |  |  |  |  |  |  |  |  |  |  |  |  |  |  |  |  |  |  |  |  |  |  |  |  |  |  |  |  |  |  |  |  |  |  |  |  |  |  |  |  |  |  |  |  |
|                                 |                                 |                                 |                                 |                                 |                                 |                                         |                            |                            |                            |                            |                            |                                      |                                      |                                      |                                      |                                                                             |                                                                             |                                                                             |                                                                             | 1537 Ratsstube                                                              | 1537 Ratsstube                                                              | 1537 Ratsstube         | 1537 Ratsstube         | 1537 Ratsstube         | 1537 Ratsstube         |        |        |                           |                           |                           |                           |                                                   |                                                   | Rentkammer                                        | Rentkammer                                        | Rentkammer                                        | Rentkammer                                        | Rentkammer                                       | Rentkammer                                       |                                                  |                                                  |                                          |                                          |                                          |                                          |                        |                        |                          |                        |                          |                          |                             |                             |                             |                             |                             |                             |  |  |                        |                        |                        |                        |                        |                        |  |  |  |  |  |  |  |  |  |  |  |  |  |  |  |  |  |  |  |  |  |  |  |  |  |  |  |  |  |  |  |  |  |  |  |  |  |  |  |  |  |  |  |  |
| 1543 Kurmärkisches Konsistorium | 1543 Kurmärkisches Konsistorium | 1543 Kurmärkisches Konsistorium | 1543 Kurmärkisches Konsistorium | 1543 Kurmärkisches Konsistorium | 1543 Kurmärkisches Konsistorium |                                         |                            |                            |                            |                            |                            | 1540 Kammergericht (Neuorganisation) | 1540 Kammergericht (Neuorganisation) | 1540 Kammergericht (Neuorganisation) | 1540 Kammergericht (Neuorganisation) | 1540 Kammergericht (Neuorganisation)                                        | 1540 Kammergericht (Neuorganisation)                                        |                                                                             |                                                                             |                                                                             |                                                                             |                        |                        |                        |                        |        |        |                           |                           |                           |                           |                                                   |                                                   |                                                   |                                                   |                                                   |                                                   |                                                  |                                                  |                                                  |                                                  |                                          |                                          |                                          |                                          |                        |                        |                          |                        |                          |                          |                             |                             |                             |                             |                             |                             |  |  |                        |                        |                        |                        |                        |                        |  |  |  |  |  |  |  |  |  |  |  |  |  |  |  |  |  |  |  |  |  |  |  |  |  |  |  |  |  |  |  |  |  |  |  |  |  |  |  |  |  |  |  |  |
| 1543 Kurmärkisches Konsistorium | 1543 Kurmärkisches Konsistorium | 1543 Kurmärkisches Konsistorium | 1543 Kurmärkisches Konsistorium | 1543 Kurmärkisches Konsistorium | 1543 Kurmärkisches Konsistorium |                                         |                            |                            |                            |                            |                            | 1540 Kammergericht (Neuorganisation) | 1540 Kammergericht (Neuorganisation) | 1540 Kammergericht (Neuorganisation) | 1540 Kammergericht (Neuorganisation) | 1540 Kammergericht (Neuorganisation)                                        | 1540 Kammergericht (Neuorganisation)                                        |                                                                             |                                                                             | 1604 Geheimer Rat                                                           |                                                                             |                        |                        |                        |                        |        |        |                           |                           |                           |                           |                                                   |                                                   |                                                   |                                                   |                                                   |                                                   |                                                  |                                                  |                                                  |                                                  |                                          |                                          |                                          |                                          |                        |                        |                          |                        |                          |                          |                             |                             |                             |                             |                             |                             |  |  |                        |                        |                        |                        |                        |                        |  |  |  |  |  |  |  |  |  |  |  |  |  |  |  |  |  |  |  |  |  |  |  |  |  |  |  |  |  |  |  |  |  |  |  |  |  |  |  |  |  |  |  |  |
|                                 |                                 |                                 |                                 |                                 |                                 |                                         |                            |                            |                            |                            |                            |                                      |                                      |                                      |                                      |                                                                             |                                                                             |                                                                             |                                                                             |                                                                             |                                                                             |                        |                        |                        |                        |        |        |                           |                           |                           |                           |                                                   |                                                   |                                                   |                                                   |                                                   |                                                   |                                                  |                                                  |                                                  |                                                  |                                          |                                          |                                          |                                          |                        |                        |                          |                        |                          |                          |                             |                             |                             |                             |                             |                             |  |  |                        |                        |                        |                        |                        |                        |  |  |  |  |  |  |  |  |  |  |  |  |  |  |  |  |  |  |  |  |  |  |  |  |  |  |  |  |  |  |  |  |  |  |  |  |  |  |  |  |  |  |  |  |
|                                 |                                 |                                 |                                 |                                 |                                 |                                         |                            |                            |                            |                            |                            |                                      |                                      |                                      |                                      |                                                                             |                                                                             |                                                                             |                                                                             |                                                                             |                                                                             |                        |                        |                        |                        |        |        |                           |                           |                           |                           |                                                   |                                                   |                                                   |                                                   |                                                   |                                                   |                                                  |                                                  |                                                  |                                                  |                                          |                                          |                                          |                                          |                        |                        |                          |                        |                          |                          |                             |                             |                             |                             |                             |                             |  |  |                        |                        |                        |                        |                        |                        |  |  |  |  |  |  |  |  |  |  |  |  |  |  |  |  |  |  |  |  |  |  |  |  |  |  |  |  |  |  |  |  |  |  |  |  |  |  |  |  |  |  |  |  |
|                                 |                                 |                                 |                                 |                                 |                                 |                                         |                            |                            |                            |                            |                            |                                      |                                      |                                      |                                      | Kultus                                                                      | Kultus                                                                      | Kultus                                                                      | Kultus                                                                      | Kultus                                                                      | Kultus                                                                      | Justiz                 | Justiz                 | Justiz                 | Justiz                 | Justiz | Justiz | Auswärtiges               | Auswärtiges               | Auswärtiges               | Auswärtiges               | Auswärtiges                                       | Auswärtiges                                       | Finanzen                                          | Finanzen                                          | Finanzen                                          | Finanzen                                          | Finanzen                                         | Finanzen                                         |                                                  |                                                  |                                          |                                          |                                          |                                          |                        |                        |                          |                        |                          |                          |                             |                             |                             |                             |                             |                             |  |  |                        |                        |                        |                        |                        |                        |  |  |  |  |  |  |  |  |  |  |  |  |  |  |  |  |  |  |  |  |  |  |  |  |  |  |  |  |  |  |  |  |  |  |  |  |  |  |  |  |  |  |  |  |
|                                 |                                 |                                 |                                 |                                 |                                 | 1685 Collegium Medicum                  |                            |                            |                            |                            |                            |                                      |                                      |                                      |                                      | Kultus                                                                      | Kultus                                                                      | Kultus                                                                      | Kultus                                                                      | Kultus                                                                      | Kultus                                                                      | Justiz                 | Justiz                 | Justiz                 | Justiz                 | Justiz | Justiz | Auswärtiges               | Auswärtiges               | Auswärtiges               | Auswärtiges               | Auswärtiges                                       | Auswärtiges                                       | Finanzen                                          | Finanzen                                          | Finanzen                                          | Finanzen                                          | Finanzen                                         | Finanzen                                         |                                                  |                                                  |                                          |                                          |                                          |                                          |                        |                        |                          |                        |                          |                          |                             |                             |                             |                             |                             |                             |  |  |                        |                        |                        |                        |                        |                        |  |  |  |  |  |  |  |  |  |  |  |  |  |  |  |  |  |  |  |  |  |  |  |  |  |  |  |  |  |  |  |  |  |  |  |  |  |  |  |  |  |  |  |  |
|                                 |                                 |                                 |                                 |                                 |                                 |                                         |                            |                            |                            |                            |                            |                                      |                                      |                                      |                                      |                                                                             |                                                                             |                                                                             |                                                                             |                                                                             |                                                                             |                        |                        |                        |                        |        |        |                           |                           |                           |                           |                                                   |                                                   |                                                   |                                                   |                                                   |                                                   |                                                  |                                                  |                                                  |                                                  |                                          |                                          |                                          |                                          |                        |                        |                          |                        |                          |                          |                             |                             |                             |                             |                             |                             |  |  |                        |                        |                        |                        |                        |                        |  |  |  |  |  |  |  |  |  |  |  |  |  |  |  |  |  |  |  |  |  |  |  |  |  |  |  |  |  |  |  |  |  |  |  |  |  |  |  |  |  |  |  |  |
|                                 |                                 |                                 |                                 |                                 |                                 |                                         |                            |                            |                            |                            |                            |                                      |                                      |                                      |                                      |                                                                             |                                                                             |                                                                             |                                                                             |                                                                             |                                                                             |                        |                        |                        |                        |        |        |                           |                           |                           |                           | 1689 Geheime Hofkammer                            |                                                   |                                                   |                                                   |                                                   |                                                   |                                                  |                                                  |                                                  |                                                  |                                          |                                          |                                          |                                          |                        |                        |                          |                        |                          |                          |                             |                             |                             |                             |                             |                             |  |  |                        |                        |                        |                        |                        |                        |  |  |  |  |  |  |  |  |  |  |  |  |  |  |  |  |  |  |  |  |  |  |  |  |  |  |  |  |  |  |  |  |  |  |  |  |  |  |  |  |  |  |  |  |
|                                 |                                 |                                 |                                 |                                 |                                 |                                         |                            |                            |                            |                            |                            |                                      |                                      |                                      |                                      |                                                                             |                                                                             |                                                                             |                                                                             |                                                                             |                                                                             |                        |                        |                        |                        |        |        |                           |                           |                           |                           |                                                   |                                                   |                                                   |                                                   |                                                   |                                                   |                                                  |                                                  |                                                  |                                                  |                                          |                                          |                                          |                                          |                        |                        |                          |                        |                          |                          |                             |                             |                             |                             |                             |                             |  |  |                        |                        |                        |                        |                        |                        |  |  |  |  |  |  |  |  |  |  |  |  |  |  |  |  |  |  |  |  |  |  |  |  |  |  |  |  |  |  |  |  |  |  |  |  |  |  |  |  |  |  |  |  |
|                                 |                                 |                                 |                                 |                                 |                                 |                                         |                            |                            |                            |                            |                            |                                      |                                      |                                      |                                      |                                                                             |                                                                             |                                                                             |                                                                             |                                                                             |                                                                             |                        |                        |                        |                        |        |        |                           |                           |                           |                           |                                                   |                                                   |                                                   |                                                   |                                                   |                                                   |                                                  |                                                  |                                                  |                                                  |                                          |                                          |                                          |                                          |                        |                        |                          |                        |                          |                          |                             |                             |                             |                             |                             |                             |  |  |                        |                        |                        |                        |                        |                        |  |  |  |  |  |  |  |  |  |  |  |  |  |  |  |  |  |  |  |  |  |  |  |  |  |  |  |  |  |  |  |  |  |  |  |  |  |  |  |  |  |  |  |  |
|                                 |                                 |                                 |                                 |                                 |                                 |                                         |                            |                            |                            |                            |                            |                                      |                                      |                                      |                                      |                                                                             |                                                                             |                                                                             |                                                                             |                                                                             |                                                                             |                        |                        |                        |                        |        |        |                           |                           |                           |                           | 1713 Generalfinanzdirektorium (Domänen, Regalien) | 1713 Generalfinanzdirektorium (Domänen, Regalien) | 1713 Generalfinanzdirektorium (Domänen, Regalien) | 1713 Generalfinanzdirektorium (Domänen, Regalien) | 1713 Generalfinanzdirektorium (Domänen, Regalien) | 1713 Generalfinanzdirektorium (Domänen, Regalien) |                                                  |                                                  | 1713 Generalkriegskommissariat (Steuern)         | 1713 Generalkriegskommissariat (Steuern)         | 1713 Generalkriegskommissariat (Steuern) | 1713 Generalkriegskommissariat (Steuern) | 1713 Generalkriegskommissariat (Steuern) | 1713 Generalkriegskommissariat (Steuern) |                        |                        |                          |                        |                          |                          |                             |                             |                             |                             |                             |                             |  |  |                        |                        |                        |                        |                        |                        |  |  |  |  |  |  |  |  |  |  |  |  |  |  |  |  |  |  |  |  |  |  |  |  |  |  |  |  |  |  |  |  |  |  |  |  |  |  |  |  |  |  |  |  |
|                                 |                                 |                                 |                                 |                                 |                                 |                                         |                            |                            |                            |                            |                            |                                      |                                      |                                      |                                      |                                                                             |                                                                             |                                                                             |                                                                             |                                                                             |                                                                             |                        |                        |                        |                        |        |        |                           |                           |                           |                           | 1713 Generalfinanzdirektorium (Domänen, Regalien) | 1713 Generalfinanzdirektorium (Domänen, Regalien) | 1713 Generalfinanzdirektorium (Domänen, Regalien) | 1713 Generalfinanzdirektorium (Domänen, Regalien) | 1713 Generalfinanzdirektorium (Domänen, Regalien) | 1713 Generalfinanzdirektorium (Domänen, Regalien) |                                                  |                                                  | 1713 Generalkriegskommissariat (Steuern)         | 1713 Generalkriegskommissariat (Steuern)         | 1713 Generalkriegskommissariat (Steuern) | 1713 Generalkriegskommissariat (Steuern) | 1713 Generalkriegskommissariat (Steuern) | 1713 Generalkriegskommissariat (Steuern) |                        |                        | 1714 Generalrechenkammer |                        |                          |                          |                             |                             |                             |                             |                             |                             |  |  |                        |                        |                        |                        |                        |                        |  |  |  |  |  |  |  |  |  |  |  |  |  |  |  |  |  |  |  |  |  |  |  |  |  |  |  |  |  |  |  |  |  |  |  |  |  |  |  |  |  |  |  |  |
|                                 |                                 |                                 |                                 |                                 |                                 |                                         |                            |                            |                            |                            |                            |                                      |                                      |                                      |                                      |                                                                             |                                                                             |                                                                             |                                                                             |                                                                             |                                                                             |                        |                        |                        |                        |        |        |                           |                           |                           |                           |                                                   |                                                   |                                                   |                                                   |                                                   |                                                   |                                                  |                                                  |                                                  |                                                  |                                          |                                          |                                          |                                          |                        |                        |                          |                        |                          |                          |                             |                             |                             |                             |                             |                             |  |  |                        |                        |                        |                        |                        |                        |  |  |  |  |  |  |  |  |  |  |  |  |  |  |  |  |  |  |  |  |  |  |  |  |  |  |  |  |  |  |  |  |  |  |  |  |  |  |  |  |  |  |  |  |
|                                 |                                 |                                 |                                 |                                 |                                 |                                         |                            |                            |                            |                            |                            |                                      |                                      |                                      |                                      |                                                                             |                                                                             |                                                                             |                                                                             |                                                                             |                                                                             |                        |                        |                        |                        |        |        |                           |                           |                           |                           |                                                   |                                                   |                                                   |                                                   |                                                   |                                                   |                                                  |                                                  |                                                  |                                                  |                                          |                                          |                                          |                                          |                        |                        |                          |                        |                          |                          |                             |                             |                             |                             |                             |                             |  |  |                        |                        |                        |                        |                        |                        |  |  |  |  |  |  |  |  |  |  |  |  |  |  |  |  |  |  |  |  |  |  |  |  |  |  |  |  |  |  |  |  |  |  |  |  |  |  |  |  |  |  |  |  |
|                                 |                                 |                                 |                                 |                                 |                                 | 1725 Obercollegium Medicum              | 1725 Obercollegium Medicum | 1725 Obercollegium Medicum | 1725 Obercollegium Medicum | 1725 Obercollegium Medicum | 1725 Obercollegium Medicum |                                      |                                      |                                      |                                      |                                                                             |                                                                             |                                                                             |                                                                             |                                                                             |                                                                             |                        |                        |                        |                        |        |        | 1728 Kabinettsministerium | 1728 Kabinettsministerium | 1728 Kabinettsministerium | 1728 Kabinettsministerium | 1728 Kabinettsministerium                         | 1728 Kabinettsministerium                         |                                                   |                                                   | 1723 Generaldirektorium                           | 1723 Generaldirektorium                           | 1723 Generaldirektorium                          | 1723 Generaldirektorium                          | 1723 Generaldirektorium                          | 1723 Generaldirektorium                          |                                          |                                          |                                          |                                          |                        |                        |                          |                        |                          |                          |                             |                             |                             |                             |                             |                             |  |  |                        |                        |                        |                        |                        |                        |  |  |  |  |  |  |  |  |  |  |  |  |  |  |  |  |  |  |  |  |  |  |  |  |  |  |  |  |  |  |  |  |  |  |  |  |  |  |  |  |  |  |  |  |
|                                 |                                 |                                 |                                 |                                 |                                 | 1725 Obercollegium Medicum              | 1725 Obercollegium Medicum | 1725 Obercollegium Medicum | 1725 Obercollegium Medicum | 1725 Obercollegium Medicum | 1725 Obercollegium Medicum |                                      |                                      |                                      |                                      |                                                                             |                                                                             |                                                                             |                                                                             |                                                                             |                                                                             |                        |                        |                        |                        |        |        | 1728 Kabinettsministerium | 1728 Kabinettsministerium | 1728 Kabinettsministerium | 1728 Kabinettsministerium | 1728 Kabinettsministerium                         | 1728 Kabinettsministerium                         |                                                   |                                                   | 1723 Generaldirektorium                           | 1723 Generaldirektorium                           | 1723 Generaldirektorium                          | 1723 Generaldirektorium                          | 1723 Generaldirektorium                          | 1723 Generaldirektorium                          |                                          |                                          |                                          |                                          |                        |                        |                          |                        |                          |                          |                             |                             |                             |                             |                             |                             |  |  |                        |                        |                        |                        |                        |                        |  |  |  |  |  |  |  |  |  |  |  |  |  |  |  |  |  |  |  |  |  |  |  |  |  |  |  |  |  |  |  |  |  |  |  |  |  |  |  |  |  |  |  |  |
|                                 |                                 |                                 |                                 |                                 |                                 |                                         |                            |                            |                            |                            |                            |                                      |                                      |                                      |                                      |                                                                             |                                                                             |                                                                             |                                                                             | 1737 Justizministerium                                                      |                                                                             |                        |                        |                        |                        |        |        |                           |                           |                           |                           |                                                   |                                                   |                                                   |                                                   |                                                   |                                                   |                                                  |                                                  |                                                  |                                                  |                                          |                                          |                                          |                                          |                        |                        |                          |                        |                          |                          |                             |                             |                             |                             |                             |                             |  |  |                        |                        |                        |                        |                        |                        |  |  |  |  |  |  |  |  |  |  |  |  |  |  |  |  |  |  |  |  |  |  |  |  |  |  |  |  |  |  |  |  |  |  |  |  |  |  |  |  |  |  |  |  |
| 1750 Oberkonsistorium           | 1750 Oberkonsistorium           | 1750 Oberkonsistorium           | 1750 Oberkonsistorium           | 1750 Oberkonsistorium           | 1750 Oberkonsistorium           |                                         |                            |                            |                            |                            |                            | 1747-1751 Justizreform Instanzenzug  | 1747-1751 Justizreform Instanzenzug  | 1747-1751 Justizreform Instanzenzug  | 1747-1751 Justizreform Instanzenzug  | 1747-1751 Justizreform Instanzenzug                                         | 1747-1751 Justizreform Instanzenzug                                         |                                                                             |                                                                             |                                                                             |                                                                             |                        |                        |                        |                        |        |        |                           |                           |                           |                           |                                                   |                                                   |                                                   |                                                   |                                                   |                                                   |                                                  |                                                  |                                                  |                                                  |                                          |                                          |                                          |                                          |                        |                        |                          |                        |                          |                          |                             |                             |                             |                             |                             |                             |  |  |                        |                        |                        |                        |                        |                        |  |  |  |  |  |  |  |  |  |  |  |  |  |  |  |  |  |  |  |  |  |  |  |  |  |  |  |  |  |  |  |  |  |  |  |  |  |  |  |  |  |  |  |  |
| 1750 Oberkonsistorium           | 1750 Oberkonsistorium           | 1750 Oberkonsistorium           | 1750 Oberkonsistorium           | 1750 Oberkonsistorium           | 1750 Oberkonsistorium           |                                         |                            |                            |                            |                            |                            | 1747-1751 Justizreform Instanzenzug  | 1747-1751 Justizreform Instanzenzug  | 1747-1751 Justizreform Instanzenzug  | 1747-1751 Justizreform Instanzenzug  | 1747-1751 Justizreform Instanzenzug                                         | 1747-1751 Justizreform Instanzenzug                                         |                                                                             |                                                                             |                                                                             |                                                                             |                        |                        |                        |                        |        |        |                           |                           |                           |                           |                                                   |                                                   |                                                   |                                                   |                                                   |                                                   |                                                  |                                                  |                                                  |                                                  |                                          |                                          |                                          |                                          |                        |                        |                          |                        |                          |                          |                             |                             |                             |                             |                             |                             |  |  |                        |                        |                        |                        |                        |                        |  |  |  |  |  |  |  |  |  |  |  |  |  |  |  |  |  |  |  |  |  |  |  |  |  |  |  |  |  |  |  |  |  |  |  |  |  |  |  |  |  |  |  |  |
|                                 |                                 |                                 |                                 |                                 |                                 |                                         |                            |                            |                            |                            |                            |                                      |                                      |                                      |                                      |                                                                             |                                                                             |                                                                             |                                                                             |                                                                             |                                                                             |                        |                        |                        |                        |        |        |                           |                           |                           |                           |                                                   |                                                   |                                                   |                                                   |                                                   |                                                   |                                                  |                                                  |                                                  |                                                  |                                          |                                          |                                          |                                          |                        |                        | 1802 Oberrechnungskammer |                        |                          |                          |                             |                             |                             |                             |                             |                             |  |  |                        |                        |                        |                        |                        |                        |  |  |  |  |  |  |  |  |  |  |  |  |  |  |  |  |  |  |  |  |  |  |  |  |  |  |  |  |  |  |  |  |  |  |  |  |  |  |  |  |  |  |  |  |
|                                 |                                 |                                 |                                 |                                 |                                 |                                         |                            |                            |                            |                            |                            |                                      |                                      |                                      |                                      |                                                                             |                                                                             |                                                                             |                                                                             |                                                                             |                                                                             |                        |                        |                        |                        |        |        |                           |                           |                           |                           |                                                   |                                                   |                                                   |                                                   |                                                   |                                                   |                                                  |                                                  |                                                  |                                                  |                                          |                                          |                                          |                                          |                        |                        |                          |                        |                          |                          |                             |                             |                             |                             |                             |                             |  |  |                        |                        |                        |                        |                        |                        |  |  |  |  |  |  |  |  |  |  |  |  |  |  |  |  |  |  |  |  |  |  |  |  |  |  |  |  |  |  |  |  |  |  |  |  |  |  |  |  |  |  |  |  |
|                                 |                                 |                                 |                                 |                                 |                                 | 1799 Obercollegium Medicum et Sanitatis |                            |                            |                            |                            |                            |                                      |                                      |                                      |                                      |                                                                             |                                                                             |                                                                             |                                                                             |                                                                             |                                                                             |                        |                        |                        |                        |        |        |                           |                           |                           |                           |                                                   |                                                   |                                                   |                                                   |                                                   |                                                   |                                                  |                                                  |                                                  |                                                  |                                          |                                          |                                          |                                          |                        |                        |                          |                        |                          |                          |                             |                             |                             |                             |                             |                             |  |  |                        |                        |                        |                        |                        |                        |  |  |  |  |  |  |  |  |  |  |  |  |  |  |  |  |  |  |  |  |  |  |  |  |  |  |  |  |  |  |  |  |  |  |  |  |  |  |  |  |  |  |  |  |
|                                 |                                 |                                 |                                 |                                 |                                 |                                         |                            |                            |                            |                            |                            |                                      |                                      |                                      |                                      |                                                                             |                                                                             |                                                                             |                                                                             |                                                                             |                                                                             |                        |                        |                        |                        |        |        |                           |                           |                           |                           |                                                   |                                                   |                                                   |                                                   |                                                   |                                                   |                                                  |                                                  |                                                  |                                                  |                                          |                                          |                                          |                                          |                        |                        |                          |                        |                          |                          |                             |                             |                             |                             |                             |                             |  |  |                        |                        |                        |                        |                        |                        |  |  |  |  |  |  |  |  |  |  |  |  |  |  |  |  |  |  |  |  |  |  |  |  |  |  |  |  |  |  |  |  |  |  |  |  |  |  |  |  |  |  |  |  |
|                                 |                                 |                                 |                                 |                                 |                                 |                                         |                            |                            |                            |                            |                            | Gerichte 1., 2. und 3. Instanz       | Gerichte 1., 2. und 3. Instanz       | Gerichte 1., 2. und 3. Instanz       | Gerichte 1., 2. und 3. Instanz       | Gerichte 1., 2. und 3. Instanz                                              | Gerichte 1., 2. und 3. Instanz                                              |                                                                             |                                                                             | 1808 Justizministerium                                                      | 1808 Justizministerium                                                      | 1808 Justizministerium | 1808 Justizministerium | 1808 Justizministerium | 1808 Justizministerium |        |        | 1808 Staatsministerium    | 1808 Staatsministerium    | 1808 Staatsministerium    | 1808 Staatsministerium    | 1808 Staatsministerium                            | 1808 Staatsministerium                            |                                                   |                                                   | 1808 Ministerium der Auswärtigen Angelegenheiten  | 1808 Ministerium der Auswärtigen Angelegenheiten  | 1808 Ministerium der Auswärtigen Angelegenheiten | 1808 Ministerium der Auswärtigen Angelegenheiten | 1808 Ministerium der Auswärtigen Angelegenheiten | 1808 Ministerium der Auswärtigen Angelegenheiten |                                          |                                          | 1808 Kriegsministerium                   | 1808 Kriegsministerium                   | 1808 Kriegsministerium | 1808 Kriegsministerium | 1808 Kriegsministerium   | 1808 Kriegsministerium |                          |                          | 1808 Ministerium des Innern | 1808 Ministerium des Innern | 1808 Ministerium des Innern | 1808 Ministerium des Innern | 1808 Ministerium des Innern | 1808 Ministerium des Innern |  |  | 1808 Finanzministerium | 1808 Finanzministerium | 1808 Finanzministerium | 1808 Finanzministerium | 1808 Finanzministerium | 1808 Finanzministerium |  |  |  |  |  |  |  |  |  |  |  |  |  |  |  |  |  |  |  |  |  |  |  |  |  |  |  |  |  |  |  |  |  |  |  |  |  |  |  |  |  |  |  |  |
|                                 |                                 |                                 |                                 |                                 |                                 |                                         |                            |                            |                            |                            |                            | Gerichte 1., 2. und 3. Instanz       | Gerichte 1., 2. und 3. Instanz       | Gerichte 1., 2. und 3. Instanz       | Gerichte 1., 2. und 3. Instanz       | Gerichte 1., 2. und 3. Instanz                                              | Gerichte 1., 2. und 3. Instanz                                              |                                                                             |                                                                             | 1808 Justizministerium                                                      | 1808 Justizministerium                                                      | 1808 Justizministerium | 1808 Justizministerium | 1808 Justizministerium | 1808 Justizministerium |        |        | 1808 Staatsministerium    | 1808 Staatsministerium    | 1808 Staatsministerium    | 1808 Staatsministerium    | 1808 Staatsministerium                            | 1808 Staatsministerium                            |                                                   |                                                   | 1808 Ministerium der Auswärtigen Angelegenheiten  | 1808 Ministerium der Auswärtigen Angelegenheiten  | 1808 Ministerium der Auswärtigen Angelegenheiten | 1808 Ministerium der Auswärtigen Angelegenheiten | 1808 Ministerium der Auswärtigen Angelegenheiten | 1808 Ministerium der Auswärtigen Angelegenheiten |                                          |                                          | 1808 Kriegsministerium                   | 1808 Kriegsministerium                   | 1808 Kriegsministerium | 1808 Kriegsministerium | 1808 Kriegsministerium   | 1808 Kriegsministerium |                          |                          | 1808 Ministerium des Innern | 1808 Ministerium des Innern | 1808 Ministerium des Innern | 1808 Ministerium des Innern | 1808 Ministerium des Innern | 1808 Ministerium des Innern |  |  | 1808 Finanzministerium | 1808 Finanzministerium | 1808 Finanzministerium | 1808 Finanzministerium | 1808 Finanzministerium | 1808 Finanzministerium |  |  |  |  |  |  |  |  |  |  |  |  |  |  |  |  |  |  |  |  |  |  |  |  |  |  |  |  |  |  |  |  |  |  |  |  |  |  |  |  |  |  |  |  |
|                                 |                                 |                                 |                                 |                                 |                                 |                                         |                            |                            |                            |                            |                            |                                      |                                      |                                      |                                      | 1817 Ministerium der geistlichen, Unterrichts- und Medizinalangelegenheiten | 1817 Ministerium der geistlichen, Unterrichts- und Medizinalangelegenheiten | 1817 Ministerium der geistlichen, Unterrichts- und Medizinalangelegenheiten | 1817 Ministerium der geistlichen, Unterrichts- und Medizinalangelegenheiten | 1817 Ministerium der geistlichen, Unterrichts- und Medizinalangelegenheiten | 1817 Ministerium der geistlichen, Unterrichts- und Medizinalangelegenheiten |                        |                        |                        |                        |        |        |                           |                           |                           |                           |                                                   |                                                   |                                                   |                                                   |                                                   |                                                   |                                                  |                                                  |                                                  |                                                  |                                          |                                          |                                          |                                          |                        |                        |                          |                        |                          |                          |                             |                             |                             |                             |                             |                             |  |  | 1817 Schatzministerium | 1817 Schatzministerium | 1817 Schatzministerium | 1817 Schatzministerium | 1817 Schatzministerium | 1817 Schatzministerium |  |  |  |  |  |  |  |  |  |  |  |  |  |  |  |  |  |  |  |  |  |  |  |  |  |  |  |  |  |  |  |  |  |  |  |  |  |  |  |  |  |  |  |  |
|                                 |                                 |                                 |                                 |                                 |                                 |                                         |                            |                            |                            |                            |                            |                                      |                                      |                                      |                                      | 1817 Ministerium der geistlichen, Unterrichts- und Medizinalangelegenheiten | 1817 Ministerium der geistlichen, Unterrichts- und Medizinalangelegenheiten | 1817 Ministerium der geistlichen, Unterrichts- und Medizinalangelegenheiten | 1817 Ministerium der geistlichen, Unterrichts- und Medizinalangelegenheiten | 1817 Ministerium der geistlichen, Unterrichts- und Medizinalangelegenheiten | 1817 Ministerium der geistlichen, Unterrichts- und Medizinalangelegenheiten |                        |                        |                        |                        |        |        |                           |                           |                           |                           |                                                   |                                                   |                                                   |                                                   |                                                   |                                                   |                                                  |                                                  |                                                  |                                                  |                                          |                                          |                                          |                                          |                        |                        |                          |                        |                          |                          |                             |                             |                             |                             |                             |                             |  |  | 1817 Schatzministerium | 1817 Schatzministerium | 1817 Schatzministerium | 1817 Schatzministerium | 1817 Schatzministerium | 1817 Schatzministerium |  |  |  |  |  |  |  |  |  |  |  |  |  |  |  |  |  |  |  |  |  |  |  |  |  |  |  |  |  |  |  |  |  |  |  |  |  |  |  |  |  |  |  |  |
| Provinzialkonsistorien          | Provinzialkonsistorien          | Provinzialkonsistorien          | Provinzialkonsistorien          | Provinzialkonsistorien          | Provinzialkonsistorien          |                                         |                            |                            |                            |                            |                            |                                      |                                      |                                      |                                      |                                                                             |                                                                             |                                                                             |                                                                             |                                                                             |                                                                             |                        |                        |                        |                        |        |        |                           |                           |                           |                           |                                                   |                                                   |                                                   |                                                   |                                                   |                                                   |                                                  |                                                  |                                                  |                                                  |                                          |                                          |                                          |                                          |                        |                        |                          |                        | 1824 Oberrechnungskammer | 1824 Oberrechnungskammer | 1824 Oberrechnungskammer    | 1824 Oberrechnungskammer    | 1824 Oberrechnungskammer    | 1824 Oberrechnungskammer    |                             |                             |  |  |                        |                        |                        |                        |                        |                        |  |  |  |  |  |  |  |  |  |  |  |  |  |  |  |  |  |  |  |  |  |  |  |  |  |  |  |  |  |  |  |  |  |  |  |  |  |  |  |  |  |  |  |  |
| Provinzialkonsistorien          | Provinzialkonsistorien          | Provinzialkonsistorien          | Provinzialkonsistorien          | Provinzialkonsistorien          | Provinzialkonsistorien          |                                         |                            |                            |                            |                            |                            |                                      |                                      |                                      |                                      |                                                                             |                                                                             |                                                                             |                                                                             |                                                                             |                                                                             |                        |                        |                        |                        |        |        |                           |                           |                           |                           |                                                   |                                                   |                                                   |                                                   |                                                   |                                                   |                                                  |                                                  |                                                  |                                                  |                                          |                                          |                                          |                                          |                        |                        |                          |                        | 1824 Oberrechnungskammer | 1824 Oberrechnungskammer | 1824 Oberrechnungskammer    | 1824 Oberrechnungskammer    | 1824 Oberrechnungskammer    | 1824 Oberrechnungskammer    |                             |                             |  |  |                        |                        |                        |                        |                        |                        |  |  |  |  |  |  |  |  |  |  |  |  |  |  |  |  |  |  |  |  |  |  |  |  |  |  |  |  |  |  |  |  |  |  |  |  |  |  |  |  |  |  |  |  |

### Rechtsstaat
Die seit Friedrich Wilhelm I. gesamtstaatlich ausgerichtete Organisation der Verwaltungsbehörden führte dazu, dass auch im Bereich der Justizverfassung ein zentralstaatlicher Gerichtsaufbau etabliert wurde. Dieser sollte die bis dahin unverbundenen, für die verschiedenen Landesteile zuständigen Spitzengerichte vereinigen. Als zentralstaatliches höchstes Gericht wurde 1748 das sogenannte Große Friedrichs Kollegium errichtet, in welchem das Kammergericht und die in Berlin befindlichen Oberappellationsgerichte zusammengeschlossen wurden. Eine organische Justizorganisation mit einer einheitlichen für alle preußischen Staaten zuständigen Spitze wurde erst 1782 verwirklicht, als das mit dem Kammergericht verbundene Obertribunal selbständig wurde und fortan als Geheimes Obertribunal höchste Instanz für die gesamte Monarchie wurde. Als Mittelinstanzen in den Provinzen fungierten fortan das brandenburgische Kammergericht, das ostpreußische Tribunal, die schlesischen Oberamtsregierungen und in den anderen Landesteilen die so genannten „Regierungen“.
Die wesentliche Ausformung des preußischen Rechtssystems im 18. Jahrhundert wurden von Samuel von Cocceji und Johann Heinrich von Carmer erarbeitet und geleitet.

### Auswärtiges

#### Staatsbeziehungen

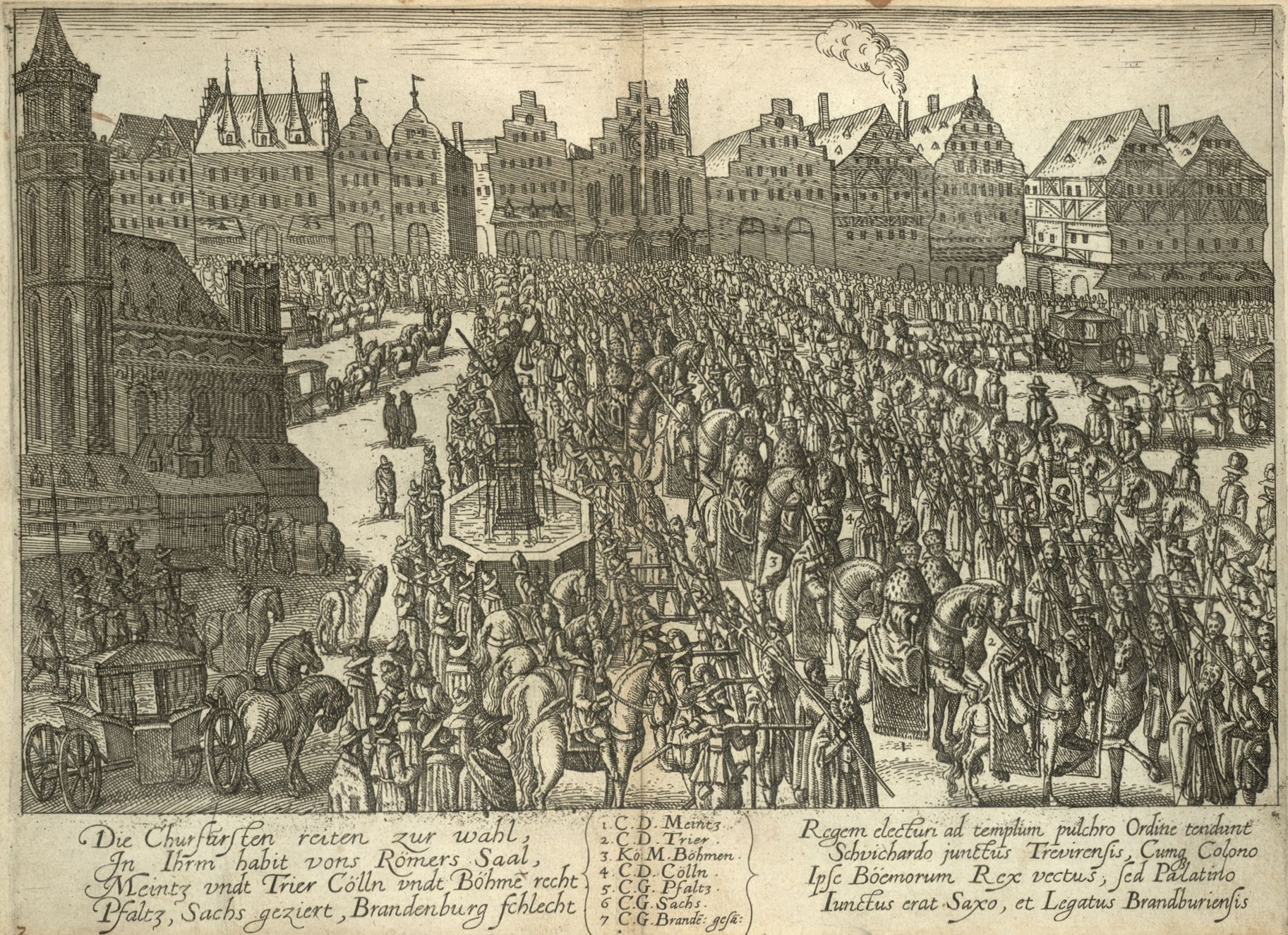
Einzug der Kurfürsten 1612 in Frankfurt am Main. Entsprechend der Bildbeschriftung(„…, Brandenburg schlecht“), galt Brandenburg (und damit auch Preußen) in der Reichsöffentlichkeit / Reichsmeinung bis Ende des 17. Jahrhunderts als „schlechtestes“ der Kurfürstentümer im Reichsgefüge und die Hohenzollern als „arme Emporkömmlinge“

Mit seiner Machtpolitik, baute Preußen seine Stellung im internationalen Gefüge des europäischen Mächtegleichgewichts aus. Es galt als aufstrebende Militärmacht und wurde deshalb von den europäischen Großmächten bis 1740 als Auxiliarmacht umworben. Ohne natürliche Grenzen hatte Preußen keine Sicherheitszone, was eine zunehmende Bedenkenlosigkeit bei der Wahl seiner außenpolitischen Mittel nach sich zog und ihm den Vorwurf der Unzuverlässigkeit einbrachte.

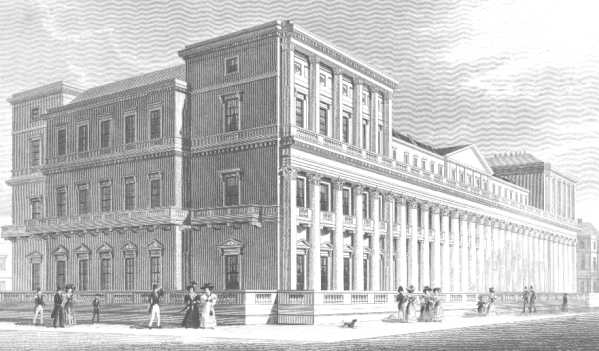
No. 8 & No. 9 Carlton House Terrace, The Mall (ehemals Preußische Gesandtschaft und Deutsche Botschaft bis 1955), siehe auch: Liste der preußischen Gesandten im Vereinigten Königreich

Preußens Außenpolitik war daher wechselhaft und richtete sich stets nach den eigenen Erfordernissen; daraus ergab sich bisweilen eine „Schaukelpolitik“. Bündnisse wurden mit kurzfristiger Laufzeit und auf die Erreichung von Einzelzielen hin geschlossen, die Treue zu internationalen Verträgen war „lax“. Daraus ergaben sich Unberechenbarkeit und Unsicherheit für seine Nachbarn.
Direkte und enge Beziehungen unterhielt Preußen zum Kaiserreich Russland, mit dem es im 18. und 19. Jahrhundert diverse Allianzverträge geschlossen hatte. Zu Schweden, das als niedergehender Hegemon im Kampf um das Dominium maris Baltici lange Zeit aggressive Tendenzen gegenüber seinen südlichen Nachbarn unterhielt, hatte Preußen ein konfrontatives, häufig kriegerisches Verhältnis. Zwischen 1630 und 1763 führte es insgesamt fünf Kriege gegen Schweden. Das Königreich Dänemark war für Preußen dagegen ein natürlicher Bündnispartner und wichtige Bezugs- und Orientierungsmacht. Ähnlich positiv gestaltete sich das Verhältnis zu den Niederlanden, deren Bedeutung für den Frühpreußischen Staat und seine Eliten vor allem in kultureller Adaption, Bezugnahme und Referenzialität bestand. Zur Weltmacht Großbritannien überwog ein positiver gegenseitiger Austausch. Zur kontinentalen Führungsmacht Frankreich stand Preußen mehrfach und anhaltend in Konflikt. Von 1674 bis 1807 ergaben sich insgesamt sechs kriegerische Auseinandersetzungen mit Frankreich. Die im 18. Jahrhundert stagnierende ehemalige Großmacht Polen wurde zum Opfer der preußisch-russisch-österreichischen Teilungspolitik.
Die preußische Politik gegenüber dem Heiligen Römischen Reich führte im 18. Jahrhundert zu einer erheblichen Schwächung des Reichszusammenhalts. Zum einen war der Einmarsch preußischer Truppen in Schlesien Ende 1740 ein eklatanter Verstoß gegen die Rechtsordnung des Reiches. Außerdem war Preußen darauf bedacht, seine Autonomie als Königreich gegenüber dem Reich auszubauen. Damit positionierte es sich vor allem gegen die Habsburgermonarchie mit dem den Kaiser an der Spitze, der als mächtigster Fürst im Reich für dessen Erhaltung eintrat. Daraus entwickelte sich der bis 1866 anhaltende deutsche Dualismus.
Mit den sonstigen deutschen Staaten gab es einen vielfältigen und dichten Austausch. Preußen übernahm im Verlauf des 18. Jahrhunderts die Führungsrolle als erster protestantischer Reichsstand vor Sachsen. Dass gegen Preußen keine wesentlichen Veränderungen an den rechtlichen und territorialen Verhältnissen des Reichs mehr möglich war, demonstrierte es 1785 mit dem von ihm initiierten Fürstenbund.

#### Diplomatisches Korps
Seit 1700 entstanden überall in Europa ständige Gesandtschaften, die die temporären Missionsgesandtschaften, die bis dahin in der europäischen Diplomatie üblich waren, verdrängten. Im Westfälischen Frieden 1648 hatten alle Reichsfürsten auch formell das Bündnisrecht und damit auch das Recht auf eine eigenständige Außenpolitik erhalten.
In der Folge baute auch Preußen ein europaweites Gesandtschaftswesen an den europäischen Herrscherhöfen auf.
Als die 1728 als „Departement der Auswärtigen Affären“ eingerichtete Behörde 1867 zunächst als Auswärtiges Amt an den Norddeutschen Bund und dann ab 1871 zum Deutschen Kaiserreich übertragen wurde, bestand das diplomatische Korps der ehemals preußischen Behörde aus insgesamt 60 Etatstellen. Die Behörde unterhielt insgesamt vier Botschaften in London, Paris, Petersburg und Wien, 16 Gesandtschaften, acht Gesandtschaften innerhalb des Reichs, acht Ministerresidenturen, sieben Generalkonsulate mit diplomatischen Status, 33 Berufskonsulate und vier Berufsvizekonsulate.

## Gesellschaft
Die Gesamtheit aller Individuen und Gruppen auf dem Territorium des preußischen Staats bildete keine Gesellschaft im Sinne einer Nation. Es bestanden sehr unterschiedliche regionale, kulturelle und soziale Welten. Die Nationswerdung vollzog sich nach 1815 lediglich rudimentär in den altpreußischen Provinzen, unter Ausschluss der neupreußischen Gebiete am Rhein und in Westfalen.

### Repräsentative (feudale) und bürgerliche Öffentlichkeiten
Noch in den ersten Jahrzehnten des 18. Jahrhunderts bestand in Preußen wie in anderen europäischen Staaten nahezu ausschließlich die „repräsentative Öffentlichkeit“. Deren systemimmanente Merkmale trennten nicht ausreichend zwischen Privaten und Öffentlichen, sondern nur zwischen Gemeinen und Privilegierten. Träger der repräsentativen Öffentlichkeit war das Hofzeremoniell, also der preußische Hofstaat, das höfische Leben im Allgemeinen. Dies bedeutete den Ausschluss des Volkes von der Öffentlichkeit. Alles Nichthöfische war demnach Kulisse und in einer passiven, zuschauenden Rolle, während das Höfische die Bühne besetzte, auf die sich die Untertanen auszurichten hatten.
Im weiteren Verlauf des 18. Jahrhunderts zerfielen die feudalen Gewalten, Kirche, Fürstentum und Herrenstand, an denen die repräsentative Öffentlichkeit haftete, in eine öffentliche und eine private Sphäre. Seit dem Ende des 17. Jahrhunderts wurde der Nachrichtenverkehr in Mitteleuropa allgemein zugänglich und gewann damit einen öffentlichen Charakter. Die Printmedien erhielten die Rolle von Türöffnern für die eingezwängte bürgerliche Schicht auf ihrem Weg zur Mündigkeit. Zu den bedeutenden Periodika der Aufklärung zählte die Berlinische Monatsschrift. Der publizistische Stil enthielt in der Mehrzahl der Beiträge einen diskursiven, dialogähnlichen Charakter. Weitere namhafte Zeitungen waren die Schlesische Zeitung, Schlesische Provinzialblätter, Spenersche Zeitung, die Vossische Zeitung (seit 1785: Königlich Privilegirte Berlinische Zeitung von Staats- und gelehrten Sachen).
Aus der neu gewonnenen privaten Sphäre, die neben der staatlich-repräsentativen Öffentlichkeit entstanden war, entwickelte sich die Vorform der bürgerlichen Öffentlichkeit. Dies war zunächst die literarische Öffentlichkeit. Die Grundlagen hierfür bildete die im 18. Jahrhundert in Europa und den Amerikas wirkende Geistesströmung der Aufklärung. Diese förderte die Entstehung einer mündigen Schicht von Bewohnern, die sich nicht mehr nur als folgsame Untertanen mit dinglichen, automatenhaften Grundzügen verstanden, sondern als selbstbewusste Individuen mit angeborenen Naturrechten. Da die Leserschaft eine genuine Gruppe aus der sozialen Elite war, die sich selbstaufklärerisch fotbildete, entstand so eine neue soziale Kategorisierung, später gemeinhin als das Bildungsbürgertum charakterisiert.
Die zunehmende Selbständigkeit dieser „Staatsbürger“ förderte die Bildung von autonomen gesellschaftlichen Netzwerken, die nicht mehr durch monarchisch-staatliche Regelungen beeinflusst wurden. Die Netzwerke aus Vereinen und Gesellschaften funktionierten wie Volksversammlungen mit freiem Rederecht. Sie sollten der privaten Öffentlichkeit die Möglichkeit bieten, über sich selbst und die wichtigsten Fragen der Zeit nachzudenken. Dies förderte die Entstehung von Lesegesellschaften. Einige Zirkel und Kreise trafen sich informell. Auch Buchhandlungen waren wichtige Treffpunkte für die neugebildete Öffentlichkeit. Neben Lesegesellschaften, Logen und patriotisch-gemeinnützigen Gesellschaften gab es noch zahlreiche literarische und philosophische Vereinigungen und Gruppen von Gelehrten, die sich auf Naturwissenschaft, Medizin oder Sprachen spezialisierten. Zu den Praktikern dieser entstehenden Zivilgesellschaft gehörten in Preußen zur Mitte des 18. Jahrhunderts Schriftsteller, Dichter, Verleger, Club-, Gesellschafts- und Logenmitglieder, Leser und Abonnenten. Diese intellektuellen Gruppen beschäftigten sich mit den großen Fragen der Zeit, literarischen ebenso wie wissenschaftlichen und politischen. Bedeutende Persönlichkeiten der Zeit in Preußen waren beispielsweise Karl Wilhelm Ramler oder der Verleger Friedrich Nicolai.
Im Ergebnis entstand aus der einstmals sehr stillen und lethargisch wirkenden preußischen Gesellschaft des 17. Jahrhunderts eine laute, lebendige und vielfältige Öffentlichkeit mit offenen Diskursen. Die literarische Öffentlichkeit wandelte sich später weiter zu einer politischen Öffentlichkeit, die sich als Kritik an der autokratischen Staatsmacht insgesamt etablierte. Das wurde gefördert durch den vorübergehenden Wegfall der Zensur beim Beginn der Herrschaft Friedrichs II. 1740. Kritik am politischen System und am Monarchen war mit der Berliner Aufklärung, für Europa einmalig, möglich geworden. Grundsätzlich bestanden die feudalen und bürgerlichen Öffentlichkeiten bis zum Ende der Monarchie 1918 parallel, wenn auch ein stetiger Substanz- und Bedeutungsverlust der monarchischen, adeligen Öffentlichkeitskultur erkennbar war.

### Preußische Agrarverfassung
Im 17. Jahrhundert hatte sich in den ostelbischen Gebieten Brandenburg-Preußens die Gutsherrschaft durchgesetzt. Die entrechteten Bauern waren als Unfreie an den Gutsherrn gebunden und leisteten ihm Frondienste. Wesentliche Machtbefugnisse lagen in den Händen der adeligen Guts- und Grundbesitzer, den Junkern. Dabei kontrollierten wenige wohlhabende Adlige mit großem Landbesitz fast die gesamte Provinzpolitik. Der preußische Staat verfügte, von der Kreisebene abwärts, nur über geringe Gestaltungskompetenzen. Die mit der Bauernbefreiung Anfang des 19. Jahrhunderts einsetzende soziale Mobilität führte zu Landflucht großer Bevölkerungsteile in die Städte. Die damit verbundene Verfügbarkeit billiger Arbeitskräfte war eine Voraussetzung der einsetzenden industriellen Revolution.

### Von der Ständegesellschaft zur Klassengesellschaft

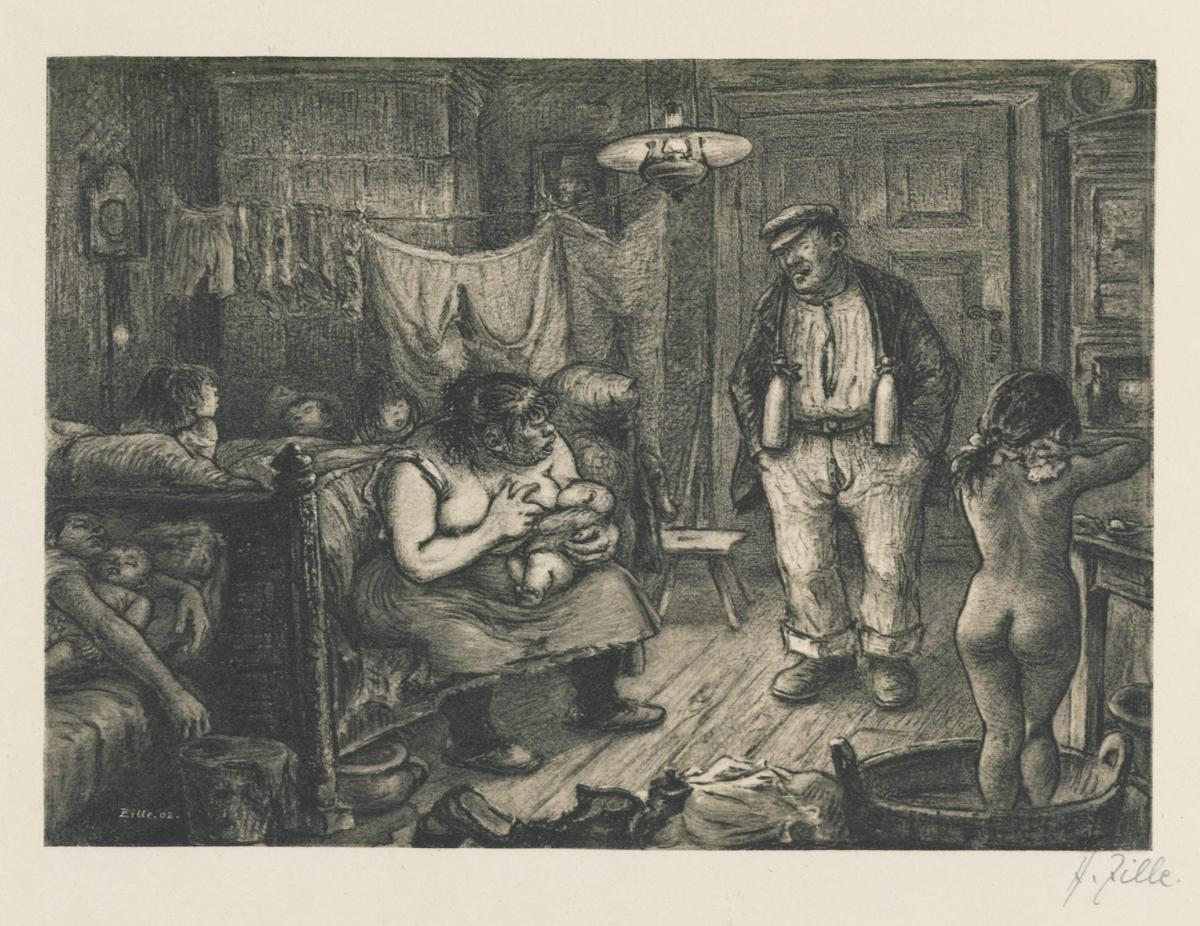
Der späte Schlafbursche von Heinrich Zille

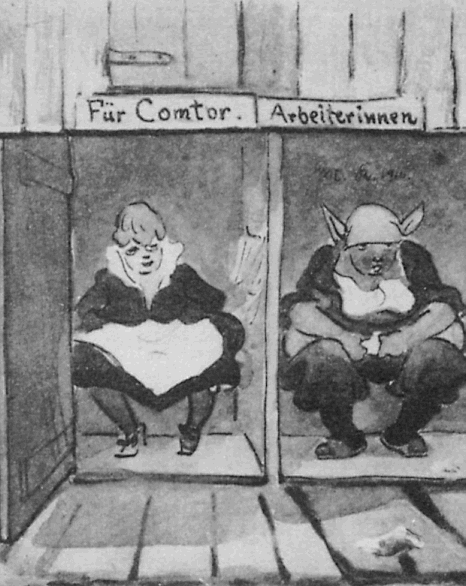
Heinrich Zille: Standesunterschiede auch beim Sitzen. (Comtor für Comte, frz. Graf)

Das städtische Bürgertum bestand Ende des 17. Jahrhunderts traditionell aus der zunftgeprägten Handwerkerschaft, die sich die Macht in den Stadträten mit wenigen einflussreichen Patriziern teilten. Mit der Aufklärung und dem einsetzenden Merkantilismus um 1700 verloren die Handwerker zunehmend ihren Einfluss an eine kleine, reiche Schicht von Großbürgern, bestehend aus Manufakturbesitzern, Großkaufleuten und Geldwechselbankiers, die neue städtische Oberschicht. Bedeutende Vertreter waren im 18. Jahrhundert Johann Ernst Gotzkowsky, Wilhelm Kaspar Wegely, Johann Jacob Schickler, Friedrich Heinrich Berendes. Auch die preußische Beamtenschaft gewann an Bedeutung; das Militär bestehend aus dienenden Soldaten mit ihren Familien und Invaliden bildete im 18. Jahrhundert eine rechtlich gesonderte Zwischenschicht.
Die auf dem Land in den ostelbischen Gebieten bestehende junkergeprägte Gutsherrschaft fort wird in der Geschichtsschreibung oft mit „ökonomischer Rückständigkeit“, „Junkerwillkür“ und Untertanengeist plakatiert. Prügel gehörte zu den verbreiteten Disziplinierungsmitteln der Gutsherren. Die einfache Landbevölkerung gab sich königstreu und glaubte an die Legende vom „gerechten König“. Der Staat untersagte allerdings gröbere Misshandlungen, stützte aber auch die Gutsbesitzer, da Frondienst und Schollenpflicht die ländliche Gesellschaft prägten. Gegen Bauernrevolten, die es mehrfach in Schlesien von 1765 bis 1793, 1811 und 1848 gegeben hat, setzte der Staat Militär ein. Erst Bauernbefreiung, Ablösung, Landflucht und die Durchsetzung der Lohnarbeit führten zu einer langsamen Veränderung dieser Verhältnisse.
Übriggebliebene ständische Einflüsse und staatliche Eingriffe prägten die städtische Gesellschaft im 19. Jahrhundert. Aufgrund der sozialen Ungleichheit verbunden mit großen Einkommensunterschieden, entstand in den Städten eine breite ökonomische Unterschicht. Diese bestand aus Manufakturarbeitern, die erst im Verlauf des 19. Jahrhunderts an Selbstbewusstsein gewann. Die preußische Zivilgesellschaft des 18. und 19. Jahrhunderts bestand zu großen Teilen aus Tagelöhnern und Bettlern die häufig als Schlafgänger an der Grenze zur Obdachlosigkeit lebten. Diese Klassengesellschaft veränderte sich nur langsam durch zunehmende Bildung, berufliche Ausdifferenzierung, Wohlstandszuwachs und Interventionen des Staates.

### Feudal-kapitalistische Herrenkaste

Unterschiede eines Junkers und eines Arbeiters in Preußen um 1900

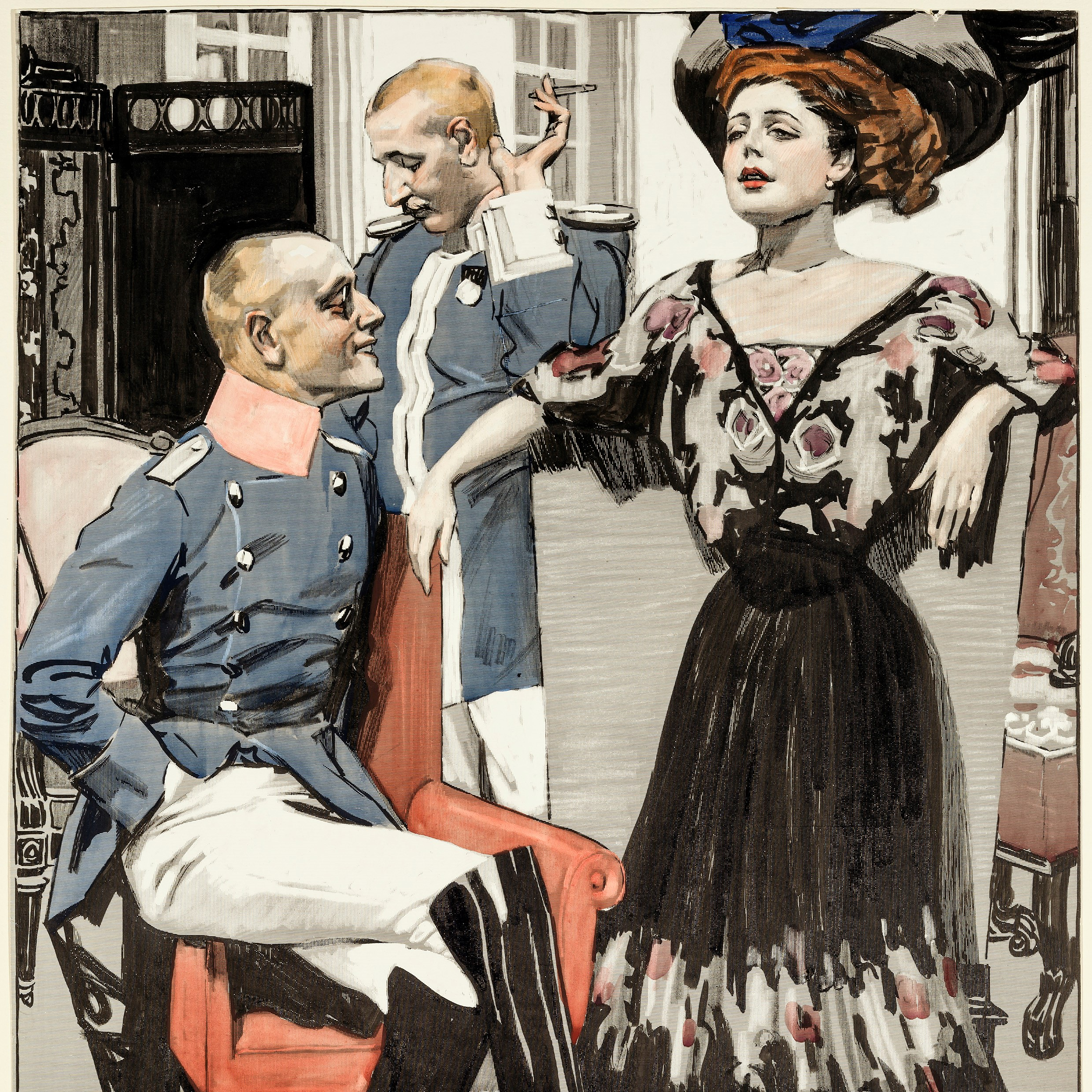
„Sie kommen nächstes Jahr nicht wieder nach Europa Miss Astor?“ – „Nein, Papa verträgt so schwer den Armeleutgeruch der europäischen Finanzwelt.“
Erläuterung: Blick auf die USA / American way of life
die neue preußische Elite: Die oberen Zehntausend / Adel und Geldadel 1908 in Preußen

Preußens Herrschaftssystem basierte auf der Königsherrschaft. Der König sicherte seine Macht über den Landadel und in den Städten durch seine Garnisonen und die staatliche Bürokratie. Der Einfluss des städtischen Bürgertums beschränkte sich auf die kommunale Selbstverwaltung. Im Zuge der Aufklärung entstand eine Schicht von Bildungsbürgern, die neue Ideen und Konzepte zur Teilhabe entwickelte und sich Mitsprache einforderte. Die Feudalklasse geriet dadurch erstmals zwischen 1789 und 1815 in die Defensive. Die Feudalherrschaft konsolidierte sich in der Zeit der Restauration, um im Vormärz erneut von der weiter erstarkten bürgerlichen Klasse herausgefordert zu werden.
Das politische Bürgertum hatte sich nach der verunglückten Revolution von 1848 erneut zurückgezogen und sich wieder auf seine wirtschaftlichen Kernkompetenzen reduziert. Die politische Macht überließ es wieder den „alten Eliten“. Doch es entstanden neue Interessengruppen, die zwar keine politische Macht, aber über Kapital, Produktion und Arbeit bedeutende Machtmittel besaßen, die ihnen großen Einfluss auf die staatliche Politik gewährten. Diese neuen Eliten sammelten sich in freien Unternehmerverbänden jenseits der schon bestehenden öffentlichen Industrie- und Handelskammern. Die weiterhin tonangebende, etablierte adelige Schicht, überwiegend aus den mittleren und östlichen, ländlichen Provinzen stammend, nahm für sich in Anspruch, das Gemeinwohl in einer Mischung aus Bevormundung und Fürsorge zu verkörpern.

„Er werde sich zunächst einige Jahre mit der rekrutendressierenden Fuchtelklinge amüsieren. Nach der Militärzeit werde er ein Weib nehmen, einige Kinder zeugen und auf dem väterlichen Gut das Land bebauen. (…) In zehn Jahren (…) werde er ein fettgemästeter schnurrbärtiger Gutsherr sein, der eine (…) Abscheu vor Juden und Franzosen hegt und Hunde und Bedienstete auf das Brutalste prügelt, wenn er von seiner Frau tyrannisiert wurde. Zu des Königs Geburtstag werde er sich besaufen, 'Vivat' schreien und ansonsten über Pferde fachsimpeln.“

Allerdings verlor der Adel durch die Industrialisierung seine auf Grundbesitz und Landwirtschaft beruhende ökonomische Führungsrolle an die Bourgeoisie, behielt aber seinen hohen gesellschaftlichen Rang. Dem Wirtschaftsbürgertum fehlte zunächst ein eigenständiges Klassenbewusstsein. Statt politischer Teilhabe strebte man nach Aufnahme in die Adelsklasse (Verheiratung, Nobilitierung). Die „Neureichen“ kopierten den Lebensstil des Adels und kauften und bezogen dessen Rittergüter, wodurch eine neue, feudal-kapitalistische Herrenschicht in Preußen entstand.

### Gesellschaftspolitische Bewegungen
Die Differenzierung der sich ausprägenden staatsfernen Zivilgesellschaft nahm im 19. Jahrhundert an Fahrt auf. Sowohl die bürgerliche Klasse als auch die Arbeiterklasse bildeten weitere eigene Unterschichten aus, die sich ebenso in verschiedene gesellschaftliche Richtungen heterogenisierten und entfalteten.

#### Nationalliberalismus, Preußischer Patriotismus, Deutscher Nationalismus
Aus den Erschütterungen der französischen Revolution ergaben sich in Deutschland Einigungsbestrebungen, die vor allem von der aufgeklärten, städtisch geprägten bürgerlichen Klasse getragen wurde. Nach Jena gründete sich der Tugendbund in Königsberg 1808. Dieser galt dem König als die erste revolutionäre Zelle, einer Bewegung, die es in Wirklichkeit als geschlossene Formation gar nicht gab. Als intellektuelle Anführer galten Ernst Moritz Arndt, Friedrich Schleiermacher und Johann Gottlieb Fichte.
Die Anhänger der deutschen Einigungsbestrebungen gehörten in den Befreiungskriegen überproportional oft zu den Kriegsfreiwilligen in Preußen. Bürgerwehren und Freiwilligenverbände waren Ergebnisse der Patriotismuswelle. Insgesamt 30.000 Mann der preußischen Streitkräfte, rund 12,5 Prozent der Gesamtstärke machten diese Freikorps aus, von denen die Lützowschen Jäger die Berühmtesten waren. Es handelte sich hier um eigenständige, zudem bewaffnete Gruppierungen außerhalb der monarchischen Strukturen. Der emotionale Patriotismus der auch mit potenziell subversiven Visionen versehenen Freiwilligen war, von der Vorstellung einer idealen politischen Ordnung für Deutschland und Preußen durchdrungen. Sie leisteten ihren Eid nicht auf den König, sondern nur auf das deutsche Vaterland. Sie begriffen den Krieg gegen Frankreich als Aufstand des Volkes. Die gemeinsame Schnittmenge politischer Inhalte zum monarchischen System war damit denkbar klein.
Die deutsche Nationalbewegung war in dieser Phase eng mit dem Liberalismus verbunden. Gerade dessen linker Flügel zielte auf eine nationale Demokratie ab: Die als anachronistisch und reaktionär empfundene Kleinstaaterei sollte durch einen liberalen Nationalstaat gleichberechtigter Staatsbürger abgelöst werden.
Aus der jugendlichen politischen Unzufriedenheit nach dem Ende der Befreiungskriege, die das Ende der nationalen Hoffnungen bedeuteten, bildeten sich die vor allem für Preußen wichtige Turnerbewegung und die burschenschaftlichen Gemeinschaften als quasi-politische Zentren heraus. Die Bewegung breitete sich rasch auf andere Universitäten aus. Nach dem Wartburgfest wurden beide Bewegungen aus Angst vor einem Wiederaufflammen des Jakobinismus verboten. Die nationale und liberale Bewegung wurde dadurch organisatorisch schwer getroffen und in ihrer Entfaltung für 20 Jahre zurückgeworfen. Die deutsche Nationalbewegung unter Führung von Barthold Georg Niebuhr, Friedrich Ludwig Jahn, Karl Theodor Welcker, Joseph Görres zählte bis dahin rund 40.000 Anhänger.
Der eingetretenen konservativen Wende in Preußen begegneten viele aus dem Bürgertum durch einen Rückzug ins Häusliche. Ein apolitischer, auf Behaglichkeit und Beschaulichkeit ausgerichteter Wohn- und Lebensstil mit einem ausgeprägten geselligen Leben mit starken Anleihen bei der Romantik setzte sich bei den besser gestellten bürgerlichen Kreisen durch. Der Begriff Biedermeier veranschaulicht den durch die reaktionäre Politik erzwungenen Rückzug ins private Häusliche. Trotz Restauration der monarchischen Ordnung wurde vor allem im Bürgertum und an den Universitäten weiterhin für liberale und nationale Ideen geworben.
Die staatlichen Akteure lernten auf lange Sicht, das Mobilisationspotenzial der Idee von der Nationalen Einigung für sich nutzbar zu machen. Es entstand eine Synthese, in der populäre und dynastische Elemente als komplementäre Bestandteile angesehen wurden. trotz aller Widersprüche und Gegensätzlichkeiten wurde der preußische Krieg gegen Napoleon letztlich zu einem nationalen Befreiungskrieg umgewidmet und die Nationalliberale Bewegung wurde damit staatlicherseits eingehegt.

#### Arbeiterbewegung
Die Arbeiterbewegung war die größte demokratische Emanzipationsbewegung Preußens. Sie bildete einen Teil des europäischen gesellschaftlichen Emanzipationsprozesses zwischen 1789 und 1918. Der Bedarf ergab sich einmal aus den sozialen Folgen (soziale Frage) der Industrialisierung, Bevölkerungsexplosion und Landflucht, die eine breite Schicht verarmter und besitzloser Tagelöhner und rechtloser Lohnarbeiter erzeugt hatte (Pauperismus).
Zudem hatte das Bürgertum in Preußen erkennbare Mühe, seine Interessen gegenüber den traditionellen Führungsschichten durchzusetzen.
Politisch war die Bürgerliche Klasse nach dem Scheitern der Revolution von 1848/49 nachhaltig geschwächt worden und akzeptierte die von oben vorgegebenen Strukturen und fügte sich fortan darin ein. Die damit ausgefallene Rolle als Erneuerungskraft und Reformationsgruppierung übernahm fortan die Arbeiterschaft.
Die Prologereignisse zur Gründung der Arbeiterbewegung, formiert in Arbeitervereinen, der Sozialdemokratischen Partei und Gewerkschaften, bildete die Revolution von 1848. Ihre formative Phase vollzog sich in den 1860er und 1870er Jahren. Zunächst entstand aber im April 1848 in Berlin das Central-Comité der Arbeiter unter Führung von Stephan Born, der für den 23. August einen Allgemeinen Deutschen Arbeiter-Kongress nach Berlin einberief. Dort gründete sich die Allgemeine Deutsche Arbeiterverbrüderung. Mit der Neuen Ära in Preußen beeinflusst entstand eine neue Nationalbewegung und mit ihr, teilweise auch rekursiv beeinflusst, entstanden neue Arbeitervereine. Diese strebten nach Autonomie von der bürgerlich-liberalen Bevormundung und forderten seit 1862 unabhängige Arbeitervereine. Daraus ergab sich die Formierung des ADAV, dessen Wirkungsbereich die Kerngebiete Preußens umfasste. Insgesamt war die Arbeiterbewegung gesamtdeutsch organisiert, wie die Gründung der SPD, 1869 zunächst als SDAP in Eisenach zeigte. Ihr organisatorisches und Netzwerkbezogenes Zentrum bildete fortan Leipzig.
Die Sozialdemokratie stand der Bismarckschen Politik kritisch gegenüber und wurde zur systemablehnenden Oppositionspartei. Dieser reagierte mit den Sozialistengesetz und begann eine Verfolgungswelle.

### Bildung

Friedrich Wilhelm I. in der Schule Gemälde von Adolph Menzel

Im Zuge der Frühaufklärung und des Wirkens des Halleschen Pietismus im preußischen Staat erfolgte 1717 durch königlichen Edikt die Einführung der allgemeinen Schulpflicht in den preußischen Staaten. Die damalige nur gering ausgeprägte Staatsverwaltung verfügte nicht über die Möglichkeiten, den Schulbesuch zu kontrollieren. Auch mangelte es an den nötigen Finanzen, um ein flächendeckendes und professionelles Schulsystem zu etablieren. Die entstehenden Dorfschulen vom Niveau einfacher Klippschulen wurden weiterhin von Küstern geleitet. Das Edikt von Friedrich Wilhelm I. zeigte in der Praxis wenig Wirkung, bildete aber die Grundlage für das Generallandschulreglement, das Friedrich II. 1763 erließ. Gesetzlich wurde damit noch einmal die Schulpflicht bestätigt und vertieft. Es sah eine Schulpflicht von acht statt sechs Jahren vor. Der Unterricht sollte regelmäßig je drei Stunden vor- und nachmittags stattfinden, nach einem festen Lehrplan und mit ordentlich ausgebildeten Lehrer. Noch Anfang des 19. Jahrhunderts gingen nur knapp 60 Prozent der Kinder regelmäßig zum Unterricht. Das änderte sich erst, als die Kinderarbeit gesetzlich verboten wurde.
1804 gab es auf dem Territorium des preußischen Staats acht Universitäten.
| Universität                            | Studenten | Stand |
| -------------------------------------- | --------- | ----- |
| Universität Halle                      | 634       | 1802  |
| Universität Königsberg                 | 300       | 1802  |
| (Universität Erlangen)                 | 300       | 1801  |
| Universität Breslau                    | 239       | 1803  |
| (Talmudschule) Fürth                   | 200       | 1797  |
| Brandenburgische Universität Frankfurt | 180       |       |
| Alte Universität Duisburg              | 67        | 1804  |
| (Universität Erfurt)                   | 50        |       |

Zusätzlich gab es die Preußische Akademie der Künste und die Königlich Preußische Akademie der Wissenschaften zu Berlin, die als akademische Gelehrte Gesellschaften um 1700 in Berlin gegründet wurden und ein großes Renommee im internationalen Künstler und Wissenschaftsgefüge aufbauten.
Im Zuge der Preußischen Reformen kam es auch zur Reform des Bildungssystems, zu dem Wilhelm von Humboldt beauftragt wurde. Dieser legte ein liberales Reformprogramm vor, das die Bildung in Preußen völlig umkrempelte. Der Staat erhielt ein einheitliches, standardisiertes öffentliches Bildungssystem, das die aktuellen pädagogischen Entwicklungen aufnahm (Pestalozzis Pädagogik). Neben der Vermittlung von Fach- und technischen Fähigkeiten sollte vor allem die geistige Selbständigkeit der Schüler gefördert werden. Es entstand eine zentrale Abteilung auf Ministerialebene, die für die Erstellung von Lehrplänen, Lehrbüchern und Lernhilfen Zuständigkeit erhielt. Lehrerkollegien wurden gegründet, um für die chaotischen Grundschulen geeignetes Personal auszubilden. Es entstand ein standardisiertes System staatlicher Prüfungen und Inspektionen.
1810 folgte die Gründung der heutigen Humboldt-Universität zu Berlin, als Friedrich-Wilhelms Universität. Diese erlangte bald danach eine vorherrschende Stellung unter den protestantischen deutschen Staaten.
Die Ausweitung und Professionalisierung der Lehrerausbildung machte nach 1815 rasche Fortschritte. In den 1840er Jahren besuchten mehr als 80 Prozent der Kinder zwischen sechs und vierzehn Jahren eine Grundschule. Eine ähnlich hohe Quote erreichten zu der Zeit lediglich noch Sachsen und Neuengland. Entsprechend niedrig war auch die Analphabetenquote.
Preußens Bildungssystem und die Wissenschaftsförderung wurden seit dem frühen 19. Jahrhundert auch international als vorbildlich angesehen. Bewundert wurden die Effektivität, die breiten Zugangsmöglichkeiten und der liberale Ton der Einrichtungen. Den Kindern wurde bereits zu dieser Zeit beigebracht, ihre geistigen Fähigkeiten selbst einzusetzen, durch Lehrer, die sich dabei nicht mehr der klassisch-autoritären Mittel (Prügel) bedienten. Bestrafungen von Fehlverhalten oder Mittel der Angsterzeugung gehörten nicht mehr zum damaligen Erziehungsrepertoire des Lehrpersonals. Im zeitgenössischen Urteil internationaler Zeugen aus fortschrittlichen Gesellschaften überwog die Verwunderung über die zeitgleiche Existenz eines so fortschrittlichen pädagogischen Systems innerhalb eines despotischen Staatswesens.

### Kultur

Die Ankunft der Lustjacht „Friedrich“ am 8. März 1708 in Berlin war ein vielbeachtetes öffentlichkeitswirksames Ereignis. Die Jacht war eine von drei Lustjachten des Königs und soll 100.000 RT gekostet haben. Sie diente vor allem der Verherrlichung des preußischen Königtums, in dessen Dienste die Kulturwerke dieser Zeit gestellt wurden

Gemälde eines preußischen Hofmalers: „Sauhetze während einer Jagd Friedrich Wilhelms I. im Süden von Potsdam oder bei Wusterhausen im Herbst in den 1730ern“;
Grobheit, Unbeholfenheit und Ungerichtetheit kennzeichnen das frühe Entwicklungsstadium der preußischen Kunst, in einem Staat, der seinen Klimax noch nicht erreicht hatte

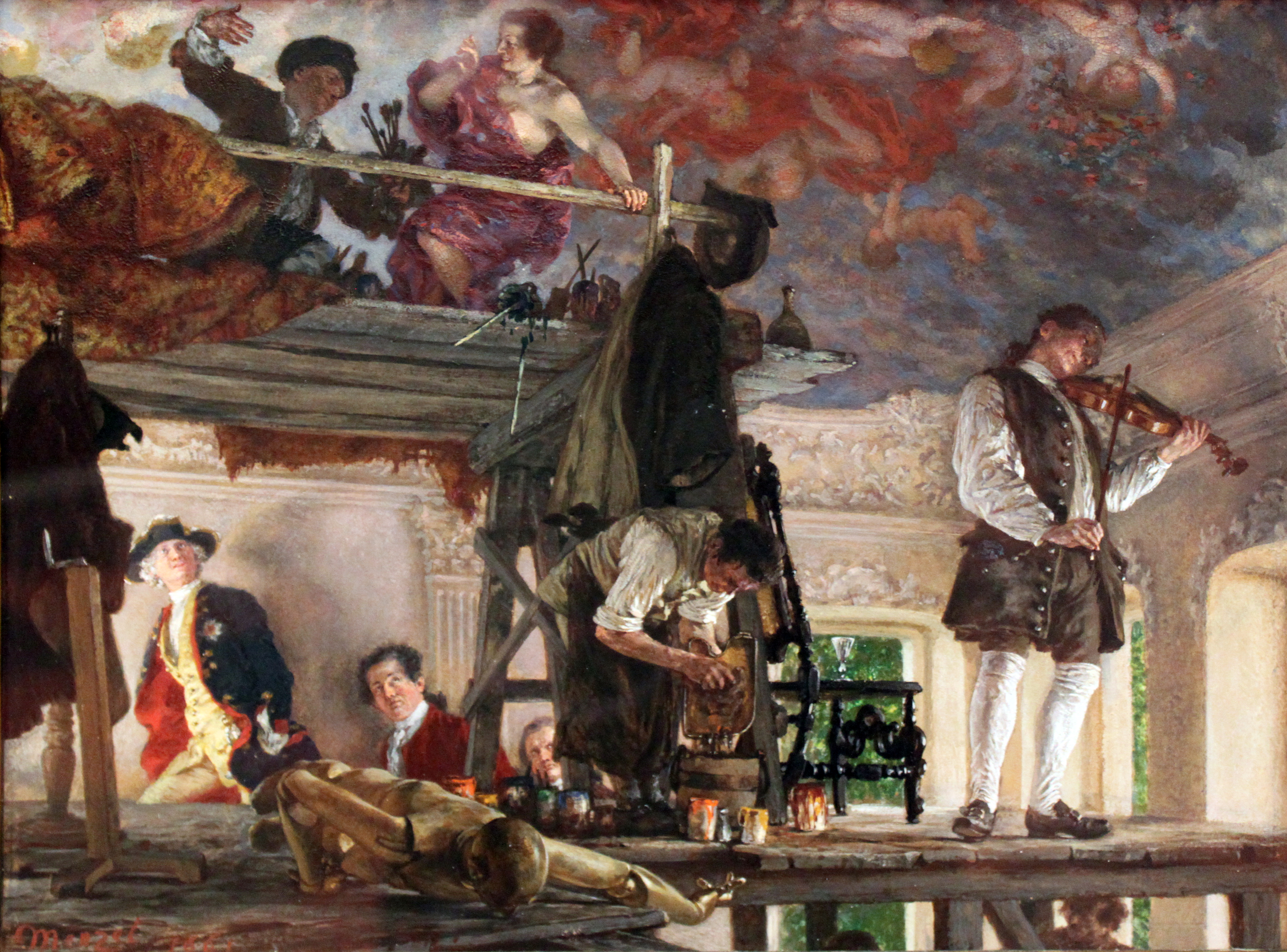
Gemälde von Adolph Menzel: Kronprinz Friedrich besucht den preußischen Hofmaler Pesne

#### Begriffsbestimmung
Zur preußischen Kultur werden die Kernbereiche Staatskultur (Gebäude, Denkmäler, Feiern), Kulturstaatlichkeit (Staatliche Förderung und Aufsicht in Schulen, Hochschulen, Museen, Theater usw.) und die staatsferne Zivilgesellschaft (Freie Kunstszene, Großstadtleben, Arbeiterbewegung) aber auch im weiteren Sinne die Bereiche Bildung, Wissenschaft sowie die christlichen Kirchen mit einbezogen.
Die Kultur in Preußen umfasste die geistigen und gesellschaftlichen Lebensformen, materiell wie immateriell. Der Kulturbereich war mehrfach untergliedert. Den Kern bildete der Hochkulturbereich, wozu die bildenden Künste (Malerei, Bildhauerei, Architektur) zählen. Ergänzend kommen Musik, Literatur sowie die Gesamtkunstgenres Theater, Oper dazu. Bildungs- und Wissenschaftsdisziplinen, Religion und Staatskultur (Gedenktage, Denkmäler, Rituale) vervollständigten den erweiterten Kulturbegriff.
Die Kultur Preußens gliederte sich in den Jahrhunderten in die europäisch dominierten Kunstepochen (Barock, Klassizismus, Sturm und Drang, Romantik, Biedermeier, Impressionismus, Historismus, Gründerzeit, Jugendstil, Expressionismus) aber auch nach regionalen Gesichtspunkten. Kultur und Kunst sollte Ausdruck und Weltdeutung schaffen und den Staat, Kirche oder soziale Gruppen repräsentieren.

#### Entwicklung
Das Gebiet Preußens galt im 17. Jahrhundert als kulturell zurückgeblieben gegenüber den anderen Reichsterritorien. Bis die Bürgerliche Klasse formiert war, gingen vornehmlich von der kleinen Schicht des Hochadels Kulturförderungen aus. Unter Friedrich Wilhelm von Brandenburg wurden bedeutende kulturelle Fortschritte erzielt, die sein Nachfolger Friedrich III./I. intensivierte. In der Bildnismalerei wirkte sich die Berufung von Antoine Pesne 1710 nach Berlin als Hofmaler entscheidend aus, da dieser in seiner 46-jährigen Wirkzeit zahlreiche Schüler ausbildete und überregional wirkte. Das erste öffentliche Denkmal Berlins, das Reiterstandbild des Großen Kurfürsten wurde zu einem Hauptwerk der Barock-Plastik.
Nach der ersten kulturellen Blüte zur Anfangszeit des preußischen Königtums unter Friedrich I. erfolgte 1713 unter dem Nachfolger Friedrich Wilhelm I. ein abrupter Einschlag allen kulturellen Lebens, der bis 1740 anhielt. Militärisches drang in das gesamte kulturelle Leben ein. Die Bildnismalerei in Preußen entwickelte sich stark zurück. Die Mittelmäßigkeit der Kunstwerke des Hofmalers Dismar Degen waren stilprägend für den gesamten Kunstsektor Preußens dieser Zeit. Mit Herrschaftsantritt Friedrichs II. entfaltete sich wieder eine höhere Kultur im preußischen Staat. Friedrich II. forcierte den Auftrag des Staates zur Hebung der Landeskultur und bediente gleichzeitig das eigene monarchische Repräsentationsbedürfnis. In den 1740er Jahren entstand die erste Oper Preußens, die Königliche Hofoper zu Berlin, später ergänzt um eine königliche Bibliothek als Bestandteil des Forum Fridericianum in Berlin. Die Pläne für den Platz wurden in der sich formierenden preußischen Öffentlichkeit über Publikationen in den Berliner Zeitungen und bei Gesprächen der Salons diskutiert. Der zentralste Platz Preußens wurde ein Residenzplatz ohne eine Residenz, wodurch er sich von anderen europäischen Schlossplätzen unterschied. Mit dieser herausgehobenen stadtplanerischen Anlage verdeutlichten die Macher, das die Repräsentation des Staates von der der preußischen Dynastie entkoppelt war.
In der Herrschaftszeit Friedrichs II. entstand eine regionale Ausprägung des Rokoko, die als friderizianisches Rokoko bezeichnet wird. Die Dekorationen sind im Vergleich zum Stil der Zeit meist zurückhaltender, zierlicher und eleganter und gehen auf die Arbeiten des Stuckateurs und Bildhauers Johann August Nahl und des Baumeisters Georg Wenzeslaus von Knobelsdorff zurück.
Der Staat Preußen unterhielt fortan eine Hofkapelle auf dem finanziellen Niveau einer mittelgroßen Macht. Der Residenzenausbau im Berliner Raum wurde intensiviert. In Berlin entstanden dutzende neue auf Repräsentation und Prachtentfaltung ausgerichtete Stadtpalais. Neue Theatergebäude, wie kurzzeitig das französische Komödienhaus oder das königliche Schauspielhaus in Potsdam entstanden.
Mit den Friedensjahrzehnten, die nach 1763 folgten, begann in Preußen eine kulturelle Blüte. Sie setzte sich unter Förderung der folgenden Könige tendenziell verstärkend auch nach 1800 fort. Berlin wurde neben Weimar und als dessen Nachfolge wichtigstes geistig-kulturelles Zentrum Deutschlands.
Andreas Schlüter eröffnete, die Hofbaumeister Johann Friedrich Grael und Philipp Gerlach prägten, Carl Gotthard Langhans und Friedrich Gilly vollendeten den preußischen Stil. Die Einflüsse des preußischen Staats durch die Regierungspolitik auf die Gesellschaft formten die Ausprägungen und Bildung kultureller Formen mit. Dementsprechend wirkte sich auch der Militarismus, das preußische Beamtentum mit seinen postulierten Tugenden und Kants Philosophie auf die Ausprägung des preußischen Stils aus. Darin drückte auch der maskuline Charakter des preußischen Staats, verstanden als Vaterland aus.
Für die Gesamtheit der kulturellen Erscheinungen in Preußen für die Zeit des Klassizismus gilt der Begriff Preußische Klassik. Das Entstehen der Preußischen Klassik hing zeitlich eng mit der politischen Expansion des Machtstaats Preußen zusammen. Diese generierte die Mittel aber auch den zunehmenden Bedarf und Anspruch auf eine angemessene kulturelle Ausdrucksform der hinzugewonnenen Möglichkeiten und des erhöhten Status. Nach der einflussreichen Programmschrift des Kunsthistorikers Arthur Moeller „Der Preußische Stil (1916)“ war für ihn die Preußische Klassik subsumierter Anspruch (der herrschenden Eliten), aus der Idee einer «vornehm-spartanischen Lebensart», künstlerische Ausdrucksformen zu entwickeln. Daraus entstanden beispielsweise die in der Kunstwelt sowohl als «geschmackvoll» aber auch «karg» (oder „edelkalte“ Formen) geltenden Landschlösser und Herrenhäuser der Mark Brandenburg.
Architekturgeschichtlich gipfelte der sowohl politisch als auch kulturell zu verstehende Anspruch der Preußischen Klassik in der Nachahmung einer neuen Dorischen Ordnung ähnlich dem Antiken Vorbild. Die Nordgriechischen Dorer galten ähnlich wie der preußische Staat in ihrer zivilisatorischen Frühphase ebenso in kultureller Hinsicht der übrigen griechischen Welt unterlegen und setzten eher auf harte, kriegerische Politikmittel, die ihnen die Eroberung des Antiken Griechenlands ermöglichte. Die angenommenen historischen Parallelen zwischen Dorern und Altpreußischem Staat, die kurzgefasst nach zeitgenössischer (preußischen) Erklärungsmustern, «mit wenig mehr als unfruchtbaren Boden, Willenskraft und Organisationstalent eine Großmacht formten», führte zu spiegelbildlichen Wiedererkennungswirkungen zeitgenössischer Akteure in kulturellen Bereichen Preußens. Die so versinnbildlichte Vorbildwirkung Dorischer Kunst führte zu intensiven künstlerischen Bezugnahmen und Nachahmungen in den künstlerischen Werken in Preußen.
In der Bildhauerei entstand 1785 die Strömung der Berliner Bildhauerschule. In der Literatur taucht für diese Phase der Begriff Berliner Romantik auf. Bedeutende Einzelpersönlichkeiten auf kulturellem-gesellschaftlichem Gebiet in Preußen wurden u. a. Karl Friedrich Schinkel, Albert Dietrich Schadow, Wilhelm und Alexander von Humboldt, Johann Gottlieb Fichte, Georg Wilhelm Friedrich Hegel, Friedrich Carl von Savigny, Heinrich von Kleist, Christian Friedrich Tieck, E.T.A. Hoffmann (Berliner Romantik). Die vielfach gebrauchte Bezeichnung von Spree-Athen für Berlin beschreibt den damaligen in Preußen herrschenden kulturellen Geist.

## Wirtschaft

### Nationaleinkommen
Nach zeitgenössischen Schätzungen lag das Nationaleinkommen Preußens 1804 bei 248 Millionen RT. Davon wurden 41 Millionen RT im manufakturgeprägten Gewerbesektor (unter Ausschluss des Handwerks) erwirtschaftet und weitere 43 Millionen RT in der zunftgeprägten Bierbrauerei und Branntweinbrennerei.
Das Nationaleinkommen Preußens wuchs zwischen 1871 und 1914 viermal stärker als die Bevölkerung dieser Zeit, wodurch sich das durchschnittliche Nettosozialeinkommen pro Kopf deutlich erhöhte. 1913 wiesen im Reich lediglich Hamburg und Sachsen noch höhere Einkommenswerte pro Kopf auf als Preußen.

### Wirtschaftssektoren

#### Landwirtschaft
Preußens Wirtschaftsstruktur wies um 1800 typische Charakteristiken eines Agrarstaats auf. Es dominierte der Anbau von Getreide, besonders Weizen, Roggen, Gerste und Hafer. Ebenso wurden um 1800 Hülsenfrüchte, Flachs, Färberkrapp und Tabak angebaut. Auch eine intensive Holzwirtschaft wurde betrieben. Daneben betrieb die Landbevölkerung ausgedehnte Viehwirtschaft. 10,2 Millionen Schafe der Schafzucht generierte im Jahr 1.000 Tonnen Wolle, die zur Textilherstellung weiterverarbeitet wurde. Der Gesamtbestand von 5,06 Millionen Rindtieren, 2,48 Millionen Schweinen nebst Kleinvieh diente unter anderem der Fleischproduktion. 1,6 Millionen Pferde wurden für die Wirtschaft und die Armee gehalten. Es gab insgesamt drei königliche Gestüte in Trakehnen, Neustadt an der Dosse und Triesdorf.
Die 1769 gegründete Emder Heringsfischerei-Gesellschaft betrieb Loggerfischerei und setzte um 1800 über 50 Büsen nebst zwei Jagdschiffen ein.
| Sorte  | Ernte in t | Eigenverbrauch in t |
| ------ | ---------- | ------------------- |
| Weizen | 400.000    | 280.000             |
| Roggen | 2.000.000  | 1.900.000           |
| Gerste | 1.100.000  | 1.020.000           |
| Hafer  | 1.300.000  | 1.200.000           |

Die Getreideüberschüsse wurden zumeist nach Westeuropa exportiert. Zusammengenommen produzierte Preußen um 1800 eine Gesamtmenge von rund 4,8 Millionen Tonnen Getreide. Das rund neunmal bevölkerungsreichere Deutschland produzierte 2016 45,3 Millionen Tonnen an Getreide auf einer ähnlich großen Staatsfläche.
Die Umstände der Durchsetzung des Kartoffelanbaus in Preußen wurden zu einer historischen Legende stilisiert und halten im kollektiven Erinnerungsgedächtnis der heutigen Bewohner an.
An natürlichen Ressourcen verfügte Preußen über Salz, das 1800 in 14 Salzbergwerken gefördert wurde. Daneben wurde Alaun gefördert. Steinkohle wurde um 1800 hauptsächlich in Westfalen (50 Prozent der Gesamterzeugung) in 135 Zechen und in Schlesien (33 Prozent der Gesamterzeugung) gewonnen.
An Baumaterialien wurden Ummendorfer Sandstein, Bebertaler Sandstein, Rüdersdorfer Kalkstein, Prieborner Marmor, Groß-Kunzendorfer Marmor und weitere gefördert.

#### Tertiärer Sektor: Handel, Banken und Dienstleistungen
In den ersten Jahrzehnten der Monarchie stand der preußische Handel auf einem niedrigen Entwicklungsniveau. Einen überregional bedeutenden Großhandel gab es nur in den wenigen Kapitalen des Staates, vornehmlich Berlin, Königsberg und Magdeburg. Der Landtransit zwischen Westen und Osten war bedeutender als der Austausch über Seehäfen. Eine eigene Seeschifffahrt von übergeordneter Bedeutung existierte noch nicht. Die staatliche Handelspolitik begann eine Schutzzoll- und Privilegienpolitik (Monopolrechte) zur Förderung des einheimischen Gewerbes.

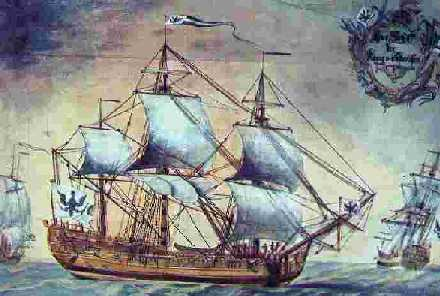
Die „König von Preußen“, das erste Schiff der Königlich Preußisch-Asiatischen Compagnie von Emden

Die Geldwirtschaft entwickelte sich erst langsam. Preußens weite ländliche Teile waren im 18. Jahrhundert noch nicht an die wenigen geldwirtschaftlichen großstädtischen Zentren angeschlossen, sondern betrieben weiterhin ihre eigene extensive naturalwirtschaftliche Ackerbau-, Weide- und Waldwirtschaften.
Bereits in den 1670er und 1680er Jahren hatte Brandenburg-Preußen mit der Brandenburgisch-Afrikanischen Kompanie versucht am Dreieckshandel mit Sklaven im Atlantik teilzunehmen, war aber auf Dauer dem europäischen Konkurrenzdruck nicht gewachsen. Friedrich II. versuchte in den 1740ern Handelsverträge mit Spanien und Frankreich zur Förderung des schlesischen Leinenexports zu schließen, hatte damit aber keinen Erfolg. In dieser Situation ließ er die Asiatische Kompanie in Emden gründen, die den Handel mit China aufnahm. Vier nach Kanton entsendete Schiffe kehrten mit Ladungen an Seide, Tee und Porzellan zurück. Der 1755 ausbrechende Seekrieg beendete aber nach wenigen Jahren die Aktivitäten der Überhandelsgesellschaft aus Mangel am Schutz durch eine eigene Seekriegsflotte, die sich die Landmacht Preußen nicht leisten konnte.
Die Hofbankiers das Bank- und Handelshaus Splitgerber & Daum und die (Berliner) Juden beherrschten die Finanzgeschäfte Preußens im 18. Jahrhundert. Die jüdische Gemeinde zu Berlin bestand um 1750 aus 2200 Personen in 320 Familienhaushalten. 78 Prozent der meist reichen jüdischen Haushaltsvorstände Berlins waren im Handelsgeschäft aktiv. 119 Vorstände arbeiteten im Großhandel als Geldverleiher, Geldhändler, Wechsler, Münzlieferanten, Bankiers, 42 arbeiteten als Pfandleiher und 28 als Kommissionswaren-, Messe- und Weinhändler. Bedeutender Finanzier war Veitel Heine Ephraim und Daniel Itzig. Staatliche Aktivitäten im öffentlichen Finanzwesen fanden zunächst überhaupt nicht statt.

### Wirtschaftsgeschichte

#### Wirtschaftliche Expansion unter König Friedrich-Wilhelm I. (1713–1740)
In der Regierungszeit des Soldatenkönigs stand das „Plusmachen“, also das Streben nach dauerndem wirtschaftlichen Gewinn, im Mittelpunkt der Wirtschaftspolitik. In seiner Herrschaftszeit erreichte Preußen ökonomische Stabilität und Prosperität. Erst die Grundlage eines geordneten Staatshaushalts ermöglichte den Aufstieg zu einer der Wirtschaftsmächte Deutschlands im 18. Jahrhundert und ließ die militärische Expansion seines Sohnes, Friedrich II., in den darauffolgenden Jahrzehnten denkbar werden.

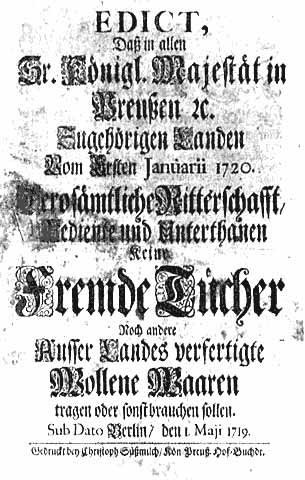
Königliches Verbot, im Ausland hergestellte Textilien zu tragen, Berlin 1719

Ein Motor der positiven Entwicklung der zentralisierten Wirtschaft war die preußische Armee, welche versorgt werden musste. 1713 gründete Friedrich Wilhelm I. in Berlin mit dem Königlichen Lagerhaus eine Tuchmanufaktur, die 1738 4.730 Menschen beschäftigte. 1717 wurde durch die Ansiedlung von Webern in Luckenwalde der Grundstein für die dortige Textilindustrie gesetzt. Mit einem Ausfuhrverbot für die heimische Wolle im Jahre 1718 sicherte der König die Weiterverarbeitung in seinen Landen.
In Spandau und Potsdam entstand ab 1722 eine Gewehrmanufaktur. Die benötigten Facharbeiter wurden vor allem in Lüttich, einem Zentrum der Waffenherstellung, angeworben. Für den Nachwuchs sorgte unter anderem das im selben Jahr gegründete Große Militärwaisenhaus in Potsdam.
Betreiber der Gewehrfabrik war das mit königlichen Privilegien ausgestattete Handelshaus Splitgerber & Daum, das weitere metallverarbeitende Manufakturen pachtete und zum größten Waffenproduzenten Preußens wurde. Abnehmer der Waffen war überwiegend die preußische Armee.
Für den zivilen Bedarf produzierte das Handelshaus Kupferbleche (Dacheindeckung), Kupferkessel (Brauereien, Siedereien), Messingteile (Behälter, Beschläge, Scharniere) und Eisen- und Stahlerzeugnisse (Bohrer, Scheren, Messer).
Ab 1716 nahm die königliche Deichkommission für die Oder ihre Arbeit auf. Die Entwässerung von Havelländischem und Rhinluch (nordwestlich von Nauen) brachte guten Gewinn an relativ ertragreichem Boden. Glaubensflüchtlingen aus dem Franken- und Schwabenland wurden Siedlungsplätze in menschenarmen Gegenden in der Uckermark zugewiesen, um diese urbar zu machen.
Um die Gewerbetätigkeit zu kontrollieren, wurde 1733 seitens des Königs eine Handwerksordnung erlassen, die alle Zünfte der Staatsaufsicht unterstellte, ihre Rechte stutzte, die Verbindung zu Nachbarstaaten untersagte und das Wandern der Gesellen kontrollierte.
Der wirtschaftliche Aufschwung war anhaltend, denn die Förderung beschränkte sich nicht mehr in erster Linie auf die hofzentrierten Wirtschaftszweige – wie unter Friedrich I. –, sondern weit über den Radius der Residenzen hinaus, und konzentrierte sich im militärischen Bereich, der fast überall im altpreußischen Staat vorhanden war.

#### Kriegswirtschaft, Krisen und wirtschaftliche Genesung (1740–1806)
Die infolge der kostspieligen Kriege (1740–1742, 1744–1745, 1756–1763) in der zweiten Hälfte des 18. Jahrhunderts unter Friedrich II. weitgehend zerrüttete preußische Wirtschaft gewann mit der Eroberung Schlesiens eine wirtschaftlich bedeutsame Region (Textilgewerbe, Bodenschätze) hinzu. Fortschritte wurden außerdem durch die Trockenlegung und Urbarmachung des Oderbruchs, des Netzebruchs und des Warthebruchs und die Ansiedlung einer großen Zahl von Bauern und Handwerkern erzielt. Der König förderte den Ausbau von Wasserstraßen, wie die Verbindung Berlins mit Stettin durch den Finowkanal, den Bromberger Kanal, die Regulierung der Netze und im Westen die Ruhrkanalisierung. Das Straßennetz blieb aber in einem schlechten Zustand; wegen zu hoher Kosten konnte der Bau von festen Straßen erst nach dem Tod Friedrichs des Großen begonnen werden.
Durch systematisches Anlegen von Getreidemagazinen gelang es, die Getreidepreise auch in Notzeiten zu kontrollieren. Friedrich II. förderte auch besonders die Seidenindustrie. Dazu wurden zahlreiche Fabrikanten, Facharbeiter und Spezialisten nach Preußen geholt und inländische Arbeiter und Hilfskräfte ausgebildet. Das gelang mit Hilfe von Geschenken, Vorschüssen, Privilegien, Stuhlprämien, Exportprämien, Lehrlingsgelder, Abgabenfreiheit für Rohmaterialien sowie Einfuhrverbot ausländischer Produkte. Hierdurch konnte sowohl der Landesbedarf an Seide gedeckt, als auch ein Überschuss für den Export erwirtschaftet werden. Auch die Baumwollindustrie, die noch unter König Friedrich Wilhelm (1713–1740) verboten war, um die eigene Wollweberei nicht zu gefährden, wurde gefördert. 1742 entstand die erste Baumwollfabrik, 1763 gab es in Berlin bereits zehn Baumwollfabriken. Im Vergleich zur Seidenindustrie kam dieser Wirtschaftszweig fast ohne staatliche Unterstützung aus. 1763 wurde die Berliner Porzellanmanufaktur KPM vom preußischen Staat gekauft.
Der König ließ auch mehrere Fabrikanlagen, für die private Unternehmer das Wagnis nicht eingehen wollten, auf eigene Kosten errichten:
- Uhrenfabrik zu Berlin und Friedrichsthal (1781 für 141.235 Taler)
- Papierfabrik in Spechthausen (1781 für 56.000 Taler)
- Berliner Lackierfabrik (56.000 Taler)
- Garnfärberei in Caputh (1765 für 30.000 Taler)

Mit den im Land hergestellten Manufaktur- und Handwerkswaren konnte nahezu die gesamte inländische Nachfrage befriedigt und außerdem ein größerer Export erzielt werden, womit die notwendige Rohstoffeinfuhr fiskalisch mehr als ausgeglichen werden konnte. Die Handelsbilanz – 1740 noch mit einer halben Million Talern im Defizit, 1786 mit drei Mio. Talern im Überschuss – wurde unter Friedrich dem Großen erstmals positiv gestaltet.
In der Zeit nach dem Tod von Friedrich II., von 1786 bis 1806, gab es Auseinandersetzungen in Preußen zwischen den Befürwortern des herrschenden Merkantilsystems und den Verfechtern der neu aufkommenden liberalen Strömungen. Unter Friedrich Wilhelm II. begnügte man sich damit, einige der protektionistischen Schranken und Verbote abzubauen:
- Beseitigung von Monopolen (Tabaksadministration, Kaffeebrenn-Monopol, Zuckersiederei-Monopol) und gleichzeitiges Verbot neuer Monopole
- Aufhebung von Zöllen und Akzisen (Seide, Baumwolle, Garn, Häute)
- Beseitigung der verhassten französischen Regie (eine mit französischen Beamten besetzte Behörde der Finanzverwaltung, die in der Bevölkerung sehr unbeliebt war)

Unter diesem gemilderten Protektionismus erlebte die preußische Wirtschaft einen, im Zuge einer guten äußeren Konjunktur, bedeutenden Aufschwung. Preußen hatte in den eineinhalb Jahrhunderten zwischen dem Ende des Dreißigjährigen Krieges 1648 und dem Beginn der Napoleonischen Kriege 1806 deutliche wirtschaftliche Fortschritte erreicht. Der modernste Staat des 17. und 18. Jahrhunderts gehörte um 1800 auch ökonomisch zu den am stärksten entwickelten Staaten Europas. Gleichwohl arbeitete um 1800 immer noch die Mehrheit der erwerbstätigen Menschen in Preußen in der Landwirtschaft.

#### Wirtschaftsreformen, Technisierung, industrielle Revolution (1807–1871)

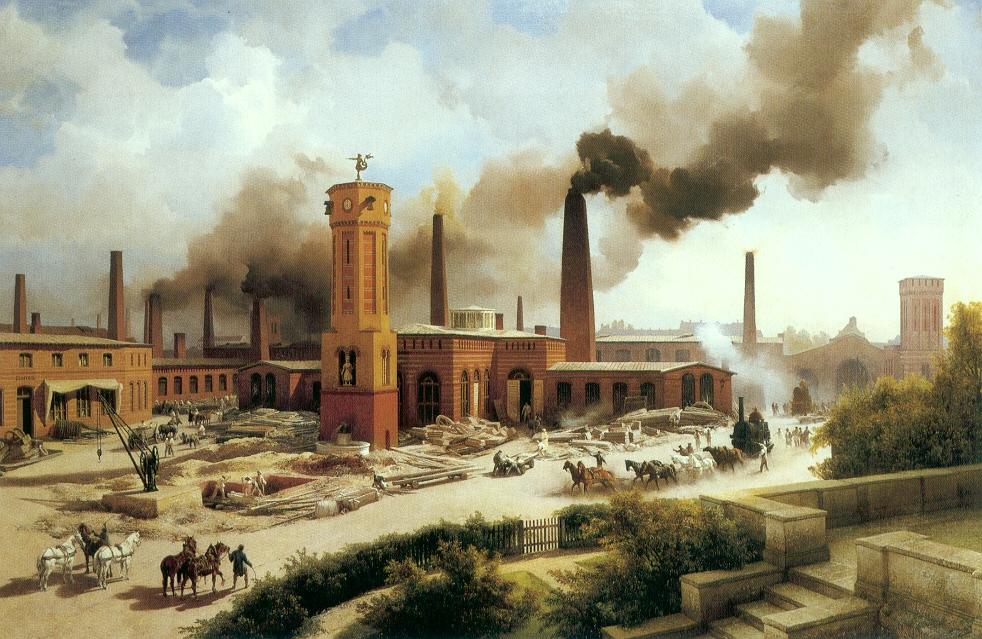
Lokomotivfabrik von August Borsig, Berlin um 1847

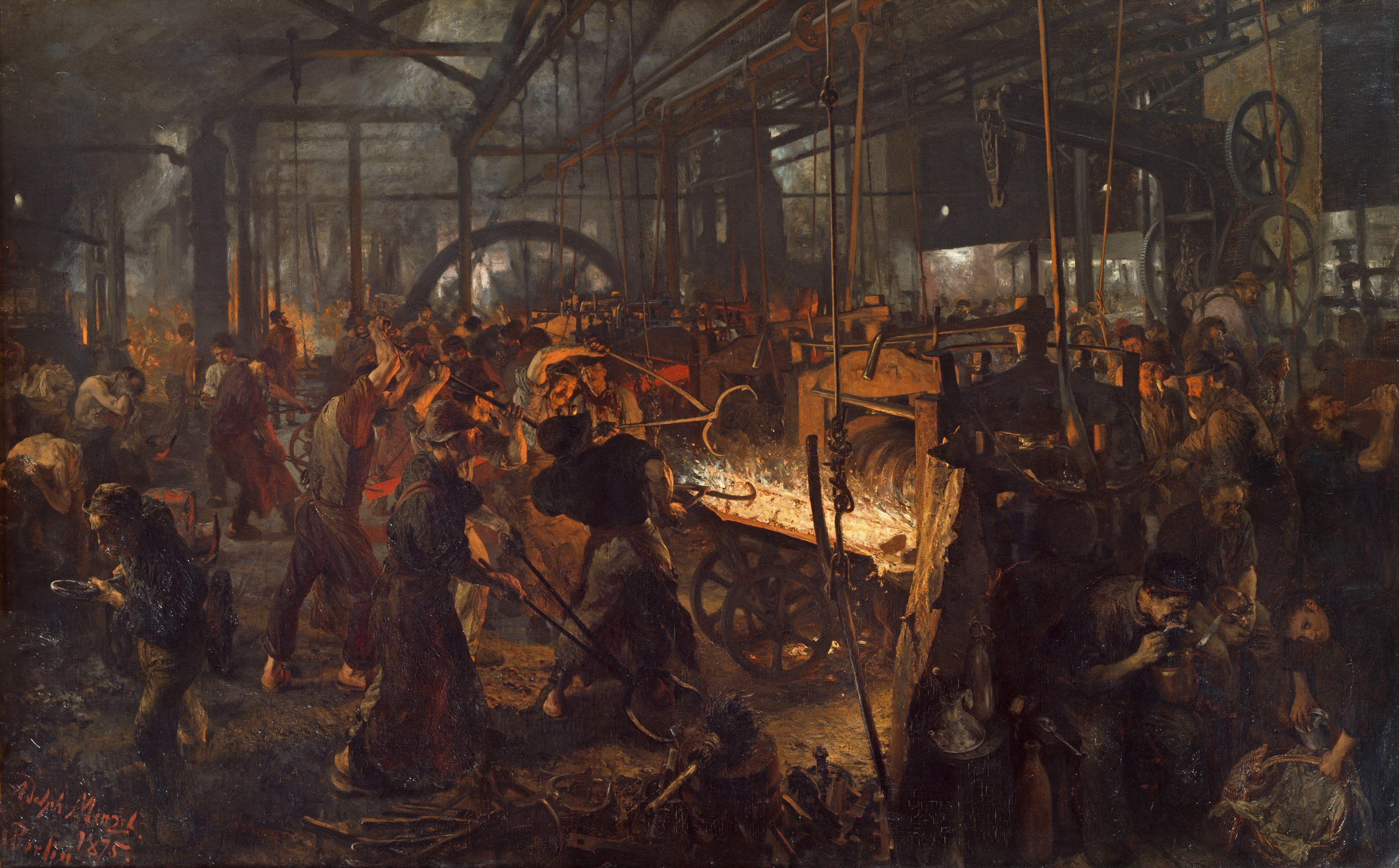
Das Gemälde Eisenwalzwerk (Moderne Cyklopen) zeigt eine Fabrikhalle in Deutschland während der Hochindustrialisierung, um 1875

Die Katastrophe der napoleonischen Besetzung 1807 brachte Preußen auch wirtschaftlich an den Rand des Zusammenbruchs. Insofern waren die Reformgesetze der Zeit nach 1806, was ihre wirtschaftlichen Bereiche und Folgen betraf notwendig, um den Staat wirtschaftlich und finanziell am Leben zu erhalten und um einen späteren Befreiungskrieg möglich zu machen. Die preußische Wirtschaftsreform nach 1806 gehörte zu den erfolgreicheren Neuerungsmaßnahmen der preußischen Reformen zu Beginn des 19. Jahrhunderts.
Die nominelle Bauernbefreiung war die Voraussetzung für den wirtschaftlichen Aufschwungs der nächsten Jahrzehnte in Preußen. Gleiches galt für die Gewährung der vollständigen Gewerbefreiheit, da diese überhaupt erst die Mobilität großer Menschenmassen, die Bewegung der ländlichen Bewohner Preußens in die wachsenden Industriestädte des Landes möglich gemacht hatte. Die preußische Staatsverwaltung ihrerseits erreichte mit einigen wichtigen Maßnahmen, der zu diesem Zeitpunkt darniederliegenden Wirtschaft des Landes auf die Beine zu helfen.
Preußen verwirklichte mit dem Handels- und Zollgesetz vom 26. Mai 1818 ein eigenes einheitliches Zollgebiet ohne Binnenzölle.
Nachdem alle innerstaatlichen Handelsschranken in Preußen gefallen waren, wurde auf Initiative Preußens 1834 der Deutsche Zollverein gegründet. Preußen hatte – unter anderem wegen seines zersplitterten Staatsgebiets – ein Eigeninteresse daran, die Zollgrenzen im Deutschen Bund abzuschaffen. Diese Maßnahme beflügelte den innerdeutschen Handel und trug zum Wirtschaftswachstum der folgenden Dekaden maßgeblich bei.
Im Zuge der Industrialisierung wurde eine Anzahl von Land-, Wasserwegen und Kanälen gebaut, welche quer durch Deutschland den Westen mit dem Osten verbanden. Im Oberland West- und Ostpreußens entstand der Oberländische Kanal, der die Ostsee und Elbing im Norden mit Masuren im Süden verband. Mit der 1865 erfolgten Gründung der Königlich Preußischen Elbstrom-Bauverwaltung wurde die Elbe in sechs Kreise eingeteilt, die den Brücken- und Kanalbau, die Fähren, Mühlen, Hafenanlagen und Deiche zu überwachen hatten. Vormals unbedeutende Regionen (Ruhrgebiet, Saargebiet und Oberschlesisches Industriegebiet) entwickelten sich in der Zeit nach 1815, durch die Ausbeutung von Kohlevorkommen und den späteren Eisenbahnbau zu prosperierenden Zentren von Montanindustrie und Maschinenbau. Damit wuchs das wirtschaftliche Gewicht Preußens gegenüber Österreich im Deutschen Bund.
Im Eisenbahnbau hinkte Preußen lange Zeit international hinterher. Dies hatte auch für seine Wirtschaft Folgen. So kam es, dass amerikanisches Getreide, englische und belgische Kohle und Roheisen und andere Artikel preiswerter als die heimischen Erzeugnisse waren. Dies lag daran, dass es in England, Belgien und in den USA bereits effiziente Eisenbahnnetze für den Massengütertransport gab. Erste größere private Eisenbahnen wurden daher 1837 mit der Rheinischen Eisenbahn-Gesellschaft (Köln – Aachen – belgische Grenze) und 1843 mit der Köln-Mindener Eisenbahn-Gesellschaft vom Rheinland bis zu den schiffbaren Häfen in Minden (mit Zugang zu den bremischen Häfen) angelegt. Der Staat Preußen selbst wurde im Eisenbahnbau 1850 mit der Westfälischen Eisenbahn und der Preußischen Ostbahn sowie 1875 mit der Berliner Nordbahn tätig. In der Folge wurden zunehmend private Eisenbahnen durch finanzielle Unterstützung, durch Aufkauf oder durch Enteignung (nach dem Preußisch-Österreichischen Krieg 1866) der staatlichen Regie unterworfen.
Obwohl Preußen in wirtschaftlicher Hinsicht in der ersten Hälfte des 19. Jahrhunderts zu einer Großmacht aufstieg, war der Hohenzollernstaat bis weit in das 19. Jahrhundert hinein agrarisch geprägt.
| Jahr | Steinkohle    | Roheisen     | Stahl        | Eisenbahnnetz |
| ---- | ------------- | ------------ | ------------ | ------------- |
| 1815 | 998.000 t     | –            | –            | –             |
| 1825 | 1.292.000 t   | 40.837 t     | –            | –             |
| 1835 | 1.709.000 t   | 65.591 t     | –            | –             |
| 1845 | 3.564.000 t   | 85.100 t     | –            | 845 km        |
| 1850 | 4.419.000 t   | 135.000 t    | 149.300 t    | 3.144 km      |
| 1855 | 8.670.000 t   | 301.400 t    | 317.400 t    | 4.353 km      |
| 1865 | 18.592.000 t  | 772.000 t    | 611.000 t    | 7.647 km      |
| 1875 | 33.520.000 t  | 1.393.000 t  | 1.346.000 t  | 13.703 km     |
| 1885 | 52.977.000 t  | 2.664.000 t  | 2.348.000 t  | 22.201 km     |
| 1895 | 72.751.000 t  | 3.778.000 t  | 4.346.000 t  | 26.700 km     |
| 1905 | 113.188.000 t | 7.106.000 t  | 8.557.000 t  | 32.367 km     |
| 1913 | 180.057.000 t | 12.260.000 t | 11.860.000 t | 36.032 km     |

#### Wirtschaft im Deutschen Kaiserreich (1871–1918)
Obwohl die politische Bedeutung Preußens im neugegründeten Deutschen Kaiserreich seit 1871 sank, stellte Preußen immer noch das wirtschaftlich mächtigste Land des Kaiserreiches dar. Das in Preußen gelegene Rheinland, Berlin sowie Schlesien, die Provinz Sachsen und die Rhein-Main-Region waren denn auch die wichtigsten Wirtschaftszentren des Reiches. Die Industrialisierung in Preußen nahm auch im Kaiserreich nach 1871 stetig zu. Dies zeigte der Anstieg des Erwerbstätigenanteils, die in der Industrie, Handwerk und Bergbau beschäftigt waren. So stieg dieser Erwerbstätigenanteil im Sekundärsektor und Bergbau zwischen 1871 und 1907 von 30,4 % auf 42,8 % an.
Allerdings verlief dieser Prozess regional unterschiedlich: In der Provinz Ostpreußen nahm der Anteil des Sekundärsektors und des Bergbaus von 1871 bis 1907 nur von 16,1 % auf 20,4 %, in der Rheinprovinz dagegen von 41,3 % auf 54,5 % zu. Allerdings lag der Industrialisierungsgrad Gesamt-Preußens lange Zeit noch unter dem Reichsdurchschnitt.
Im Jahre 1913 wurde in Preußen 62 % des Nettonationaleinkommens des Deutschen Reiches erwirtschaftet. Die Zahl entsprach genau dem Anteil der preußischen Bevölkerung an der gesamten Reichsbevölkerung.
Ab 1880 bis 1888 erfolgte die Verstaatlichung der meisten Privatbahnen. Am Ende des Ersten Weltkrieges bildeten die staatlichen preußischen Eisenbahnen ein 37.500 km großes Eisenbahnnetz. Die regelmäßigen Mehreinnahmen der Preußischen Staatseisenbahnen dienten auch dazu, den Staatshaushalt auszubalancieren.

## Historische Geografie

### Überblick

Das norddeutsche Tiefland ist ein Teilbereich des mitteleuropäischen Tieflandes (grüne Flächensignatur), das sich von Belgien im Westen bis nach Polen im Osten erstreckt

Die einzelnen Landesteile Preußens waren landschaftlich, gesellschaftlich und strukturell sehr unterschiedlich. Zwischen der Stadt Memel im Osten und der westlichsten preußischen Stadt Geldern lagen 1080 Kilometer Luftlinie. Zwischen Memel im Norden und dem schlesischen Pless im Süden betrug die Entfernung in Luftlinie 655 Kilometer.
Die bedeutendsten Nachbarstaaten im Osten waren Polen-Litauen und ab 1720 das russische Kaiserreich. Bis 1815 hatte Preußen eine Landgrenze mit Schweden, mit Dänemark war es ab 1866 benachbart. Zum Kaisertum Österreich gab es über Schlesien eine direkte Landverbindung. Im Westen hatte Preußen eine direkte Grenze zu den Niederlanden, Belgien, Luxemburg und Frankreich.
Die westlichen preußischen Provinzen waren eher gewerblich und städtisch geprägt, die östlichen Provinzen dagegen agrarisch mit minderprivilegierter, bäuerlicher Bevölkerung. In der strukturschwachen östlichen Region waren städtische Zentren selten. Wirtschaftliche Kernregionen waren der Berliner Raum, Schlesien als gewerbezentrierte Region und seit 1850 stark anwachsend das Rhein- und Ruhrgebiet. Bedeutende Rohstofflager gab es im Ruhrgebiet und im Schlesischen Montanrevier.
Geografisch ist der überwiegende Teil des Staatsgebiets der Norddeutschen Tiefebene zuzuordnen. Die Ostsee bildete für den preußischen Staat eine bedeutende und lange maritime Nordgrenze. Die Teilnahme am Ostseehandel aber auch am kontinentalen Ost-West Handel (u. a. über die Via Regia, Leipziger Messe, Messe Frankfurt an der Oder) war für den preußischen Staat von grundlegendem wirtschaftlichen Interesse.
Das Territorium zerfiel einerseits in mehrere voneinander isolierte Gebietsblöcke und war zeitlich von einer starken Veränderungsdynamik geprägt. Viele spätere Territorien Preußens wechselten ihre Staatsangehörigkeit im Zuge von Kriegsniederlagen fremder Mächte oder der Übertragung von Erbschaftsansprüchen, Kauf oder im diplomatischen Tausch gegen andere Territorien in den Besitz Preußens.
Vier wesentliche geografische Blöcke mit ähnlichen soziokulturellen Zusammenhängen formten die altpreußische Monarchie bis 1806. Dies war zunächst das Kerngebiet Preußens mit den mittleren Provinzen um die Mark Brandenburg, dann die östlichen Provinzen mit ihren ideellen Zentrum in Königsberg, der Nordwesten mit verschiedenen kleineren Landesteilen kam seit Anfang des 17. Jahrhunderts in den Besitz der Hohenzollerndynastie. Die südlichen Provinzen bildeten eine kurz währende Ausnahmeerscheinung des preußischen Staatsgebiets. Diese Territorien wurden bereits 1805 im Tausch gegen Kurhannover wieder abgetreten, das ebenso binnen Jahresfrist wegen der Kriegsniederlage gegen Frankreich abgetreten wurde.
| Provinzgruppe        | Nummer | Provinz                                                   | Anfall     | Abgang            | km²     | EW        | EW/km² | Städte | Städte >5.000 EW | Städte 2.000–5.000 EW | Städte <2.000 EW |
| -------------------- | ------ | --------------------------------------------------------- | ---------- | ----------------- | ------- | --------- | ------ | ------ | ---------------- | --------------------- | ---------------- |
| Ost                  | 1.0    |                                                           |            |                   | 176.596 | 4.104.000 | 23,24  | 525    | 18               | 073                   | 434              |
|                      | 1.1    | (Alt-)Ostpreußen                                          | 1618       | 1945              | 039.424 | 0.990.000 | 25,11  | 067    | 06               | 025                   | 036              |
|                      | 1.2    | Neuostpreußen                                             | 1795       | 1807              | 051.240 | 0.877.000 | 17,12  | 129    | 0                | 008                   | 121              |
|                      | 1.3    | Westpreußen                                               | 1772/76    | 1920/45           | 032.256 | 0.817.000 | 25,33  | 094    | 06               | 018                   | 070              |
|                      | 1.4    | Südpreußen                                                | 1793       | z. T. 1807        | 053.676 | 1.420.000 | 26,46  | 235    | 06               | 022                   | 207              |
| Zentral              | 2.0    |                                                           |            |                   | 109.310 | 4.203.400 | 38,45  | 380    | 33               | 104                   | 243              |
|                      | 2.1    | Herzogtum Schlesien                                       | 1741       | 1945              | 040.656 | 2.047.000 | 50,35  | 147    | 11               | 043                   | 093              |
|                      | 2.2    | Mark Brandenburg                                          | 1415       | z. T. 1945        | 035.728 | 1.177.000 | 32,94  | 123    | 13               | 034                   | 076              |
|                      | 2.3    | Herzogtum Pommern                                         | 1648, 1721 | z. T. 1945        | 024.761 | 0.518.000 | 20,92  | 056    | 03               | 014                   | 039              |
|                      | 2.4    | Herzogtum Magdeburg mit Grafschaft Mansfeld               | 1648, 1680 | (z. T. 1807–1813) | 006.093 | 0.320.000 | 52,52  | 036    | 03               | 005                   | 028              |
|                      | 2.5    | Grafschaft Hohnstein, Fürstentum Halberstadt, Quedlinburg | 1648       | 1807–1813         | 002.072 | 0.141.400 | 68,24  | 018    | 03               | 008                   | 007              |
|                      | 2.6    | Fürstentum Erfurt und Eichsfeld                           | 1802       | 1806              | 002.716 | 0.158.000 | 58,17  | 009    | 03               | 003                   | 003              |
| Nord-West            | 3.0    |                                                           |            |                   | 017.645 | 0.873.000 | 49,48  | 104    | 08               | 021                   | 075              |
|                      | 3.1    | Grafschaft Kleve und Grafschaft Mark                      | 1612       | 1801/07–1815      | 004.004 | 0.202.000 | 50,45  | 036    | 03               | 010                   | 023              |
|                      | 3.2    | Fürstentum Minden und Grafschaft Ravensberg               | 1648       | 1807–1815         | 001.951 | 0.166.000 | 85,08  | 014    | 01               | 002                   | 011              |
|                      | 3.3    | Grafschaft Lingen und Grafschaft Tecklenburg              | 1702       | 1807–1815         | 000.728 | 0.046.000 | 63,19  | 008    | 0                | 000                   | 008              |
|                      | 3.4    | Fürstentum Münster                                        | 1802       | 1807–1815         | 002.744 | 0.127.000 | 46,28  | 009    | 01               | 001                   | 007              |
|                      | 3.5    | Fürstentum Paderborn                                      | 1802       | 1807–1815         | 002.800 | 0.098.500 | 35,18  | 023    | 0                | 002                   | 021              |
|                      | 3.6    | Fürstentum Hildesheim                                     | 1802       | 1807–1866         | 002.240 | 0.114.000 | 50,89  | 009    | 02               | 003                   | 004              |
|                      | 3.7    | Fürstentum Ostfriesland                                   | 1744       | 1807–1866         | 003.178 | 0.119.500 | 37,60  | 005    | 01               | 003                   | 001              |
| Süd                  | 4.0    |                                                           |            |                   | 007.658 | 0.540.600 | 70,59  | 048    | 08               | 008                   | 032              |
|                      | 4.1    | Fürstentum Ansbach                                        | 1791       | 1806              | 003.514 | 0.270.000 | 76,84  | 025    | 05               | 003                   | 017              |
|                      | 4.2    | Fürstentum Bayreuth                                       | 1791       | 1807              | 003.220 | 0.223.000 | 69,25  | 018    | 03               | 003                   | 012              |
|                      | 4.3    | Fürstentum Neufchatel                                     | 1707       | 1806              | 000.924 | 0.047.600 | 51,52  | 005    | 0                | 002                   | 003              |
| Preußische Monarchie |        |                                                           |            |                   | 311.209 | 9.721.000 | 31,24  | 10570  | 67               | 206                   | 784              |

### Staatsgebiet
Die Staatsfläche Preußens zwischen 1701 und 1939 vergrößerte sich stark über die Zeit: Von 1608, kurz vor den ersten außerbrandenburgischen Territorialerwerbungen der Hohenzollern bis zum Zusammenbruch des altpreußischen Staats knapp 200 Jahre später, expandierte das feudale Staatswesen um nahezu das zehnfache seiner Ursprungsgröße.
Die Hohenzollernherrscher betrieben seit dem 16. Jahrhundert eine konsequente (dynastische) Expansionspolitik. Zunächst war die Dynastie zeitgemäß auf die Einheiratung und Übernahme von Erbschaftsansprüchen interessiert. Die Erbschaftspolitik gelang mit dem Anfall des Herzogtums Preußen, dem späteren Herzogtum Magdeburg und einigen süddeutschen Fürstentümern. Im Westen hielten die Hohenzollern Ansprüche auf einige kleinere Gebiete aufrecht. Im Zuge des Clevischen Erbfolgestreit gelang es diesen, sich auf einer europaweiten Konfliktebene durchzusetzen. Auch auf Pommern hielten die Hohenzollern längere Zeit Erbschaftsansprüche aufrecht, bis diesen 1648 Hinterpommern zugestanden wurde.
| Jahr | Bevölkerung | Fläche      |
| ---- | ----------- | ----------- |
| 1608 | 0,41 Mio.   | 35.728 km²  |
| 1640 | k. A.       | 80.826 km²  |
| 1686 | <1,5 Mio.   | 109.830 km² |
| 1713 | 1,6 Mio.    | 111.574 km² |
| 1740 | 2,4 Mio.    | 117.928 km² |
| 1786 | 5,4 Mio.    | 190.223 km² |
| 1797 | 8,7 Mio.    | 307.785 km² |
| 1804 | 9,7 Mio.    | 316.232 km² |
| 1807 | 4,94 Mio.   | 158.000 km² |
| 1816 | 10,3 Mio.   | 280.000 km² |
| 1840 | 15 Mio.     | 280.000 km² |
| 1861 | 18,5 Mio.   | 280.000 km² |
| 1871 | 24,6 Mio.   | 348.780 km² |
| 1880 | 27 Mio.     | 348.780 km² |
| 1910 | 40,16 Mio.  | 348.780 km² |

1715 kam Schwedisch-Pommern bis zur Peene zum preußischen Staat dazu. Durch Erbschaft gelangte Ostfriesland zu den preußischen Staaten. 1742 wurden die Fürstentümer Schlesiens als Provinz für Preußen erobert und gehalten. Durch die Teilungen Polens gab es weitere große territoriale Zugewinne wie 1772 die Provinz Westpreußen. Nach dem Erwerb der Hohenzollerngebiete in Franken 1791 kamen durch die Säkularisation und den Reichsdeputationshauptschluss große Gebiete im Nordwesten Deutschlands zu Preußen. Der Staatscharakter Preußens war dadurch in wenigen Jahren völlig verändert worden. Die Neupreußischen Territorien im Westen Deutschlands und im altpolnischen Siedlungsraum hatten keinerlei preußisch-(deutsche) Traditionen, wiesen ganz eigene oder andere Raumbindungsgefüge auf und gingen durch die Bestimmungen des Friedens von Tilsit 1807 wieder verloren. Preußen erhielt jedoch im Zuge des Wiener Kongresses im Jahre 1815 seine ungefähre frühere Größe zurück. Die bisher vereinzelten preußischen Provinzen am Rhein wurden nun in einen Gesamtrheinisch-westfälischen Territorialkomplex zusammengefasst. Das war eine britische Idee und keine preußische, deren Akteure lieber das gesamte Sachsen erhalten hätten. Stattdessen sollte nach Britischem Willen Preußen als Ersatz für das ausgeschiedene Habsburg die Rolle des „Wächters am Rhein“ gegenüber Frankreich übernehmen. Diese neue Gebietseinheit veränderte den preußischen Staat nach 1815 erheblich. Die bis dahin dominanten mittleren Provinzen Preußens verloren bis 1918 einen Teil ihrer Bedeutung zugunsten der rheinischen Provinzen. Das außenpolitische Streben der preußischen Regierung nach 1815 zielte insgeheim darauf ab, die beiden großen geografisch durch eine 40 Kilometer breite Lücke getrennten Gebiete im Westen und in „Altpreußen“ zu vereinen. Die dazwischen liegenden Fürstentümer wie das Königreich Hannover wurden dadurch, wie zuvor schon bei der Reduktion des Königreichs Sachsen erfolgt, zu einer territorialen Verfügungsgröße Preußens in dessen außenpolitischen Ambitionen. Da nur ein Teil der Erwerbungen aus der dritten Teilung Polens erneut Preußen zugeschlagen wurde, erhielt der Gesamtstaat Preußen wieder eine eher Gesamtdeutsche Position.

### Bevölkerung

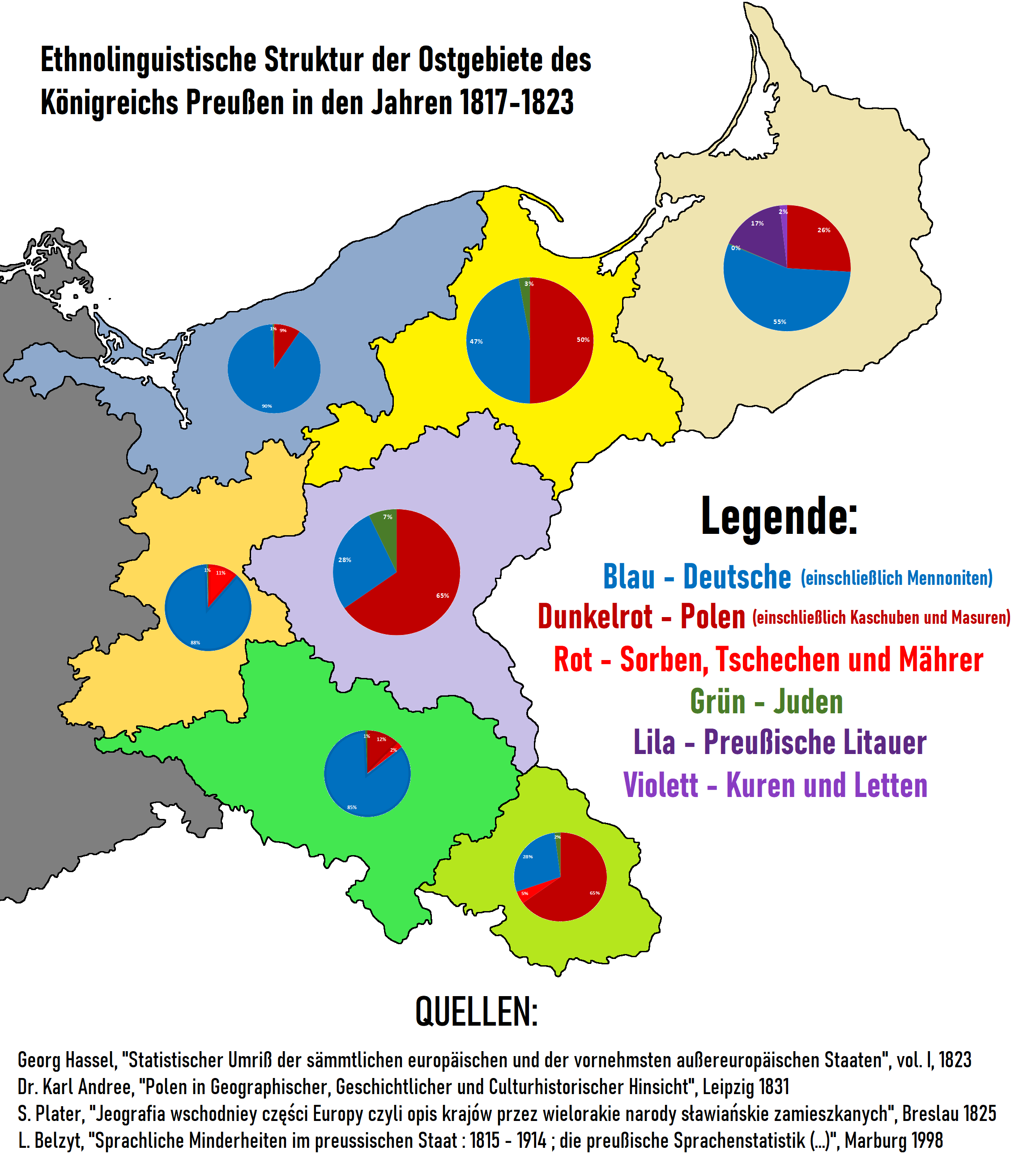
Ethnolinguistische Struktur der östlichen Gebiete Preußens 1817–23

Der Anstieg der Bevölkerungszahl im 17. und 18. Jahrhundert beruhte auf Gebietsgewinnen und einer intensiv betriebenen Peuplierungspolitik. Die gezielte Werbung und Ansiedlung von ausländischen Kolonisten, häufig Exulanten und Glaubensflüchtlinge aus habsburgischen Ländern, in den eher bevölkerungsarmen östlichen Provinzen Ostpreußen, Westpreußen, Neumark und Hinterpommern beförderte den Landesausbau, der auch die Kultivierung und Urbarmachung von Sumpfgebieten einbezog. In den menschenleeren Gebieten entlang der regulierten Ströme Warthe und Oder entstanden im 18. Jahrhundert viele hundert Kolonistendörfer. Typenbildende Ortsgründungen bildeten die Webersiedlungen Nowawes und Zinna. Weiterer Bevölkerungszugewinn erfolgte über Gebietserweiterungen infolge der Einigungskriege und beruhte auch auf einem hohen natürlichen Bevölkerungswachstum im 19. und frühen 20. Jahrhundert.
Um 1800 galten knapp 43 Prozent der Bevölkerung als Slawen. Darunter zählten vorwiegend Polen, Sorben, Kaschuben (einschließlich evangelische Slowinzen) und Tschechen, sowie Balten, die Litauer und Kuren/Letten. Nach Anschluss von Schleswig und dem Königreich Hannover 1866 kamen dazu die ethnischen Minderheiten der Dänen und Friesen.
Eine weitere Minorität waren die im 17. Jahrhundert eingewanderten französischen Hugenotten, die, Nachkommen eingeschlossen, eine Gesamtheit von 65.000 Personen umfasste. Insgesamt 250.000 Juden wurden von den damaligen Erhebungen als „Ethnie“ eingestuft und erfasst.
50,6 Prozent der Bewohner waren lutherisch, 44,1 Prozent katholisch, der Rest waren Reformierte, Mennoniten, Griechisch-orthodoxe und Hussiten.
Die Bevölkerung setzte sich 1804 aus folgenden soziale Schichten zusammen:
- 328.000 Personen von adeligem Stand, in den überwiegend polnisch geprägten Provinzen Neuostpreußen und Südpreußen war der polnische Kleinadel, Szlachta, mit 34.000 von insgesamt 54.000 Personen vertreten.
- 2,7 Millionen Personen wurden dem Bürgerstand zugerechnet.
- 6,828 Millionen Personen waren Landbewohner und zum Teil unfreie Bauern.
- Der Klerus war mit 40.000 Personen vertreten.[96]

### Städte
| Rangfolge 1804 | Rangfolge 1910 | Stadt                    | Einwohner 1804 | Einwohner 1850 | Einwohner 1875 | Einwohner 1910 |
| -------------- | -------------- | ------------------------ | -------------- | -------------- | -------------- | -------------- |
| 1              | 1              | Berlin                   | 178.308        | 419.000        | 966.859        | 2.071.257      |
| 2              | 3              | Breslau                  | 60.950         | 114.000        | 239.050        | 512.105        |
| 3              | 10             | Königsberg               | 60.690         | 76.000         | 122.636        | 245.994        |
| 4              | 16             | Danzig                   | 46.213         | –              | 97.931         | 170.337        |
| 5              | 9              | Magdeburg                | 37.451         | 72.000         | 87.925         | 279.629        |
| 6              | –              | Potsdam                  | 26.980         | –              | 45.003         | 62.243         |
| 7              | 11             | Stettin                  | 22.335         | 49.000         | 80.972         | 236.113        |
| 8              | 15             | Halle (Saale)            | 21.350         | –              | 60.503         | 180.843        |
| 9              | –              | Elbing                   | 18.805         | –              | 33.520         | 55.000         |
| 10             | 17             | Posen                    | 15.253         | 45.000         | 60.998         | 156.691        |
| 11             | –              | Frankfurt (Oder)         | 17.501         | 29.969         | 47.180         | 68.277         |
| 12             | –              | Halberstadt              | 13.816         | 20.395         | –              | 46.481         |
| 13             | –              | Brandenburg an der Havel | 12.499         | 21.000         | 27.776         | 68.277         |
| 14             | –              | Quedlinburg              | 10.023         | 13.886         | 18.437         | 27.233         |
| 15             | –              | Emden                    | 10.416         | zu Hannover    | 13.400         | 24.500         |
|                | 6              | Charlottenburg           | –              | –              | 25.847         | 305.978        |

| Rangfolge unter den neupreußischen Städten | Rangfolge in Gesamtpreußen 1910 | Stadt             | Einwohner 1850 | Einwohner 1875 | Einwohner 1910 |
| ------------------------------------------ | ------------------------------- | ----------------- | -------------- | -------------- | -------------- |
| 1                                          | 2                               | Köln              | 97.000         | 135.371        | 516.527        |
| 2                                          | 4                               | Frankfurt am Main | –              | 103.136        | 414.576        |
| 3                                          | 5                               | Düsseldorf        | 27.000         | 80.695         | 358.728        |
| 4                                          | 7                               | Hannover          | –              | 106.677        | 302.375        |
| 5                                          | 8                               | Essen             | –              | 54.790         | 294.653        |
| 6                                          | 12                              | Duisburg          | –              | 37.380         | 229.438        |
| 7                                          | 13                              | Dortmund          | –              | 57.742         | 214.226        |
| 8                                          | 14                              | Kiel              | –              | 37.246         | 211.627        |

Die Städtedichte nahm von Westen nach Osten hin ab. Die Stadt Berlin durchlief von 1700 bis 1918 ein außergewöhnlich starkes Wachstum und besaß am Ende der Monarchie die größte Stadtregion. Mit Berlin bildeten die Städte Brandenburg an der Havel (Gericht und frühe Hauptstadt), Potsdam (Residenz) und Frankfurt an der Oder (Messe, Universität) den traditionellen Kern des expandierenden preußischen Staats. Die Städte der preußischen Rheinprovinzen erlangten erst im 19. Jahrhundert eine gesteigerte Bedeutung. Die Städte im heutigen Sachsen-Anhalt, Magdeburg, Halle, Quedlinburg und Halberstadt, waren aufgrund ihrer zentralen Lage strategisch bedeutsam und deshalb lange zwischen Sachsen und Brandenburg umstritten. Die östlichen Metropolen Danzig und Königsberg bildeten dominante Monozentren in ihren jeweiligen Provinzen.
Die Liste von 1804 der einwohnerstärksten preußischen Städte weicht in der Zusammensetzung erheblich von der für das Jahr 1910 ab. Das 19. Jahrhundert war insgesamt ein Jahrhundert der Verstädterung und der Landflucht in Europa, so dass nach dem eher stagnierenden Verlauf der Frühen Neuzeit, die Städte an Einwohnern zulegten. Da zeitgleich eine große Migrationsbewegung aus den östlichen Provinzen Preußens in die wirtschaftlich boomenden Rheinprovinzen einsetzte, wuchsen zwischen 1850 und 1910 die Städte im Rhein- und Ruhrgebiet schneller als diejenigen im zentralen und östlichen Staatsgebiet.

### Flüsse
Als Handelswege bedeutsam waren die Flüsse Havel, Spree, Elbe, Oder und später der Rhein.
Spree, Havel, Oder und Elbe wurden durch den Bau künstlicher Wasserstraßen ab dem 17. Jahrhundert miteinander verbunden und bildeten ein gemeinsames Flusswegenetz, über das ein erheblicher Anteil des preußischen Getreidexports aber auch anderer Güter (z. B. Kalksteine von Rüdersdorf nach Berlin) zu den Häfen an Ost- und Nordsee transportiert wurden.

### Gebirge
Preußen bestand zu großen Teilen aus Ebenen oder wies einen flachwelligen Charakter auf, nur im südlichen Staatsgebiet gab es markante Erhebungen. Das seit 1741 zu Preußen gehörende Schlesien war mit dem Riesengebirge als Teil der Sudeten seine gebirgigste Provinz. Daneben war der Harz das nächstbedeutende Gebirge, auf das Preußen seit Ende des 18. Jahrhunderts zumindest zum Teil Zugriff erhielt und diesen dann nach den Gebietserwerbungen von 1866 komplett in sein Staatsterritorium einschloss.
Mit der Vergrößerung des preußischen Territoriums seit 1815 um große Teile des deutschen Rheinlandes, gehörten dazu auch die kleinflächigeren Mittelgebirge Hunsrück, Westerwald und Eifel. Auch Westfalens Mittelgebirge, das Rothaargebirge und das Weserbergland, gehörten ab dann zu Preußen.
Der höchste preußische Berg war die Schneekoppe mit 1.603 Metern Höhe, gefolgt vom Reifträger mit 1.362 Metern Höhe, der Brocken mit 1.141 Metern Höhe und der Ochsenberg mit 1.033 Metern Höhe.

### Vegetation, Böden und Landschaften
Größere Anteile des Staatsgebiets waren im 18. und 19. Jahrhundert von Sümpfen, Heiden und Dünen geprägt gewesen. Menschliche Eingriffe haben diese Naturlandschaften im 20. Jahrhundert größtenteils den Zivilisationsbedürfnissen zugunsten von Siedlungs- und Landwirtschaftsflächen angepasst und die ursprünglichen Erscheinungsformen erheblich zurückgedrängt,.
Die Güte der Böden variierte erheblich je nach Region. Es gab sehr nährstoffreiche und ertragreiche Böden wie in der Magdeburger Börde, in Südpreußen oder dem westlichen Schlesien. Weite Teile der mittleren Provinzen oder auch Ostpreußen hatten dagegen nährstoffarme Sandböden.
Mit neu errichteten Deiche, Flussbegradigungen und Kanalbauten wurden tausende Quadratkilometer Sumpfland dauerhaft trockengelegt. Die Erschließung landwirtschaftlicher Flächen war ein bedeutender Teil staatlicher Politik. 21,5 Prozent der Landesfläche war 1804 bewaldet, das größte Waldgebiet bildeten die Johannisburger Heide und die Rominter Heide in Ostpreußen. Die Provinz Westfalen war im Vergleich eher waldarm.

### Seen, Buchten und Inseln
Die zu den verschiedenen Zeitpunkten zu Preußen gehörenden Küstenabschnitte wiesen insgesamt eine starke Gliederung auf. Markante Buchten bildeten das Stettiner Haff, das Frische Haff und das Kurische Haff mit seiner Kurischen Nehrung. Die bedeutendsten altpreußischen Inseln waren Usedom und Wollin, seit 1815 auch Rügen, nach 1866 kamen auch die Inselketten Niedersachsens und Schleswig-Holsteins dazu.
Die größte Seenkette Preußens bildete die Masurische Seenplatte in Ostpreußen, darunter der Spirdingsee.

### Klima
Während in den westlichen Provinzen, Westfalen und Rheinland, maritimes Übergangsklima vorherrscht, sind die östlichen Gebiete von kontinentalere geprägt. Dies bedeutete für den Osten tendenziell kältere Winter bei wärmeren Sommern und für die Westgebiete ganzjährig geringere Temperaturschwankungen mit etwas längerer Vegetationsperiode.
Im Bestehenszeitraum des Königreichs machte sich die durch die Industrialisierung bedingte und menschengemachte globale Erwärmung noch nicht bemerkbar. In der Anfangszeit des Königreichs war die Kleine Eiszeit auf ihrem Höhepunkt, die Winter brachten in der Regel überall strenge und anhaltende Frostperioden mit sich.

## Historiografie
Die Geschichtsschreibung zur preußischen Monarchie ist äußerst umfangreich und thematisch facettenreich. Ihre inhaltliche Ausrichtung unterliegt Zeitströmungseinflüssen und sich wandelnden Werturteilen. Forschungsschwerpunkte sind: Transnationale Verflechtungen und Transferprozesse, strukturelle Lage zwischen Ost und West, Akteure interner Staatsbildung, regionale Akteure, Militärsystem, Folgen staatlicher Wirtschaftspolitik, Wirkungsmacht von Elitengruppen, Umgang mit Minderheiten, Bedeutung von Kultur, Wissenschaft, Bildung und Kirchen, Demokratisierung und Nationsbildung.
Erst im 19. Jahrhundert bildeten sich einzelne fachhistorische Forschungsfelder zur preußischen Geschichte aus dem Hauptfeld der Ereignisgeschichte. Dazu gehörten die Agrargeschichte (Georg Friedrich Knapp), die Staatsstrukturgeschichte und die Verwaltungsgeschichte (z. B. Siegfried Isaacsohn).
Bis 1945 war die deutsche Geschichtsschreibung des 19. und frühen 20. Jahrhunderts vorwiegend „borussophil“ geprägt. Die zwei wichtigsten Vertreter dieser Periode waren Otto Hintze und Johann Gustav Droysen. Nachfolgend bedeutsam waren auch Heinrich von Sybel und Leopold von Ranke. Viele der damaligen Geschichtsschreiber waren Oberlehrer und Juristen, mithin prägnante Typen des historisch interessierten preußischen Bildungsbürgertums. Als umfassendstes Werk dieser Periode erschien die von Gustav von Schmoller begründete Acta Borussica.
Der deutsche Nationalismus von 1871 bis 1945 prägte das Bild einer gesamtdeutschen Mission Preußens, der sich das Haus Hohenzollern von Anfang an verschrieben haben soll. Nach Wolfgang Neugebauer trifft hierfür der Begriff nationalteleologische Geschichtsschreibung zu. Zudem herrschte eine starke personenfixierte Geschichtsschreibung vor, die das Geschehen in der Zeit von 1640 bis 1786 auf das Wirken der Monarchen verkürzte, nach dem wiederkehrenden Muster:
- Friedrich I. war ein Verschwender auf dem Thron.
- Der Große Kurfürst und der Soldatenkönig haben die Fundamente des preußischen Staats gesetzt.
- Friedrich II. habe aus Preußen eine Großmacht gemacht.
- Danach kehrte wieder Verschwendung, Unzucht und Müßiggang ein.
- Die Niederlage von 1806 führte zu einem Wachstum neuer Kräfte und zu einer Erneuerung.
- Mit erwachtem Nationalgeist und äußerster Kraftanstrengung befreite Preußen sich selbst und das deutsche Vaterland von den französischen Besatzern.

Nach dem Ende des Dritten Reichs wurde Preußen aufgrund seiner starken Militarisierung und dem ausgeprägten Obrigkeitsdenken eine geistige Nähe zum Faschismus unterstellt, die den Nährboden für die totalitäre NS-Diktatur geliefert haben soll (Kontinuitätsthese: Von Friedrich II. über Bismarck zu Hitler). Gordon A. Craig ist ein bedeutender Autor dieser Strömung.
Neuere Themenschwerpunkte bilden seit 1990 die Konstruktion und Dekonstruktion preußischer Geschichtsmythen und Erinnerungskultur, die sozialhistorische Militärgeschichte, die mikrohistorische Rekonstruktion von Lebenswelten, die Geschlechtergeschichte sowie die internationale Verflechtung und der transnationale Austausch in der preußischen Politik.
Die DDR-Historiographie brachte eine Reihe bekannterer Fachautoren hervor, darunter Erika Hertzfeld und Ingrid Mittenzwei. Thematisch stand die klassenzentrierte Verlaufsgeschichte im Vordergrund, indem das Verhältnis von Feudalklasse, Bürgerklasse und Arbeiterklasse zueinander immer wieder nach einem festen Ablaufschema und mit feststehendem Ergebnis analysiert wurde: Am Ende siegte die Arbeiterklasse und der feudale Adel befand sich fortdauernd in einem verzweifelten Abwehrkampf. Zudem war die bourgeoise Elite im 19. Jahrhundert angeblich ein Bündnis mit dem adeligen Junkertum eingegangen, das alles Fortschrittliche bekämpfte. Ein solches Bündnis wurde nie in Frage gestellt und sein Vorhandensein konnte auch nicht bewiesen werden, es wurde nur als gegebene Tatsache im geschichtlichen Weltsystem der DDR-Historiker verankert.
Die Rückführung der wichtigsten Archivalien aus den Sammlungen der früheren DDR brachte für die Preußenforschung noch einmal einen zusätzlichen Schub. Als historiographische Standardwerke gelten das Handbuch der Preußischen Geschichte und die Moderne Preußische Geschichte 1648–1947. Die Historische Kommission zu Berlin, die sich seit ihrer Gründung 1958 der preußischen Geschichte in Monographien, Aufsatzsammlungen, Editionen und internationalen Fachtagungen angenommen hatte, verlor durch Beschluss des Senats von Berlin 1996 ihren Forschungsauftrag, wodurch das Institut schließen musste, aber als Gelehrtenvereinigung weiterbesteht.
Die am häufigsten zitierten aktuellen Autoren zur preußischen Geschichte sind Wolfgang Neugebauer, Otto Büsch und Christopher Clark. Sie waren oder sind Mitglieder der Preußischen Historischen Kommission, die eine zentrale Schnittstelle für Forschungen zur preußischen Geschichte ist. Das Geheime Staatsarchiv Preußischer Kulturbesitz verwahrt die wichtigsten Primärquellen, die Stiftung Preußischer Kulturbesitz verwaltet den kulturellen und dinglichen Nachlass der preußischen Monarchie.

## Erinnerungskultur

10-Euro-Gedenkmünze der Bundesrepublik Deutschland, Friedrich II., Motivseite

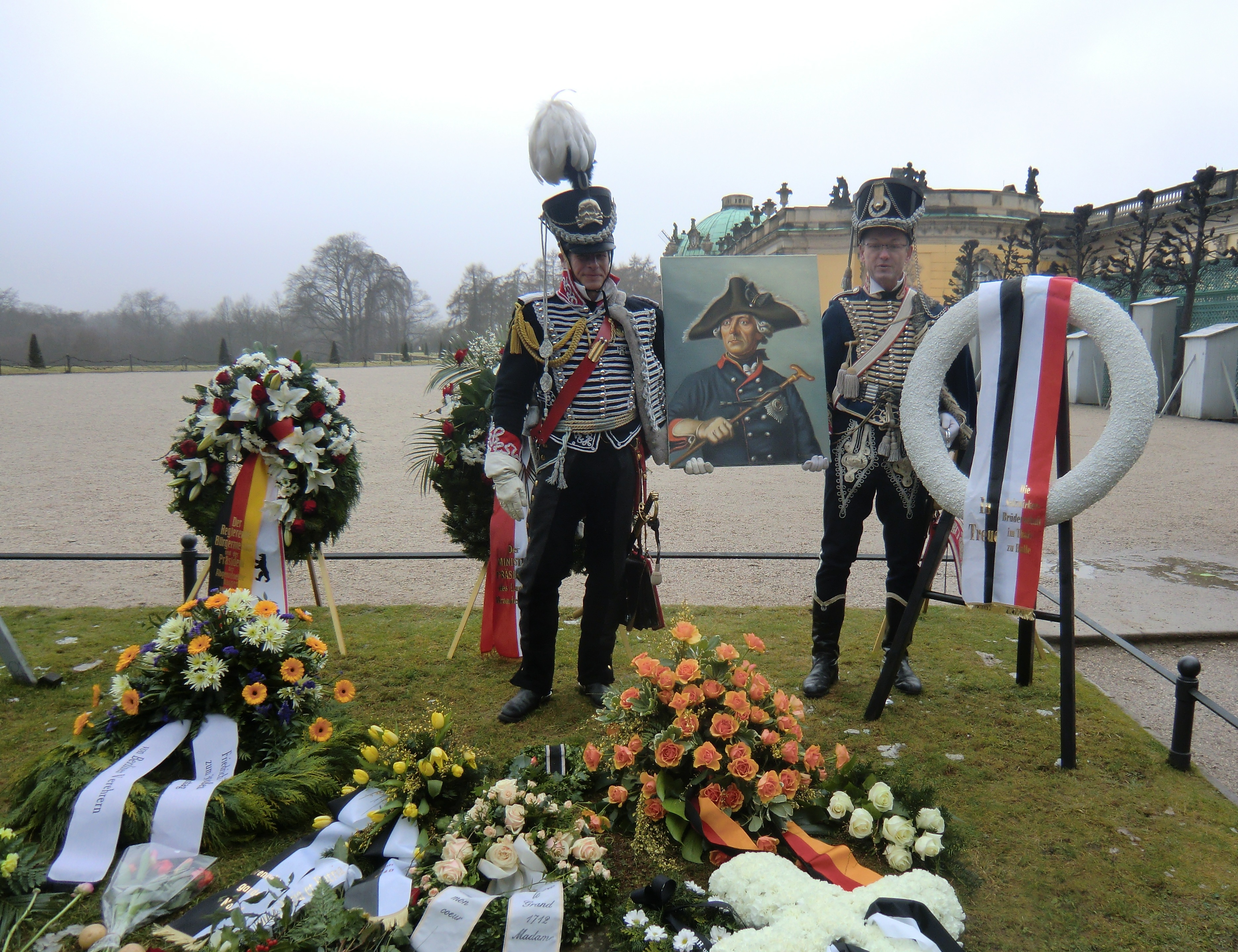
Ehrenwache am Grab Friedrichs II. aus Anlass des 300. Geburtstags

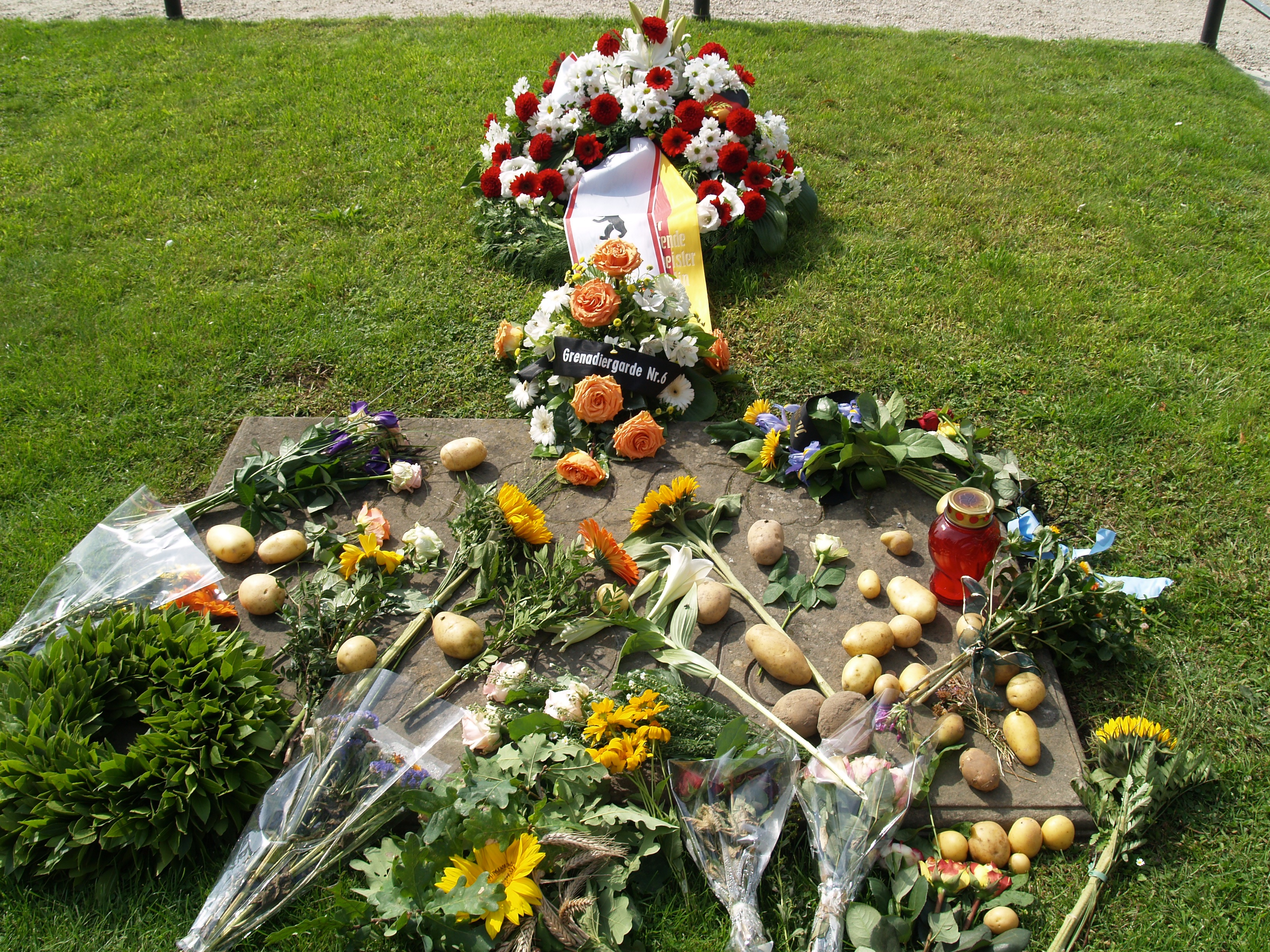
Das beschmückte Grab Friedrichs II. 2011, Bestandteil eines volkstümlichen und nachhallenden Friedrichkkults

Museale Erinnerung betreiben das Preußen-Museum Minden, das Preußen-Museum Wesel und das Brandenburg-Preußen Museum. Kriegerdenkmäler oder monarchische Denkmäler wurden im Deutschen Kaiserreich an vielen Orten errichtet und werden auch heute noch gepflegt. Seit der Preußenausstellung Preußen – Versuch einer Bilanz von 1981 hat sich der Umgang mit dem Thema Preußen insgesamt entspannt, so dass man auch von einer Preußenrenaissance spricht.

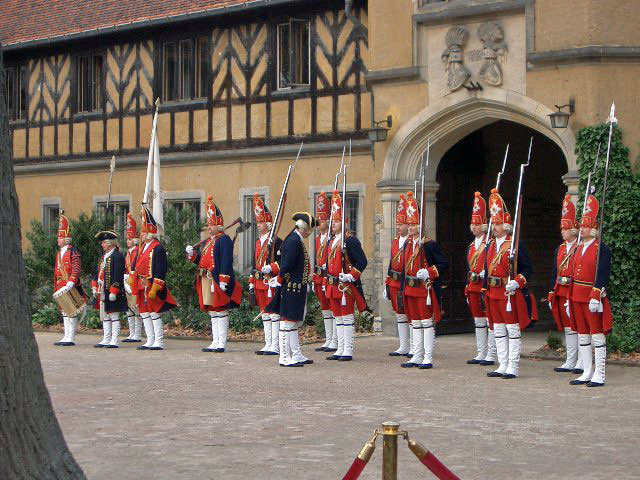
Lange Kerls anlässlich des Besuchs der Queen im Jahre 2004 auf Schloss Cecilienhof

 Wesentlich getrieben wird die auch staatlich unterstützte Preußenerinnerung durch die Person Friedrichs II. Im wiedervereinigten Deutschland erlangte die Rückführung seiner Gebeine von der Burg Hohenzollern nach Potsdam 1991 Bedeutung, indem das Land Brandenburg die Bestattung Friedrichs II. auf Schloss Sanssouci und dessen Vaters im Mausoleum der Potsdamer Friedenskirche ermöglichte. Ein Gottesdienst und eine Gedenkfeier wurden aus diesem Anlass organisiert. Eine Einheit der Bundeswehr eskortierte den Sarg und der damalige Bundeskanzler Kohl nahm als Privatmann an der Feier teil.
Medial ist Preußen zudem präsent in öffentlichen Veranstaltungen wie dem Preußenjahr 2001 oder den Feierlichkeiten zum 300. Geburtstag Friedrichs II. Regelmäßig wiederkehrende anlassbezogene Sonderausgaben der Zeitschriften Geo, Der Spiegel und Stern sind auf eine große Leserschaft ausgerichtet. Auch Fernsehserien oder mehrteiliger Fernsehfilme wie Sachsens Glanz und Preußens Gloria und Der Thronfolger (1980) befassten sich mit dem Thema. Die militärische Komponente Preußens findet heute in Vereinen zum Thema Reenactment Widerhall: Zu bestimmten Anlässen stellen Amateurdarsteller in zeitgenössischen Uniformen Kriegsereignisse nach, wie beispielsweise die Potsdamer Langen Kerls.

### Moderne Abhandlungen
- Otto Büsch, Wolfgang Neugebauer: Moderne preussische Geschichte: 1648–1947. 3 Bände. De Gruyter Verlag, Berlin 1981, ISBN 3-11-008324-8.
- Handbuch der preussischen Geschichte. Walter de Gruyter Verlag, Berlin / New York 1992–2001
  - Band 1, Wolfgang Neugebauer (Hrsg.): Das 17. und 18. Jahrhundert und große Themen der Geschichte Preußens.
  - Band 2, Otto Büsch (Hrsg.): Das 19. Jahrhundert und Große Themen der Geschichte Preußens, Handbuch der Preußischen Geschichte.
  - Band 3, Wolfgang Neugebauer (Hrsg.): Vom Kaiserreich zum 20. Jahrhundert und Große Themen der Geschichte Preußens.
- Christopher Clark: Preußen. Aufstieg und Niedergang 1600 bis 1947. Deutsche Verlagsanstalt, München 2007, ISBN 978-3-421-05392-3 (weitere Ausgaben als Taschenbuch).
- Ingrid Mittenzwei, Erika Herzfeld: Brandenburg-Preußen 1648–1789. 1. Auflage. Verlag der Nation, Berlin 1987, ISBN 3-373-00004-1.
- Uwe A. Oster: Preußen. Geschichte eines Königreichs. München 2010, ISBN 978-3-492-05191-0.
- Hartwin Spenkuch: Preußen – eine besondere Geschichte: Staat, Wirtschaft, Gesellschaft und Kultur 1648–1947. Vandenhoeck & Ruprecht, Göttingen 2019
- Wilhelm Treue: Wirtschafts- und Technikgeschichte Preußens. de Gruyter Verlag, Berlin / New York 1984.

### Digitalisiertes älteres Schrifttum
- Johann Emanuel Küster: Umriß der preußischen Monarchie nach statistischen, staats- und völkerrechtlichen Beziehungen. Erstes Heft, Unger, Berlin 1800 (Google Books); dort zum „Königreich Preußen“ S. 28 und 45.
- Franz Heinrich Ungewitter: Die preußische Monarchie nach den zuverlässigsten Quellen geographisch, statistisch, topographisch und historisch ausführlich und übersichtlich dargestellt. Ein Handbuch für Staats- und Communalbehörden, so wie zum Privatgebrauch. Nicolai, Berlin 1859 (Google Books).
- Königl. Statistisches Bureau (Hrsg.): Vorläufige Ergebnisse der Volkszählung vom 1. Dezember 1890 im Königreiche Preußen sowie in den Fürstenthümern Waldeck und Pyrmont, Berlin 1891 (Google Books)
- Handbuch über den Königlich Preussischen Hof und Staat für das Jahr 1803, Unger, Berlin 1803 (Google Books).
- Handbuch über den Königlich Preußischen Hof und Staat für das Jahr 1896. Verlag G. Schenck, Berlin 1895 (Google Books).
- Christian Gottfried Daniel Stein: Handbuch der Geographie und Statistik des preußischen Staats, nach seinen neuesten Bestimmungen. Vossische Buchhandlung, Berlin 1919 (Google Books).
- Alexander August Mützell, Leopold Krug (Hrsg.): Neues topographisch-statistisch-geographisches Wörterbuch des preußischen Staats
  - Band 1: A-F. Bei Karl August Kümmel, Halle 1821 (Digitalisat) (Google Books).
  - Band 2: G–Ko. Bei Karl August Kümmel, Halle 1821 (Digitalisat) (Google Books).
  - Band 3: Kr–O. Bei Karl August Kümmel, Halle 1822 (Digitalisat) (Google Books)
  - Band 4: P–S. Bei Karl August Kümmel, Halle 1823 (Digitalisat) (Google Books).
  - Band 5: T–Z Und eine tabellarische Übersicht der wichtigsten statistischen Verhältnisse der 857 kleinern Städte des Staats enthaltend. Bei Karl August Kümmel, Halle 1823 (Digitalisat) (Google Books).
  - Band 6: Tabellarische Übersicht der wichtigsten statistischen Verhältnisse der einzelnen Städte, Landrätlichen Kreise und Regierungsbezirke des preußischen Staats. Karl August Kümmel, Halle 1825 (Digitalisat) (Google Books).
- Kraatz (Hrsg.): Topographisch-statistisches Handbuch des Preußischen Staats, enthaltend die sämmtlichen Städte, Flecken, Dörfer … mit Angabe des Gerichts erster Instanz … Unter Benutzung der Akten des Königlichen Justiz-Ministeriums. Deckersche Geheime Ober-Hofbuchdruckerei, Berlin 1856 (Digitalisat). (Google Books).
- Uebersicht des Flächenraums und der Einwohnerzahl des Preussischen Staats, und Alphabetisches Verzeichniß der Städte in demselben, mit Angabe der Civil-Einwohnerzahl am Schlusse des Jahres 1855, Verlag R. Decker, Berlin 1857 (Google Books).
- Karl Friedrich Rauer: Die ständische Gesetzgebung der Preußischen Staaten. (Neue Folge). Heymann, Berlin 1853.
  - Teil I: Texte der ständischen Gesetze (Google Books).
  - Teil II: Systematische Darstellung der ständischen Gesetzgebung (Google Books).
- Karl Friedrich Rauer: Alphabetischer Nachweis (Adressbuch) des in den Preussischen Staaten mit Rittergütern angesessenen Adels. Berlin 1857 (Google Books).
- Karl Friedrich Rauer: Hand-Matrikel der in sämmtlichen Kreisen des Preussischen Staats auf Kreis- und Landtagen vertretenen Rittergüter. Berlin 1857 (Google Books).